# 機動戦士ガンダム00シリーズの登場兵器
機動戦士ガンダム00シリーズの登場兵器（きどうせんしガンダムダブルオーシリーズのとうじょうへいき）では、日本のテレビアニメ『機動戦士ガンダム00』およびアニメーション映画『劇場版 機動戦士ガンダム00 -A wakening of the Trailblazer-』、関連メディアミックス作品『機動戦士ガンダム00外伝』など、世界設定を共有する一連の作品に登場するモビルスーツ （以下MS） やモビルアーマー （以下MA）、艦船などの架空の兵器について解説する。
当記事では、各作品を以下のような略称で表記する。
- 『1st』 - テレビアニメ（本編）のファーストシーズン
- 『2nd』 - テレビアニメのセカンドシーズン
- 『劇場版』 - 『劇場版 機動戦士ガンダム00 -A wakening of the Trailblazer-』
- 『00P』 - 電撃ホビーマガジン連載の公式外伝『機動戦士ガンダム00P』
- 『00P SE』 - 『00P』の番外編『機動戦士ガンダム00P SPECIAL EDITION』
- 『00F』 - ガンダムエース連載の公式外伝『機動戦士ガンダム00F』
- 『00I』 - 『00F』の続編『機動戦士ガンダム00I』
- 『00I 2314』 - 『00I』の続編『機動戦士ガンダム00I 2314』
- 『00V』 - 月刊ホビージャパン連載の公式外伝『機動戦士ガンダム00V』
- 『00V戦記』 - 『00V』の続編『機動戦士ガンダム00V戦記』
- 『00N』 - 『00P』の終了後に連載されたフォトストーリー『機動戦士ガンダム00N』
- 『Re:vision』 - 2018年4月14日に開催された『00』10周年記念イベント『ガンダム00 Festival 10 "Re:vision"』内のリーディングライブ
- 『舞台』 - 舞台演劇『舞台 機動戦士ガンダム00 -破壊による再生-Re:Build』『舞台 機動戦士ガンダム00 -破壊による覚醒-Re:(in)nobvation』

機体の登場作品名は原則として1機ごと、あるいは系列ごとの解説文冒頭に記しているが、おもに本編で登場する機体、特に『1st』から登場する機体に関してはこの限りではない。

## メカデザイン案の検討
『00』の立ち上げにあたり、海老川兼武、柳瀬敬之、鷲尾直広、寺岡賢司、福地仁、中谷誠一ら複数のメカデザイナーによって、作中に登場する各種メカのデザイン案が提出された。このうち海老川が提出した案が『1st』の主役機ガンダムエクシアの原型となり、鷲尾の案は敵側となるガンダムスローネ、柳瀬の案は『00P』に登場するエクシアの同世代機ガンダムラジエル、福地の案は巨大国家勢力のひとつであるユニオンの量産機ユニオンフラッグへと発展している。

## ソレスタルビーイング

### ガンダム
本作におけるガンダムとは、私設武装組織「ソレスタルビーイング」（以下CB）が「武力による戦争根絶」という目的のために開発したMSの総称である。「太陽炉」と通称される半永久機関「GNドライヴ」を搭載していることが最大の特徴である。
太陽炉は起動開始から常に「GN粒子」と呼ばれる特殊粒子を生成し、機体の稼動エネルギーのほかに、高濃度圧縮した粒子による強力なビーム兵器、飛行用の推進剤（GNバーニア）などさまざまな用途に利用される。GN粒子には機体の質量を増減させる能力があり、既存のMSでは不可能な重武装を施したうえで機体を浮遊飛行させることもできる。ビーム兵器への粒子供給は、手のひらにあるプラグを介して行う。ほかにも、装甲表面に粒子による防護幕を形成したり、空間に放出された粒子で既存のレーダーシステムや通信機器の使用を妨害したりすることも可能<。以上の特性により、ガンダムは既存兵器に対して圧倒的な優位性をもつ。
光学迷彩による機体の隠匿も可能であるが、この迷彩はGN粒子に反応すると乖離する性質をもつため、駐機中でしか使用できない。また、『1st』第22話においてはコックピット内の生体認証システムの存在が確認できる。
装甲やフレーム材質には既存のMSと同様にEカーボンを使用しており、太陽炉用のモーターも採用。駆動時に発生する過負荷とGN粒子の供給網のため、フレームには相応の性能が求められる。太陽炉搭載機には重量軽減効果が働いており、非運用時であっても効果が失われることはない。
物語開始時点では、5基のオリジナル太陽炉が存在しているが、『2nd』終盤でダブルオーライザーに搭載されていた2基とセラフィムに搭載されていた1基が戦闘で喪失し、『劇場版』ではダブルオークアンタ用に2基が新規製造される。
メカニックデザインは複数のデザイナーが分担して行っており、0ガンダムを『機動戦士ガンダム』の時代から「ガンダムシリーズ」にかかわってきた大河原邦男。第2世代以降のガンダムのうち、アストレアからダブルオークアンタまでの4機とその支援機、母艦プトレマイオスを海老川兼武。そのほかのガンダムと支援機を柳瀬敬之。スローネ系列とその母艦を鷲尾直広がそれぞれ担当した。
GNフィールド
疑似を含む太陽炉搭載機に搭載されている機能のひとつで、高濃度圧縮したGN粒子による強固なバリアを形成することができる。実体盾の面積程度に発生させてシールドサイズの防御壁とするものから、機体全体を包み込み全方位からの攻撃から機体を防御するものがある。粒子の消費量が多いため、あらかじめ機体内のコンデンサに粒子を蓄積しておく必要がある。文献によっては「圧縮したGN粒子を高速で機体周囲に対流させ防御する機能で、フィールドの防御能力を上回る威力のビームを防ぐことはできない」とされている。また、極至近距離で攻撃された場合、通常攻撃でもフィールドの圧縮粒子を貫通される危険性がある。加えて、フィールドの圧縮率が解ればやはり攻撃が貫通する。さらに、GN粒子を纏った実体剣や機体の一部でフィールドの圧縮粒子の流れが断ち切られれば、攻撃がすり抜ける。ビームと比較して実体攻撃への防御性能は高くなく、粒子の対流に割り込まれることでMSに透過されることもある。また、のちの文献ではガンダムのシールドにもGNフィールド発生装置が組み込まれているとされている。ちなみに貫通せずとも受ける攻撃の衝撃は機体やパイロットに伝わる。当初はヴァーチェのみが有する機能としてアナウンスがなされていたが、のちに番組内で『1st』第2話、第15話でキュリオスが使用するほか、『1st』OP二期内の映像ラスト近辺でエクシアが展開する描写がある。第三世代機が宇宙から地上に降下する際、大気圏の断熱圧縮から機体を守るために使用しており、貯蔵粒子量の差こそあれ、直接的な描写のないデュナメスも含め全機が可能ということになる。その後は展開に合わせ、いくつかの機体が使用している。
GNコンデンサー
生成されたGN粒子を一時的に貯蔵するための機器。太陽炉自体の代替機関として搭載される大型品(超大型GNコンデンサ―)は「GN粒子貯蔵タンク」とも呼ばれ、こちらは貯蔵された粒子の量だけ活動が可能。
GNビームサーベル
GN粒子によって刃を形成する装備。大気やGN粒子の収束率に影響され、減衰する弱点をもつ。
クラビカルアンテナ
太陽炉搭載機に装備されるGN粒子制御用のアンテナ。一部の機体制御やレーダー、電波妨害にも使用される。第3世代までのガンダムでは機体の襟元に装備されていたが、後続の機体ではこの限りではない。
ヘッドユニット
ガンダムの頭部は機体全体の制御に関係した機器が集約されており、ヴェーダとのリンクを行うブラックボックスも内蔵されている。

#### 第1世代ガンダム
GN-000 0ガンダム（オーガンダム）
本作における最初に開発されたガンダムであり、のちに開発されるすべての太陽炉搭載型MSの原型となった機体。発展途上で後継機に比べ技術的に未成熟な部分が多く、太陽炉の周辺機器やコーン型スラスターが大型となっている。しかしながらGN粒子による慣性制御を取り入れた高い機動性と運動性、旧来兵器を上回る攻撃力をもつビーム兵器の搭載など、この時点でガンダムとしての基礎能力はほぼすべて備わっている。搭載された武装はGN粒子系兵器の初期段階に開発されたプロトタイプであり、差別化のため、各武装の名称には後継機に見られる「GN」の文字が冠されていない。
テストパイロットは、ガンダムマイスター候補として生み出されたマイスタータイプのイノベイド（人造人間）のひとりであり、のちにイノベイターと称してCBと敵対するリボンズ・アルマークが務め、性能実験のためにたびたび搭乗。第3世代機の開発時はその演習パートナーなどを務めた。
第3世代機による武力介入開始後は支援組織「フェレシュテ」に一時保管され、太陽炉はフェレシュテ管理下の各第2世代機に使い回される<。国連軍との決戦後はCBの実行部隊に戻され、その太陽炉は開発中であった第4世代機ダブルオーの左肩に搭載される。
戦場ではクルジスの少年兵として仲間をすべて失いながら戦ったが、現実はただの捨て駒であったという現実を知り神を否定した幼い刹那の窮地を救った機体であることから、その後の刹那にとって「ガンダム」という存在こそがまさしく神に替わり、この世界を導く象徴的な存在と信じるきっかけとなった。そして自身がガンダムそのものとなり、世界を変革させる存在となることを志す。
デザインモチーフは『機動戦士ガンダム』に登場するRX-78-2 ガンダム（ファーストガンダム）。
- ビームガン - 圧縮されたGN粒子を発射する携行式ビーム砲。初期段階の武装であり後継機のビーム兵器のような粒子を貯蔵するGNコンデンサーを内蔵していないため、エネルギーは機体の供給粒子量に随時依存し、後継機の装備のような高威力をもたない反面、本体そのものは小型なため軽量で取り回しに優れる。
- ビームサーベル - 柄状の発振器からGN粒子の刀身を形成する接近戦用武装。背部に1基のみを装備するが、後継機では予備を含めて2基以上の装備が一般的となる。
- ガンダムシールド - 強靭なEカーボン製の防御装備。表面にGNフィールドを展開することで、完全防御の盾としている。試作型ゆえに、後継機が装備するGNシールドに比べフィールド発生器が大型で、やや取り回しに難がある。そのため、機動性を必要とする任務では装備しないこともある。
- GNフェザー - 背部スラスターから放出した大量のGN粒子をクラビカルアンテナによって制御し、巨大な光の翼のように周囲に流れ出すように展開する機構。機体の防御や姿勢制御、電波撹乱、敵への威嚇などに使用する。しかし得られる効果に対して粒子消費量が大きいという欠点をもつため、第2世代以降のガンダムでは採用が途絶えるが、1ガンダムに同名の装備が採用されている。

GN-000 0ガンダム（実戦配備型）
『2nd』に登場。イノベイター勢力との最終決戦直前に、改修を施されたうえで予備戦力としてプトレマイオス2に配備される。太陽炉の代わりにGN粒子貯蔵タンクを搭載し、機体色も従来のグレー基調からトリコロールに変更されている。武装に変更はない。
イノベイター勢力の本拠地「ソレスタルビーイング号」への突入後、予備マイスターのラッセ・アイオンが搭乗し、プトレマイオス2の防衛を行うが貯蔵粒子が尽きたため機体はそのまま放棄されていたところ、リボンズによって発見されダブルオーライザーの左肩から奪取した太陽炉を搭載されて再稼動し、右肩側の太陽炉を移植した刹那のエクシアR IIとの一騎打ちで太陽炉を貫き爆散する。
GN-000FA フルアーマー0ガンダム
『00V』に登場。CBのサポート組織フェレシュテに所属するシェリリン・ハイドによって設計された装備。フェレシュテによって管理されていた0ガンダムは、第2世代機と同じく実戦運用が想定されていたため、専用装備の開発も並行して行われていた。全身の追加装甲には、第2世代機プルトーネからの流用技術である「GN複合装甲」を採用している。これは複層装甲の合間にGNフィールドを展開するというシステムで、開放式のフィールドに比べ防御力は劣るが、粒子制御が容易で信頼性に優れる。また、GN粒子の慣性制御効果によって追加された装備の重量を相殺することで、機動性の低下を最小限に抑えている。火力面も増強され、頭部にガンダムバルカン2門、右前腕装甲に固定式2連装ビームガン、背部に太陽炉直結の固定式ビームバズーカが装備されている。
最終決戦を前に0ガンダムとともに本装備もCBに引き渡されるが、GN粒子貯蔵タンクを搭載しての出撃となるため、粒子消費の激しいこの装備の使用は見送られる。
デザインモチーフはFA-78-1 フルアーマーガンダム。

#### 第2世代ガンダム
『00P』『00F』『00I』に登場。第3世代機開発のための実働データ収集を目的に開発された実験機。各機体がタロットカードにちなんだ名称と機能を有している。
背中のメインスラスターに三つの粒子噴射口をもつスリースラスター型を採用。この構造は前型のコーン型に比べ向上した推力を発揮し、太陽炉の換装が容易となっている。しかし安定制御が困難という欠点が判明した。テスト終了後は0ガンダムとともにフェレシュテに配備され、プルトーネ以外の3機はより実戦に適したTYPE-F（タイプ・エフ）仕様に改修された。
漫画作品『00F』では、イノベイター勢力がこの代2世代の4機すべてを（うちプルトーネを除く3機はTYPE-F仕様で）複製。擬似太陽炉を搭載したうえで黒基調に塗装されている。
フォン・スパークとの戦闘で全機が撃破されるが、破損した機体はフォンに回収・修復される。
GNY-001 ガンダムアストレア
第2世代ガンダム1号機。機体名は「正義」のカードに描かれる「正義の女神（アストレア）」に由来する。0ガンダムの汎用性を強く受け継いだ機体で、各種兵装のテストと基本性能の向上を狙い開発された。
- GNビームライフル -通常は腕部のコネクタから粒子供給を受けるが、GNコンデンサーが内蔵されており、連続射撃を可能としている。
- GNビームサーベル - 腰背部に2基を装備。
- GNシールド - GNビームライフルと同じく、前腕のコネクターに接続して使用。
- プロトGNソード - 前腕に装備される折り畳み式の実体剣。GNコンデンサが内蔵されており、敵装甲に打ち込んだり斬り開くといった実体剣にしか行えない運用も可能としている。刀身をGNフィールドで覆うことでビームサーベルと実体剣双方の特性をもつ。本来は射撃用のビームライフルとしての機能も付加される予定だったが、これは後継機のエクシアが装備するGNソードに持ち越されることとなる。
- プロトGNランチャー - 高濃度圧縮したGN粒子を撃ち出す大型火器。肩のクラビカルアンテナを外して太陽炉に直結する構造のため、粒子制御能力が低下し、出力が不安定。さらにそれによって銃身の隙間から粒子が漏れるという欠点をもつ。太陽炉には2基まで直結できるため、同時使用（ダブルランチャーモード）することも可能。のちの第3世代機ヴァーチェのGNバズーカの原型となる。内部のGNコンデンサによって太陽炉に直結せずとも使用できるが、その際の性能低下は避けられない。太陽炉直結分2基と両手持ち2基の計4基（クアッドキャノン）での射撃実験も行われる。この実験によって同時に撃ち出された粒子が正面の磁場に沿ってひとつに収束して高威力のビームとなる現象が確認され、のちの武装開発に大きく役立つこととなる。
- プロトGNハイメガランチャー - GNランチャーを凌駕する出力をもつ試験装備で、GNコンデンサーを内蔵した大型GNシールドと連結して使用される。制式採用は見送られたものの、のちにガンダムスローネに採用されるGNハイメガランチャーの技術的な礎となる。
- GNバルカン - アストレアTYPE-Fは腕部に装備する。

GNY-001B ガンダムアストレアTYPE-B（アストレア改）
背部スラスターを改良型のコーン型に換装した「試験型」。スラスター自体のテストは良好だったが、そもそもスリースラスター型であることを前提に設計されているためか相性が悪く、機体自体のバランスが崩れたため、試験後はもとのスリースラスター型に戻された。
GNY-001F ガンダムアストレアTYPE-F
『00F』に登場。第3世代機の技術を用いた改良が行われているほか、機体色がトリコロールから深紅へと変更されている。第3世代機以外のガンダムの存在を隠すため、仮面型センサーマスクを装着して特徴的なツインアイを隠している。
GNY-001F2 ガンダムアストレアTYPE-F2（TYPE-F改）
『00F』2ndに登場。完成から15年以上を経て老朽化した部分を、フェレシュテが回収したエクシアの予備パーツに交換した姿。頭部アンテナの改良やGNコンデンサーの交換、腰部など一部装甲形状の変更といった改修が施され、全体的な性能が底上げされた。同時にGN粒子の制御能力は40パーセント向上している。
- GNリフレクション - F2への改修時にシェリリンの手により追加された防御機能。トランザムによる粒子開放時に機体周辺の粒子をコントロールする機能で、敵からのビーム攻撃を曲げることができる。

GNY-001FB ガンダムアストレアTYPE-Fブラック（ブラックアストレア）
『00F』に登場。月面にあるヴェーダを狙うフォンを迎撃するために出撃するが、トランザムを起動したアストレアTYPE-F改によって一撃で撃破される。戦闘後、フォンによって回収される。
GNY-001F ガンダムアストレアTYPE-F フォン・スパーク専用機
『00I』に登場。フォンが回収し、修復したブラックアストレアを自分専用に改修した機体。機体色がオリジナルと同じ深紅に戻されており、同じく頭部に仮面型センサーマスクを装備している。さらにフォンは各地に存在するCBに関係した施設からさまざまな武装を手に入れており、また地球連邦軍の機体からも奪った武装を本機に取り付けた「重武装タイプ」で出撃することが多い。擬似太陽炉搭載機であるため活動時間の制限がある。
- GNハンマー - ハナヨの頼みによりシェリリンがアストレア用に開発した新武装。モーニングスターのような形状の質量兵器で、ワイヤーでつながれた金属球を敵機に投げ放って叩きつける。金属球内部にはGNコンデンサーが内蔵されており、目標に到達する瞬間にGN粒子の重量増減効果で金属球の慣性重量を増大させることで破壊力を高める。先端のスパイク部分はGNソードIIIやGNカタールと同じ新素材が使用されており、このスパイクから粒子を放出することも可能。アストレアTYPE-F改での試験運用を経てフォンのもとへと届けられる。フォンはこの武装を「敵に屈辱を与える」という理由で高い頻度で使用する。
- GNビームピストル、GNハンドミサイルユニット、NGNバズーカ - ビームピストルはデュナメス、ハンドミサイルユニットはキュリオス、バズーカは地球連邦軍のジンクス、アヘッドの装備をそれぞれ流用している。

GNY-001F/hs-A01D ガンダム アヴァランチアストレアTYPE-Fダッシュ
『00P SE』『00I』に登場。アストレアTYPE-Fのフォン専用機にエクシアのアヴァランチダッシュユニットを装着した姿で、機体に合わせてユニットも深紅に再塗装されている。背部のオプションアームや腰部GNバーニアなどの接合部の形状が異なるため一部装着不可能なパーツも存在するが、GNコンデンサーの性能向上により機動性の強化・限界稼働時間の延長など、総合性能は向上している。
- GNソード - カラーリング以外はエクシアと同一の装備。プロトGNソードでは腕部追加ユニットと接続部が干渉するため、本装備が選択される。
- GNビームサーベル - 両肩ユニットに2基を装備。エクシアと違いGNビームダガーは装備されない。

GNY-001XB ガンダムアストレアTYPE-Xフィンスターニス
玩具商品『METAL BUILD』に登場。ドイツ語で闇を意味するフィンスターニスの名を持つブラックアストレアのバリエーション機体。ガンダムフェイスを覆い隠す各種強化センサー内蔵の単眼の頭部であるロイヤルマスクを装着し、イノベイター（イノベイド）がヴェーダを掌握し、エクシアやデュナメスの武装の設計データが盗用可能となった事から開発された特殊武装を装備する。隠密行動に近い特殊ミッションに特化した機体。『Revealed Chronicle』の作中ではエクシアとデュナメスのコピー機体を引き連れて資源衛星の探査に現れたところをティエリアの操縦するアストレアIIに撃墜される。
- GNシャープシューター - デュナメスのGNスナイパーライフルを改良した専用武器。
- GNシールド - ジンクスのGNシールドと同型で中央にディフェンスロッドを内蔵する。肩、および腰にマウント可能。
- GNビームピストル - デュナメスに装備されているものと同型装備。
- GNビームサーベル - 出力調整可能でビームダガーとしても使用可能。
- プロトGNソード - エクシアのGNソードの試作型でGNライフルの機能は有していない。

GNY-002 ガンダムサダルスード
第2世代ガンダム2号機。機体名は「星」のカードに描かれた水を汲む女神に由来する。サダルスードとはみずがめ座β星の名。情報収集に特化したMSで、全身各所に高精度Eセンサーを設置している。あらゆる状況下におけるセンサーの動作試験を目的としているため直接的な戦闘力は非常に低く、装甲はセンサーが正常に機能しうる最低限の厚さしか施されていない。唯一有効な防御力を発揮するのは左肩の大型センサーシールドのみ。また、水中活動も可能としている。武装は6連の回転式弾倉を持つリボルバーバズーカと、腰のGNバーニア両側面にマウントされたGNビームサーベル。バズーカの弾頭は複数の種類が用意されており、異なる弾頭を混在して装填することもできる。
この機体のテストで得られたデータは、第3世代機デュナメスの照準システムにフィードバックされることとなる。
GNY-002F ガンダムサダルスードTYPE-F
『00F』に登場。大型センサーシールドが右肩にも装備され、防御力が強化されている。センサーシールドはスラスターとしても機能する。アストレアTYPE-Fと同じく、任務の際は複眼型センサーマスクを装着する。CB壊滅後はフェレシュテによってさらなる改修が加えられ、局所的ながらGNフィールドの展開機能が追加される。パイロットの技量次第では、敵の攻撃タイミングに合わせ展開位置を移動させることで、全面展開時とほぼ同等の効果を得ることができる。回収したデュナメスのGNスナイパーライフルも使用する。ヒクサー・フェルミによって一時奪取されるが、ヒクサー自身がフェレシュテ所属となり機体も戻る。
GNY-002FB ガンダムサダルスードTYPE-Fブラック（ブラックサダルスード）
『00F』に登場。ブラックアストレアと同じくフォンに破壊されたあとに回収される。
GNY-002F ガンダムサダルスードTYPE-F フォン・スパーク専用機
『00I』に登場。フォンが回収し、修復したブラックサダルスードを自分専用に改修した機体。カラーリングがオリジナル仕様に戻されている。エウクレイデスに保管されていたが、ビサイドとの戦いでラジエルを失ったヒクサーに貸与され再戦を挑むものの、リジェネの能力で太陽炉を強制停止させられ、1.5ガンダムのアルヴァアロンキャノンの直撃を受けて爆散する（ただしハロによる自動操縦であり、ヒクサーはその隙を突いてビサイドを倒すことに成功する）。

GNY-003 ガンダムアブルホール
第2世代ガンダム3号機。機体名は「戦車」のカードに描かれたスフィンクスのアラビア語エジプト方言での呼び名。ユニオン、AEUの航空可変MSへの対抗兵器として開発された可変MSで、GN粒子を推進剤とするGNバーニアと従来の水素プラズマジェットの二つの機関を任意に切り替えて飛行することができる。空中変形が可能だが、可変システム自体が未熟だったため、MS形態は航空機にそのまま頭部と脚を生やしたような奇妙な姿となる。腰アーマーには作業アームが内蔵されているが、通常のMSの腕よりも貧弱で格闘戦などには向かない。胴体部に見られる頭部はセンサーヘッドで、機首内に本来のガンダムヘッドが隠されている。飛行性能や可変機構を考慮し、開発は地上で行われている。
- GNバルカン - 機首のガンダムヘッドに固定装備された小型ビーム砲。威力と射程では通常のビームライフルにはおよばないが、連射性能が高くミサイルなどの迎撃や威嚇・牽制に有効である。以降に開発される機体にも、同様の目的で装備される場合が多い。
- GNビームサーベル - 作業アーム内に内蔵しているが本機の特性上予備といった感が強い。
- GNミサイルポッド - 主翼に懸架されるオプション火器。圧縮されたGN粒子を推進剤と炸薬に利用する特殊ミサイルを射出し、着弾した目標の内部に粒子を送り込んで破壊する。ほかのガンダムや他勢力の擬似太陽炉搭載機の多くにも同原理の火器が装備されている。
- テールユニット - 巡航形態時の後部に追加装備される武装コンテナユニット。対空用GNミサイルや対地用爆雷など任務に応じた複数の種類が存在し、使用後にデッドウェイトとなるユニットは速やかに切り離される。切り離し後の情報流出を防ぐためユニットそのものは一般的な技術のみで作られている。キュリオス以降の直系の可変機やほかのガンダムにも装着可能。

GNY-003F ガンダムアブルホールTYPE-F
『00F』に登場。機体色を白から視認性の低い黒に変更。その異様からガンダムと認識されづらいため、比較的外界への露出が多い任務に重宝される。アストレアTYPE-Fの次にフォンがよく搭乗する機体でもある。
GNY-003FB ガンダムアブルホールTYPE-Fブラック（ブラックアブルホール）
『00F』に登場。ブラックアストレアと同じくフォンに破壊されたあとに回収される。
GNY-003F ガンダムアブルホールTYPE-F フォン・スパーク専用機
『00I』に登場。フォンが回収し、修復したブラックアブルホールを自分専用に改修した機体。カラーリングがオリジナル仕様に戻されている。

GNY-004 ガンダムプルトーネ
第2世代ガンダム4号機。ヴァーチェとナドレの前身にあたる機体で、名称は「審判」のカードに西洋占星術上で結びつけられる冥王星に由来する。GNフィールドの制御テストを目的に製造されたが、当時の技術レベルではGN粒子の制御に難航したため、装甲内部の中空スペースに粒子を展開する代替案(GN複合装甲)を採用している。また、太陽炉とパイロットを回収するため、胴体部が分離し、自力航行能力をもつ脱出ポッド「コアファイター」に変形する。この機体では2基の太陽炉を搭載する「ダブルドライヴ」の採用も検討されていたが、太陽炉から放出される量子波が干渉し合う不測の事態が発生し、当時の技術力では未知の問題としか認識できず機体の稼働に支障を来したため、この採用案は見送られている。その代わりに大容量のGNコンデンサーを採用することとなった。当初はトライアルシステムの搭載テストも予定されていたが、マイスターの適性を含むさまざまな問題があったため、実際のテストは第3世代機のナドレに持ち越された。また、特殊関節を使用しているため、機体のアクティブ時とスリーブ時で全高が変化する。
人革連の軌道エレベーターに対するテロ阻止のために出撃し、GNコンデンサーを自爆させることでテロリストのMS部隊を行動不能に追い込むことに成功するが、コアファイターの分離をビサイド・ペインに妨害され、マイスター2名が死亡する（プルトーネの惨劇）。その後、運用プランから外れたことで、第2世代機では唯一TYPE-Fへの改修が行われていない。
「プルトーネの惨劇」後はフェレシュテ内で修復・保管されていたが、『00F』において0ガンダムの引渡し要請にやってきたトリニティに反抗しフォンが独断で出撃。スローネツヴァイの集中攻撃で大破するが、ハナヨの判断でコアファイターを射出し、太陽炉とフォンは無事に戦域を離脱。それと同時に自爆システムが作動したため本機は失われる。
GNY-004B ガンダムプルトーネブラック（ブラックプルトーネ）
『00F』に登場。のちにイノベイター勢力によって開発されるガルムガンダムの試作機にあたる機体である。ヴェーダ内の最新技術によりオリジナル機では未完成であったGNフィールドが使用可能になっているが、擬似太陽炉で稼動しているため使用には制限が付く。
2機製造され、いずれの機体もブリング・スタビティが搭乗する。2機目の機体はフォンに破壊されたあとに回収される。
GNY-004 ガンダムプルトーネ フォン・スパーク専用機
『00I』に登場。フォンが回収し、修復したブラックプルトーネを自分専用に改修した機体。カラーリングがオリジナル仕様に戻されている。

#### 第3世代ガンダム
『1st』『00P』『00F』に登場。テレビアニメ本編である『1st』に登場する、エクシア、デュナメス、キュリオス、ヴァーチェ（ナドレ）はここに含まれる。第2世代機のデータを基に開発され、CBによる本格的な武力介入に投入される実戦機。ユニオン、AEU、人類革新連盟といった超国家の最新鋭機を凌駕する性能を発揮し、CBの存在と意思、そして「ガンダム」の名を世界に知らしめる。以降の機体名の多くは天使（の階級名）に由来している。
背部のメインスラスターにはアストレアで試験された高推力と安定性を併せ持つ新型のコーン型スラスターを採用。物語終盤までCBのガンダムはすべてヴェーダによる操縦支援を受けるが、ヴェーダとのリンクが断たれたあとはプトレマイオスチームが独自に開発した操縦支援システムに切り替えられる。
この第3世代機の運用時に初めて明らかになったシステムが「トランザムシステム」である。CBの創設者イオリア・シュヘンベルグによってオリジナルの太陽炉のブラックボックスに隠されており、「機体に蓄積した高濃度圧縮粒子を全面開放し、一定時間スペックの3倍に相当する性能を得られる」というものである。使用中には機体が赤く発光して驚異的な性能を得られるが、第3世代機自体はトランザムの運用を前提とした設計ではなかったため、粒子の再充填まで機体性能が極端に低下するという欠点をもつ。
GN-001 ガンダムエクシア
テレビ本編の主人公である刹那・F・セイエイの搭乗機。機体名は第六位能天使に由来する。汎用性を重視した機体であるアストレアをもとに、近接格闘用として発展・特化させたMS。可動域拡大のためにほかのガンダムよりも細かく装甲が分割されており、姿勢によっては防御力が低下することとなるが、機動性の向上によって結果的には被弾率の低減に寄与している。また、フレームを複雑化することで人間と同様の可動範囲が実現されている。ほかのガンダムよりも機体外部に多くのコードが展開されているため、機体制御をしやすい特色も有している。機体各部には5種7本の剣「セブンソード」を装備しており、開発時のコード名もこれにちなんで「ガンダム・セブンソード」と呼ばれる。戦法については、7本の剣それぞれを各距離や装甲によって使い分ける戦闘を主眼としている。
実体剣によるGNフィールドの貫徹能力をもつエクシアは、組織の内紛などで敵対したほかのガンダムや同能力の敵機を駆逐するための抑止力としての側面をもつ。また、その躍動感ある派手な戦い方から、ガンダムの性能と畏怖を民衆に知らしめるプロパガンダ的な役目を担っており、AEU領内の軌道エレベーター「ラ・トゥール」近隣における初の公式的な武力介入に投入される。
前述のとおり『00』の企画段階で海老川が提出したコンペ案を原型となっているが、この時点では全身にコードが付属する白一色のものであった。その後、プラモデルの都合でコードの本数は減らされたほか、ガンダムのイメージに戻すためカラーリングにはトリコロールが使用される形となった（回想場面では塗装前の全身グレーの状態も登場）。また、デザインにあたっては頭部パーツの耳部が若干悪魔のように見えるよう指示されたほか、少年である刹那が搭乗することを想定し、やや童顔としたと海老川は語っている。
- GNソード - 大型実体剣、ビームライフル、小型シールドから構成される遠近攻防一体の複合兵装で右前腕に装備されるエクシアを象徴する武装。プロトGNソードでは見送られたビームライフル機能が追加されており、刀身を折り畳み銃身を展開してライフルモードに移行する（双方の同時使用はできない）。グリップの角度変更によって刀身を垂直に立てることもできる。長大で高質量の刀身により高い斬撃能力を有する反面、斬撃のモーションが大きく、かつ剣速も僅かに落ちるため、その剣筋を予想できるエースなら旧型機でも避けられる場合もあり取り回しに関してはほかの武装よりも劣る。
- GNロングブレイド・GNショートブレイド - 左右の武装ラッチに装備される大小二振りの実体剣。刃にGN粒子をまとうことで、高い切断力を有する。GNソードと異なり、ライフル等の機能を省略することで軽量かつ細身の純然たるソードとして完成し、GNソードの弱点であった剣速の遅さを解決している。対ガンダム戦において敵機のGNフィールドを突破するために用意されていた装備であり、刀身の粒子定着装置の小型化・調整の難航からセブンソードの中ではもっとも完成に時間を要した。本格的な配備はモラリア共和国での任務以降となる。作中のイアンの解説によれば、エクシア専用装備として開発され、高圧縮したGN粒子を放出し（刃を包みこむことで）厚さ3メートルのEカーボンを難なく切断できるとされる。ラッチに固定された状態で刀身を前方に回転させることも可能で『1st』第7話でサーシェスのイナクトに組み伏せられた際に、これで難を逃れる。アルヴァアロンとの最終決戦では、本装備でGNフィールドを貫通して発生装置を破壊する。
- GNビームサーベル・GNビームダガー - アストレアのサーベルと同型の装備。パイロットの操作により、投擲用に刀身を短く調節することでビームダガーとしても使用可能。通常は両肩後部に装備された2基をサーベル、腰背部に装備された2基をダガーとして使用する。リペアIIではマウント位置が両腰に見直されている。作中ではサーベルの投擲でジンクスを撃破している。
- GNバルカン - 両手首付近に1門ずつを内蔵する牽制射撃武装。ライフルモードへの変形プロセスを必要とするGNソードではとっさの使用が難しい場合があるため、この兵装が採用された。出力は控えめだが、旧世代機には充分な威力をもつ。
- GNシールド - GN粒子のフィールドをまとった防御兵装。エクシアは接近戦用の機体であるため、左前腕側面に固定する方式を採用しており、シールドも小型化かつ軽量化され、先端部が打突に適した鋭い形状となっている。GNビームサーベルを抜刀する際に投げ捨てたり、ミッションによっては使用されないこともある。

GN-001/hs-A01 ガンダム アヴァランチエクシア
『00V』『00V戦記』に登場。高機動オプション「アヴァランチ」を装着した姿。機体各部に大容量のGNコンデンサーが追加されており、チャージされたGN粒子を一気に放出することによってユニオンやAEUの飛行型MSでさえ追撃が不可能なほど、爆発的な加速力を発揮する。しかし、粒子消費量が激しいうえに再充填には1時間を要するため、短時間での連続使用は不可能となっている。GNソードなどの実体剣武装は背中のジョイントアーム、ビームサーベル系武装は両肩に装備される。
「アヴァランチ（雪崩）」という名称は、進路上の敵を雪崩のごとく一瞬で蹴散らす姿になぞらえて付けられた。また、型式番号の「hs-A01」は「ハイスピード - アヴァランチ型1号機」を意味する。
GN-001/hs-A01D ガンダム アヴァランチエクシアダッシュ
『00V戦記』に登場。アヴァランチユニットに脚部用推進ユニット「ダッシュユニット」を追加した宇宙戦仕様。ふくらはぎのGNバーニアユニットをスキー板のように足裏に配置した高機動モードに変形することにより、格闘戦時の運動性を向上させる。また、ユニット先端にはGNクローと内蔵式のGNビームサーベルが装備され、蹴打と連動した攻撃が可能となっている。大気圏内仕様の高速移動モードでは、空気抵抗による高負荷に備えて両肩ユニットを関節ごと固定する必要があったが、ダッシュ仕様の場合は真空の宇宙で運用されるため、その必要がない。
ガンダムエクシア ロールアウトカラー
2008年のゲームソフト特典キットで登場したバリエーションで、エクシアの製造直後のカラーとして設定されている。
『1st』第24話の回想場面で登場する（他の第3世代機は既に塗装済みの状態でエクシアだけが素材色のグレーのまま）。
GN-001RE ガンダムエクシアリペア（エクシア改）
『2nd』に登場。『1st』終盤でのGNフラッグとの戦闘で損傷したエクシアを単独で活動し続けてきた刹那が自力で修理し続けてきた満身創痍の姿。4年間の戦闘で蓄積されて来たダメージが全身各部に見られ、失われた右カメラアイはティエレンのパーツで代用されており、切断された左腕部分にはカモフラージュ用のマントを被せている。6本の剣とGNシールドは失われ、残す武装は損耗したGNソードとGNバルカンのみとなり、蓄積された破損個所や無整備状態での長期運用により基本性能の極度の低下は避けられず、攻撃力・防御力が劇的に失われている。コロニー「プラウド」に侵攻したアロウズ部隊を迎え撃つべく出撃するが、トランザムの使用にも耐えられないと思われるほどの機体状況がたたり、最新鋭機アヘッドとの性能差の前に劣勢に追い込まれる。右足ごとGNソードを両断され、残る右腕を切り落とされ戦闘不能に陥り、撃墜寸前のところをティエリアに救われる。その後はプトレマイオス2に収容されて太陽炉をダブルオーの右肩に移設し、機体は修復・改修のためにCBのラボへ送られる。
- GNソード ‐ ライフルモードも稼働状態ではあるが、刃先が折れ、ブレード自体もところどころ刃こぼれしており粒子定着量も低下したため、アヘッドの2本重ねビームサーベルによって破壊される。

GN-001RE II ガンダムエクシアリペアII（エクシアR II）
『2nd』に登場。大破したエクシアリペアを修復・改良した機体。露出していた肩から上腕、そして大腿部前面の各部粒子供給コードを内蔵化する事で内部の粒子経路が整理されており、各部５か所にバーニアが増設され機動力が向上。武装のセブンソードは3本に減らされている。最大出力時には背部コーンスラスターの安全装置が解除され、内部のフライホイールを展開した「オーバーブーストモード」となる。この機能自体は改修前のエクシアに当初から搭載されていたとする記述と、本仕様への改修の際に追加したとする記述が存在する。イノベイター勢力との最終決戦を前に、予備機としてプトレマイオス2に配備。リボーンズガンダムとの戦いで大破したダブルオーライザーの追加戦力として、予備炉の当てもない状態を心配するイアンの言葉を無視する形でスメラギが射出を命じる。これを受け取った刹那により、大破したダブルオーライザーの右肩から太陽炉を移設され、リボンズの駆る0ガンダムとの最終決戦に挑み、お互いの太陽炉を貫きながらも撃破する。
- GNソード改 - 基本設計はそのままだがブレード部分にダブルオーのGNソードIIIと同じ半透明の新素材が採用され、切断力が大幅に強化されている。 従来通り、刀身を折り畳むことで銃身を展開したライフルモードになる。最後の一撃では刀身を0ガンダムに向け突進し撃破した。
- GNビームサーベル - 出力を抑えることでビームダガーとしての運用も兼ね、両者が統合された結果、合計のサーベル数が2基となり、装備位置がGNブレイド用ラッチであった両腰へと移動された。従来では肩装甲背面に装着されていた為、肩の角度によっては抜刀に制約があったが、手が届きやすく抜刀もスムーズに行えるようになった。

GN-001RE III ガンダムエクシアリペアIII（エクシアR III）
『00V戦記』に登場。対0ガンダム戦で受けた損傷の修復と同時に三度目の改修を行なった姿。CBの所持する太陽炉の大半が失われ、代わりに機体中央部にあるGN粒子貯蔵タンクを動力源としているものの、肩と膝の装甲に大型粒子貯蔵タンクを増設した事で粒子量貯蔵量が引き上げられ、粒子使用量の多い大型射撃武装にも対応可能となった。さらに各部のGNバーニアを高効率の最新型に換装することで、粒子消費を抑えつつ加速・運動性能のさらなる向上を実現している。RIIでは肩にあったGNバーニアは廃止され、腰部にジンクスIVと同形状のGNスラスターを新設した。ただし、この頃のCBはガンダムの姿を世に晒す事で新政府により統一されつつある社会に余計な混乱をもたらす事を危惧し、公然とした武力介入を極力避けるべく方向転換を行なっている。それにより本機では可能な限りその姿を目撃されないよう、距離を置き攻撃できる長距離射撃武装の拡充が図られている。また、地球連邦の監視体制が強化されたことで軌道エレベーターを利用したガンダムの移送が困難となった為、パイロットのみがミッションに合わせ移動する形となり、宇宙ではダブルオーライザー（粒子貯蔵タンク型）を運用する一方で、地上専門の予備戦力として本機が固定配備される事となった。本機は『劇場版』公開時に展開されていた「量子型演算処理システム ヴェーダ」の2010年10月5日付のTwitterで存在は語られており、ムック『GUNDAM WEAPONS 機動戦士ガンダム00編IV MGダブルオークアンタ & MGダブルオーライザー / 機動戦士ガンダム00V戦記編』にて設定画とエピソードが新規に描き下ろされた。
- GNビームサーベル - リペアIIと同型の装備で同じく両腰に2本装着されている。
- GNソード改- リペアIIと同型装備。0ガンダムとの決戦で右腕ごと破損したが修復にあたり再装備された。性能に変化はなく、引き続きエッジ部に新造材を用いて従来よりも切断能力を大幅に引き上げている。
- GNロングライフル - 右腕のGNソード改と対をなすかたちで、左腕に装備される遠距離狙撃用武装。GNソードと同じく、銃身を二つ折りにした収納形態に変形する。各部にCBの独自技術が採用されているため、近接戦闘時にむやみやたらに破棄することができず、取り回しが悪くなるものの、全長を抑える事で常に機体に装着しておける折り畳み方法を採用した。最新のクリスタルセンサーで命中精度を高め、保持を安定させるハンドグリップを備えることで高い長距離射撃能力を有する。イノベイターとして覚醒した刹那がパイロットとなる事により、射撃時に脳量子波を乗せて発射し、意思を届ける通信手段としても使用することが可能となっている。

GN-001REIV ガンダムエクシアリペアIV（エクシアR IV、グラハムガンダム）
『Re:vision』に登場。ELSとの戦いから生還し、ガンダムマイスターとなったグラハム・エーカーが搭乗する新機体。外観に変化のない基本構成部分にも細かな改良を施し第4世代型と同水準までアップデートしたうえで、武装や左腕など第6世代機の開発過程における新技術や試作パーツを導入する事で開発期間を短縮させつつ、旧世代機ながら大幅な性能アップを果たしている。外観としてはクアンタの左肩にあったGNシールドをエクシアの右肩に配したデザインになっており、新装備によりグラハムのパイロット特性に合わせた新たなセブンソードが構築されている。各部に最新型GNコンデンサーを配することで疑似太陽炉機としては破格の粒子使用量を実現。両肩のクラビカルアンテナは試作段階ながら新型を導入することで最新ガンダム並みの粒子制御を行える。ELSと生体融合したことで身体能力を大きく向上しガンダムマイスターとして活躍するグラハム自身が左利きの剣術家であることに合わせ、装甲のないフレームが剥き出しのままの左腕部は次世代型の技術で構成されている。革新的な新技術として斬撃時に瞬間的にトランザムを発動させる新機能が備わっている事が挙げられ、斬撃能力を大幅に引き上げている。刹那に脳量子波を介して機体の操縦レクチャーを受けており、着任時には本機には万全の知識を蓄えていた。正式名はあくまで、ガンダムエクシアリペアIVであるが、搭乗者のグラハムが一方的に「グラハムガンダム」と命名、出撃コール時も「グラハムガンダム、世界の歪みを破壊する」と刹那のあとを継いでいる。
- GNタチ - 背部に斜め掛けされる長大な実体剣。クアンタのGNソードVの設計データにさらに改良を加え刀身が細身となった。これをもとにGNソードVIの開発が進められている。
- GNバトルソード・GNバトルブレイド - ダブルオークアンタのGNシールドに類似した右肩の盾に2振りずつ装備された実体剣。GNソードVの開発過程における試作品を流用しているため、ビットとしての機能は備わっていない。
- GNベイオネット - 腰部に追加されたアームにより懸架される2振りの実体剣。近接戦闘用のソードモードと射撃戦が行えるライフルモードへの切り替えが可能。こちらでもGNソードV開発中の試作品を採用している。

GN-001 ガンダムデヴァイズエクシア
『Revealed Chronicle』に登場。「歴史の影に消えた」とされる機体で、実験的に2基の太陽炉を直結させたダブルドライヴを搭載する目的で開発された強化形態。背面に追加の太陽炉を内蔵し各種武装を運用できるサブアームを備えたGNディヴァイズパックを装備し、試作の新装備と共に戦闘能力を大幅に引き上げている。
- GNデヴァイズバックパック - デヴァイズエクシアの背面への追加装備。太陽炉を二基直列させることで二倍の粒子量を得ることができる。ツインドライヴとは似て非なるものと言えるシステムで、第四世代ガンダムへの搭載を想定していた。ただし太陽炉の保有数を増加させる必要があるなど課題も多く、現時点では粒子貯蔵タンクを併用することで起動。可動範囲の広い2本のサブアームがエクシア背面のビームサーベルなどの武装やシールドを保持することで攻撃・防御面を強化する。全ガンダムでの運用も計画される。
- プロトGNラスターソード - 第4世代機に先駆けて開発・装備された緑色の新素材ブレードを導入した大型の試作GNソード。GN粒子を熱変換することで対象物を溶解し切り裂くため、実体剣でありながらビームサーベルの特性を併せ持つGNソードIIIなどの同技術が最初に使われた武装とされる。また、表面に粒子フィールドを纏うことでシールドとしても使用可能な攻防一体の武装となるため、近接戦闘用の機体が敵機との間合いをつめるうえでのひとつの最適解ともされている。背面の機体中央に装着される。『機動戦士ガンダム00 Revealed Chronicle』 EPISODE DEVISE作中における模擬戦では対戦者のディナメスを損傷させないよう、寸止めで自動停止するように設定していたが、想定以上の性能をダブルドライヴが引き出した結果、イアンが設計から想定したものより素早い斬撃を繰り出し、刃が止めきれずデュナメスのシールドに軽い損傷を与える。
- プロトGNハイメガランチャー - 超大型の粒子ビーム砲。
- プロトGNツインブロードブレード - 大型の試作実体剣。
- プロトGNシールド - 複数を装着可能な試作実体盾。

エクシア複製機
『Revealed Chronicle』に登場。CB残存メンバーがラグランジュ3の基地内で開発したダブルドライヴ専用機であるアストレアIIの試験運用中に遭遇する謎の機体でヴェーダ内のデータを使ってイノベイター勢力がデュナメスと共に複製したコピー機。機体色が赤いのが特徴で疑似太陽炉で稼働する以外そのままを再現している。パイロットは不明だが刹那のように機体がもつ高い近接戦闘能力を発揮出来ていない。作中では資材調達の任によりアストレアIIで指定ポイントに向かったティエリアが遭遇。仲間の機体を複製した行為に対し生じた憤激に身を任せたティエリアに「刹那の、エクシアの剣がこんなに軽くはなかった」と一刀両断される。

GN-002 ガンダムデュナメス
ロックオン・ストラトス（ニール・ディランディ）が搭乗する機体。第2世代機サダルスードの技術が踏襲されている遠距離戦用MS。機体名は第五位力天使に由来する。シールドで守りを固めつつ各種任務に適した様々な銃器を使い分ける。精密射撃時は頭部アンテナがツインアイを覆うように下降し、額の高精度ガンカメラが露出する。その際パイロットは、コクピット天井に設置された精密射撃用スコープを用いて射撃操作を行なう。コックピットには独立支援AI「ハロ」が搭載され、狙撃モード時の回避や防御行動を代行する。
機体の尻部にはGNスラスターを内蔵しており、射撃時には椅子としての役割を果たし、着座姿勢で狙撃することが可能。
トランザムした際は機動性の向上および射撃の威力、センサー系と演算処理力が上昇し、命中精度が増す。このトランザム射撃システムは改良を加えたうえで後継機のケルディムにも導入されている。テレビ版ではトランザムを使用する場面は一度もないが、スペシャルエディション版ではGNアーマーTYPE-D形態でのトランザム使用が新規カットとして追加されている。
- GNスナイパーライフル - 専用のビームライフル。連射能力は低いものの、高い遠距離射撃能力を有しており、ロックオンでなければ使いこなせない。銃身下部に姿勢安定用のバイポッドを備える。未使用時は肩部アタッチメントに懸架される。狙撃に特化した特殊武装の印象が強いが、実際には銃床がなく全長が短いため取り回しがよく、作中では片手保持でも度々使用されている。スローネツヴァイとの格闘戦ではビームサーベルと併用し通常のビームライフルのように使用され、汎用性の高さを発揮した。
- GNビームピストル - 両ふくらはぎのホルスターに格納される拳銃型ビーム砲。GNスナイパーライフルとは逆に威力と射程で劣るぶん、連射性能と取り回しに優れる。ホルスターは着脱が可能で、任務内容によっては装備されない場合もある。
- GNビームサーベル - 腰背部のGNバーニア側面に計2基を装備する。距離を置いて戦う事が前提の本機の特性から積極的には使用されず、万が一敵の接近を許した場合の自衛が主な用途となる。接近を許す前に迎撃する自信のあったニールからは不要な装備として見なされていたが、デュナメスの段階では採用された、後継機のケルディムとサバーニャでは銃自体に接近戦用の実体ブレードを付加する事で廃止されている。しかしながら作中ではスローネツヴァイとの格闘戦で積極的に使用され、派手な鍔迫り合いの後、二刀流で右腕を斬り落とし追い込むなど、本来の想定とは異なり、結果的に終盤の格闘戦で大活躍した。
- GNミサイル - 腰部フロントアーマー内に計16基、両膝部に計8基を格納する。多数の敵機に対する牽制用に装備されている。命中するとGN粒子を注入し内部から破壊するもので、作中ではこれだけでも人革連の戦艦を爆砕させ、4発だけでシールド越しにジンクスの左腕を破壊するなど高い破壊力を誇る。
- GNシールド - 初期は左肩アタッチメントに1枚、GNフルシールド装備時は両肩に計2枚装備される。
- GNフルシールド - 両肩アタッチメントに追加装備される外套状の大型GNシールド。片方のシールドにつき2段階のヒンジをもち、アタッチメントの可動部を含めて装甲板を3段階に開閉させることができる。なお、防御時のシールド制御はハロが行うため、ロックオンは狙撃に集中することが可能となっている。装甲材質そのものはEカーボンであるが、適切な防御角度を調節することができる。シールドの裏面に最大6丁のGNビームピストルを懸架する構想も存在したが、これはGNフルシールドが未完成だった武力介入前の時点で見送られている。十分な面積を持ち防御力は高いが作中ではジンクスのビームサーベルの突きではコックピットに達するダメージを被っている。『1st』の第6話の初登場時には資料にない新装備という事でユニオン側を驚かせた。
- 高高度狙撃銃 - 高高度狙撃用大型ビーム砲。腰のGNバーニアに安定脚代わりのテールユニットを装着し、スコープを頭部ガンカメラに直結して使用する。銃に搭載された大型GNコンデンサーにGN粒子をチャージし、高濃度圧縮・加速させることで驚異的な射程と威力を発揮する。ただし、チャージに時間がかかることから、多用はできない装備である。『1st』の第5話において使用され、大気圏に落下寸前のステーションの一角を撃ち抜き、救助区画だけに分断する事でキュリオスに救出させた。

GN-002/DG014 ガンダムデュナメストルペード
『00V』『00F』に登場。デュナメスが水中狙撃用銃を装備した姿。型式番号の「DG014」は「デュナメス専用銃・No.14」を意味する。左肩と頭部にセンサーを追加し、専用の大型ランチャーで地上からGN魚雷を高速で発射することでデュナメス自体は水中に入らずに水中の敵を撃破することができる。トルペードとはドイツ語で「魚雷」を意味する。
GN-002RE ガンダムデュナメスリペア
『劇場版』に登場。6年前のスローネツヴァイとの戦闘で破損したデュナメスを修復・改修した機体。腰背部のGNバーニアが片側2発ずつ、計4発に増設されて推力と航続性能が強化されている。搭載されていた太陽炉は現行機のサバーニャに受け継がれたため、GN粒子貯蔵タンクを動力源とする。エクシアと違い各部粒子供給コードの内装化は行われていない。
エクシアRIIIと同じく地上用の戦力として再配備されており、旅の道中でELSの襲撃を受けたアレルヤとピーリス（マリー）を救うべくロックオン（ライル）が搭乗して現場に駆け付ける。
- GNスナイパーライフル - 改修前と異なり、右側の腰背部GNバーニア側面に懸架される。
- GNビームサーベル - 格納位置が従来の腰背部GNバーニア側面から、大腿を挟んだ前面側に変更されている。
- GNフルシールド - メインシールドは2段開閉機構が省略され、下部分の装甲を半透明素材に変更。サブシールド（改修前のGNシールドにあたる部分）はやや厚みを増した長方形状となっている。

GN-002RE III ガンダムデュナメスリペアIII
『Re:vision』に登場。ELS戦後、デュナメスリペアを新たな戦力して再改修した姿。レティシア・アーデが搭乗する。レティシアがもつティエリアの記憶を反映して、ヴァーチェで採用されていた武装の改良型を装備。狙撃戦を得意とした機体特性からヴァーチェのような大出力砲撃戦に向いた機体へと生まれ変わっている。オリジナル太陽炉のように緑の粒子を発生させる改良型の疑似太陽炉、最新の大容量GNコンデンサー、改良型武装の数々により第5世代機並みの戦闘能力を有する。GNスラスターが増設された腰部の大型リアスラスターに加え、前面にも2基追加され機動性が大幅に向上。接近戦を得意とするガンダムエクシアリペアIVとの連携を考慮し、GNピストルは装備されず遠距離支援型として完成している。
- GNバズーカ ‐ ヴァーチェが使用したものと瓜二つで同様の機能を持つが本機体に合わせスリム化し改良されている。ヴァーチェのように胸部のGNドライブに直結させる事で出力を上げたバーストモード、またGNキャノンと同時発射させるフルバーストモードを使用する事が出来る。
- GNキャノン - 2枚の新型GNシールド内に内蔵された4つの砲門を持つ大型粒子砲。シールド中央が貝のように割れて展開し発射する。
- GNシールド - 背面の可動式大型アームにより保持されるGNシールド。上部ユニットを展開しGNフィールドを発生させることが出来る。機体前面に稼働させる事で従来型のような防御形態を取る事が出来る。背面に小型のシールドも備えており防御面積を増やしている。
- GNビームサーベル - 従来型から継承した近接戦闘用装備。背部スラスター両側面から新型スラスターユニットと足の付け根の間に移動されており、使用時には側面に展開する。
- GNミサイル - 両膝に内蔵する計8基を内蔵。

ガンダムデヴァイズデュナメス
『Revealed Chronicle』に登場。背面に追加された新型バックパックに2丁のビームピストルが追加され、4丁拳銃で戦う姿が公開されている。オプションの強化武装としてGNアームズTYPE-Eが存在する。
- GNビームピストル - 新型バックパックのサブアームにより保持される2丁の追加装備。両腕と合わせ合計4丁のGNピストルが同時使用可能。模擬戦ではエクシアでも避け切れないほどの弾幕を張り続けた。
- GNビームサーベル ‐ 従来から装備されている2基のサーベル。『機動戦士ガンダム00 Revealed Chronicle』 EPISODE DEVISE作中でロックオンが「こういう事も試してみたかったしな」と、2本同時にサブアームで保持し高速回転させる事で簡易ビームシールドとして運用する様子が描かれている。

デュナメスサーガ
『機動戦士ガンダム00 Revealed Chronicle』に登場。基地や施設内等、中・近距離での特殊任務の戦闘形態に特化したSAGA（Special Assault GUNDAM Arms/特殊急襲ガンダム武装）仕様。頭部センサーを露出式の大型タイプに変更し、数々の接近戦用新装備の追加により強化されている。国連軍との戦闘でCBが崩壊した後、再起を図るべく再編成していたティエリアによりテストされていたもので、この時の実験データが後のケルディムガンダムサーガへと発展し正式採用された。同時期に開発されていたアストレアIIの膝アーマー部とも共通設計で一部装備を共用化できる。その後、ELS襲来の少し前の時期に修復したGN粒子貯蔵タンク仕様のデュナメスリペアに装備され、ライルにより運用された。右腕と左足が黒く左右非対称の装備仕様で、この時開発されたGNビームピストルIIなどが後継機のケルディムで正式採用されている。
- GNアサルトカービン ｰ GNスナイパーライフルを基に銃身を短縮し軽量化する事で取り回しを良くした特殊任務用装備。高精度センサーにより引き続き高い命中精度を誇る。右肩にマウントされる。
- GNサブマシンガン ｰ さらに小型化し連射性能を重視した近距離制圧用装備。左膝のラッチにマウントされる。
- GNビームピストル - 引き続き採用されている拳銃型の小型ビーム砲で従来通り両脚側面のホルスターに合計2丁が格納されている。
- GNビームピストルII - 後のケルディムに採用されるGNビームピストルの後継機。可動式グリップを備え、新たにけん制用のバルカンモードも追加され、腰のGNバーニア両側面にマウントされる。狙撃主体の機体にビームサーベルを装備させる事に懐疑的だったロックオン（ニール）の提案により銃身下部に耐ビームコーティングを施した大型ブレードが追加された事で敵機の格闘戦武装を受け流し、ブレード自体で接近戦をも行えるようになった。
- GNビームサーベル - 従来からの近距離戦装備。GNビームピストルIIと同じ個所にマウント可能で任務により、どちらかを選択する。
- GNミサイル - 本体に内蔵される小型GNミサイル。右ひざは従来通りに4発を格納、右腰には後のケルディムのような下部の軸から展開する新設計の装甲内に格納されている（左側は新設計の小型の装甲だがミサイルは格納されていない）。
- GNフルシールド/GNスモールシールド - デュナメスリペアと同様に機体前面を覆う装甲部分を半透明素材にした新設計のフルシールドを装備。また近距離戦用に中央にGNフィールド発生装置を内蔵し左肩に装着する小型で取り回しの良いGNスモールシールドも選択できる。

デュナメス複製機
『Revealed Chronicle』に登場。CB残存メンバーがラグランジュ3の基地内で開発したダブルドライヴ専用機であるアストレアIIの試験運用中に遭遇する謎の機体でヴェーダ内のデータを使ってイノベイター勢力がエクシアと共に複製したコピー機。機体色が赤いのが特徴で疑似太陽炉を稼働する以外そのままを再現している。パイロットは不明でロックオンのように機体のポテンシャルを活かせていない。作中では資材調達を任によりアストレアIIで指定ポイントに向かったティエリアが遭遇。仲間の機体を軽々しく複製した行為に対し生じた憤激に身を任せたティエリアに「貴様は、狙い撃つという事の本質が分かってない。ロックオンのデュナメスを使う資格はない」と距離を詰められ一刀両断される。

GN-003 ガンダムキュリオス
アレルヤ・ハプティズムが搭乗する機体。第2世代機アブルホールから発展した可変MS。機体名は第四位主天使に由来する。飛行形態への変形と高速移動を可能としており、GN粒子による制御能力と相まって高い機動性を有する。また、『1st』第5話で重力ブロックが漂流した際には上半身のみをMS形態に変形させて救助に当たっている。戦闘力の評価は資料によって差異があり、攻撃力はほかのガンダムよりも劣るとするものと、遜色がなく互角とするものが存在する。オプションを付け替えることにより、多様な任務への対応が可能となっている。
人革連からは「羽付き」の通称で呼ばれる。国連軍との決戦で大破。太陽炉の放出後にアレルヤとともに人革連に鹵獲され、のちのアヘッド開発の礎となる。なお、その後の機体の去就は描かれていない。
- GNビームサブマシンガン - 高速移動時でも高い命中率を発揮する2連装ビーム砲。巡航形態では銃身がマニピュレーターで保持されたグリップ部を残して分離し、右下腕部に固定される。この状態でもグリップからの無線制御により、発砲が可能。作中では射撃間隔を切り詰めた高速連射とチャージ時間を長めに取り威力を優先したモードへの使い分けが確認でき、後者ではたった2発で人革連の艦船を破壊するほどの高威力を見せている。
- GNハンドミサイル - オプションとして両腕に装備される大型ミサイルランチャー。片腕ごとに3連装式の発射筒を3基、両腕合わせて18発のミサイルを装填する。資料によっては「サブマシンガン付属ミサイル」とも呼称され、GNミサイルではなく旧来の炸薬式弾頭を使用すると記述されている。しかしながら、本装備をGNハンドミサイルと呼称する記述も存在する。後にはGNハンドミサイルユニットとし、通常の炸裂式弾頭のミサイルを搭載したともされる資料もみられる。作中では『1st』の第11話で使用され、人革連の超人機関施設を完全に破壊する。この際はGNミサイルでない弾頭を使用した。なお、グリップ部はGNビームサブマシンガンと同様の無線制御が可能なもの。
- GNビームサーベル - 腰部後方の装甲裏に2基を格納する。
- GNシールド - Eカーボン製のシールド。全体的に細身でそれ自体がブレードとして敵機を斬り裂ける。先端部は開閉構造となっており、開閉したクローの間には隠し武器として伸縮式の短剣「GNシールドニードル」が内蔵されている。この短剣は高周波振動を起こすGNソードとなり、作中ではブレードが敵機の装甲を溶解させながら貫く描写がある。このクローはハレルヤが好んで用い、時には必要以上に残忍な方法で敵パイロットを排除している。作中では実体剣と同じくエッジ部で切り裂いたり、ジンクスの機体中央を疑似太陽炉ごと突き刺し、クローを展開して機体を縦に両断する凄まじい切断力を発揮した。最終局面では右腕右足を失った状態において、左半身に残されたシールドとサーべルを駆使してピーリスらのジンクスを撃破寸前まで追い込んだ。
- GNバルカン - 機首部の側面に2基搭載されている。飛行形態において使用される連射可能な小型のビーム砲であり、威力は他の装備に比べて控えめだが、旧世代機の破壊には十分以上な攻撃力を備える。本機の機動性と組み合わせた牽制や一撃離脱に用いられる。
- GNフィールド - 『1st』第2話において大気圏突入時の飛行形態で、第15話においては完全に静止し防御姿勢のままのMS形態で使用する。飛行ユニット先端部から発生している描写が描かれ、MS形態ではユニットを直立させて使用可能だが、ヴァーチェのように大容量の粒子貯蔵装置を有さない為、積極的かつ長時間の使用は出来ない。
- テールユニット - アブルホールと共通規格の武装コンテナ。巡航形態時に両脚で挟み込むように装着され、本装備を取り付けたままMS形態への変形も可能。コンテナ上部には対空・対地ミサイルを、コンテナ下部には対地用爆弾を搭載可能。使用後はデッドウエイト化を避けるべく戦地にそのまま破棄される事もあるが（空中からの投棄自体も攻撃になる）、素材のEカーボンや使用弾を含め組織を探る上での手掛かりが残るものは含まれず、敵軍に見せてよいものは積極的に切り捨てるというCB側の姿勢を明らかにしている。使用弾自体も特に特徴のない、または他国での採用実績の無い独自仕様弾となっている。
- テールブースター - 国連軍との最終決戦で投入された新型テールユニット。ジンクスの機体を丸のみにして破壊するほどの広範囲かつ大出力な大型GNビームキャノン2門と大推力GNバーニアを備え、巡航形態時の火力と推力を大幅に向上させている。

GN-003/af-G02 ガンダムキュリオス ガスト
『00V』『00V戦記』に登場。脚部に大型GNバーニアユニットを追加した成層圏離脱用仕様で、型式番号の「af-G02」は「atmospace fighter（大気圏用戦闘機）-Gust（突風）2型」を意味する。アビオニクスを強化した大型機首ユニット、超遠距離射撃に主眼を置いたGNロングバレルキャノンなど、機体や装備の一部が換装され、単独での大気圏離脱が可能となっている。
GN-005 ガンダムヴァーチェ
ティエリア・アーデが搭乗する機体。機体名は第五位力天使に由来する。大出力ビーム兵器を主体とした重砲撃型MS。4機の中では最も強固な装甲と重武装をもつ大型機。そのため、機動性や対MS戦能力は劣るものの、GN粒子の重量軽減効果により重量自体は空戦型のフラッグよりも軽量となっている。全身各所に大型のGNコンデンサーを内蔵し、GNフィールドの発生能力をもつ。緊急時には機体の外装を排除することにより「ガンダムナドレ」に移行する。
3国家群には「デカブツ」と呼ばれる。
- GNバズーカ - 高密度の高エネルギーGN粒子を投射する大型ビーム砲。一度の斉射でMS複数機を撃破可能。左右と下部の計三つのグリップを有し、片手と両手双方での保持が可能。砲身後部を胸部の太陽炉と直結してバレルを延伸することにより、大地を長く削り取るほど高出力なバーストモードに威力を増強することも可能だが、GNコンデンサーに貯蔵されたGN粒子を大量に消費するため、短時間での連射は不可能。トランザム時にはジンクスを丸のみにして消滅させ、岩石ごと敵機を破壊するほどの超高威力となる。一度に2挺携行して出撃することもある。
- GNキャノン - 背部に2基装備された可動式2連装ビーム砲塔。可動範囲が広いため、広域の敵への攻撃に適する。GNキャノンとGNバズーカ双方の同時砲撃はヴァーチェ最大の攻撃となる。グリップが備えられており、外装排除後のナドレでも携行火器として使用可能。GNフィールド発生器と一体化した構造になっている。発射間隔がやや長く、作中ではそれを見切られて避けられる事もあった。粒子量を絞り小刻みに発射する事で、その弱点をある程度カバーする事も可能。
- GNビームサーベル - ナドレの両膝装甲内に格納されているため、外装排除後も使用可能。
- GNフィールド - 機体の重厚化と引き換えに得た大容量の貯蔵粒子を活かした本機の特徴となる防御兵装で、他のガンダムよりも戦闘時に積極的かつ長時間の使用が可能となっている。その為、背部と両脚部に機体を丸ごと覆う事が出来る大型のGNフィールド発生器を備えている。ジンクスとの初戦では旧世代機に合わせ弱めに設定していた粒子圧縮率を読まれており、続け様にビームを受けた途端、防御力を著しく下げてしまうが、以降の戦闘では出力強化して対応した。サーベルも含めビーム兵器に対しても随一の防御力を誇るが、弱点としてフィールドを貫通せずとも被弾による衝撃は機体に伝わる事と、GNソードやファングなどGN粒子をまとった実体武装には貫通を許してしまう事である（ただし後者の特性を逆手にとってフィールド内部から砲口を貫通し露出させ、防御形態のまま射撃する描写も見られる）。作中ではスローネツヴァイのファングで発生器を損傷し、ジンクスのビームが徐々に貫通し始めて全身の外装に大きなダメージを負い、以降の最終戦闘ではヴァーチェとしては出撃不能になってしまった。

GN-005/PH ガンダムヴァーチェ フィジカル
『00P』に登場。実戦投入前のヴァーチェの外装には二通りのプランが提示されており、最終的に採用され劇中に登場するのはビーム砲による砲撃に特化した「パーティクル（粒子）」と呼ばれるタイプである。この「フィジカル（物理的）」は採用されなかったもうひとつの外装プランで、実体弾による砲撃に特化している。後方からの砲撃というコンセプトは「パーティクル」と同様だが「フィジカル」は攻撃に消費するGN粒子が少ないため、より強固なGNフィールドを展開することが可能となっている。
- GNフィジカルバズーカ - 主武装の実弾式バズーカ砲。右腕で保持して使用する。
- GNパンツァーファウスト - 左腕に2発装備されている大型ロケット弾。
- GNミサイルコンテナ - 脚部装甲はミサイルコンテナを兼ねており、大量のGNミサイルが搭載されている。
- GNビームキャノン - 左肩に固定装備されている本機唯一のビーム砲。太陽炉直結型となっており、高い威力を有する。

GN-004 ガンダムナドレ
ヴァーチェの外装の下に隠されている素体部。第2世代機プルトーネの系譜に位置する。頭部の赤い長髪のような部分は外装へのGN粒子供給コードとなる。機体名はナバホ族の精霊の名に由来する。
外装を排除したことで機動性は向上しているが、武装・装甲ともに最低限のものとなりGNフィールドも展開できないため、総合的な戦闘能力は低い。
最大の特徴はトライアルシステムを搭載していることであり、この能力を発揮する為にはヴァーチェの外装をパージし、ナドレ本体を露出させる必要がある。これはガンダムの鹵獲や組織内の裏切りによる「対ガンダム戦」を想定したシステムのひとつで、有効範囲内に存在するヴェーダとリンクするすべての機体を、強制的に制御下に置くというものであるが、効果の適用範囲は狭い。 正体不明であったスローネ達も同じくヴェーダとリンクしていた為、機体の機能を停止させる事が出来たがリボンズが既にヴェーダを乗っ取っていた為、解除された。国連軍との最終決戦では直前の戦闘でヴァーチェの外装を著しく破損したため、やむなく取り払い、この姿で出撃するがヴェーダから切り離されトライアルシステムもなく、もともとGNコンデンサーの大部分をヴァーチェ側に依存してた為、粒子貯蔵量の少なさをアレルヤから心配されるシーンがある。コーラサワーからは「セミヌード」と呼称された。
- GNビームライフル - プルトーネの装備を改良した高出力ライフル。銃口から接近戦用のビームサーベルを発生させることもできる。そのため銃口部は縦長で発射ビームも縦にやや長く伸びる形状になり、一撃でジンクスを撃破するほどの威力を誇る。作中のイアンのセリフではシールドと共にナドレ専用の装備とされる。
- GNシールド - プルトーネの装備を改良した細身のシールド。取り回しに優れている。
- GNビームサーベル ‐ 本機の両膝装甲内に装備され、ヴァーチェ状態でもナドレ側の本装備を抜いて使用。

GN-004/te-A02 ガンダムナドレ アクウオス
『00V』に登場。ナドレがトライアルシステムの有効範囲を拡張するための追加装備を装着した姿。型式番号の「te-A02」は「Trial Enhancing（審判拡張）-AKWOS型2号機」を意味する。両手足に装着されたブレードアンテナと、コントロールユニットを兼ねた巨大な剣「GNマスクソード」が大きな特徴で、ナバホ語の「首」を意味する「AKWOS（アクウオス）」と命名された。トライアルシステム使用時は、GNマスクソードをGNシールドに装着した状態で背中に装備し、刀身を展開してガンダムマスクを開放する。これにより、トライアルシステムの有効範囲を通常の数十倍に拡張することが可能となる。ナドレの特徴でもあった頭部の粒子供給コードは取り外され、代わりにクラビカルアンテナが装備されている。
ヴェーダが掌握されたことでトライアルシステムが使用不可能になったために実戦投入されることはないが、ラグランジュ1の補給基地に残されていたそのパーツはのちにフェレシュテによって回収される。

GN-XXX ガンダムラジエル
『00P』『00F』に登場。スカウト担当のグラーベ・ヴィオレントが搭乗する探索活動に特化した特殊な機体。機体名は「秘密と領域と至高の神秘の天使」の称号をもつ7大天使、ラジエルの名に由来する。ヴェーダによる情報収集が困難な地域に直接出向いて任務を遂行することを目的としており、武装も最小限のものにとどめられている。最大の特徴は両肩に内蔵された大型GNバーニアで、このレイアウトはダブルオーのツインドライヴを彷彿とさせる。
ビサイド・ペインによる反乱の際にはセファーラジエル第2形態にて出撃し、アルテミーの救援を行う。このとき太陽炉はアルテミーに移されていたため、GNセファーおよびプロトビットに搭載されている大型GNコンデンサーで稼動させる。その戦闘で1ガンダムを撃破するものの帰還は果たせず、機体は宇宙の深遠へと消えるが、長い年月を掛けてELSとの決戦が終結するのと時を同じくして木星圏に漂着し、ヒクサーとの邂逅を果たす。のちにイノベイター勢力の手によって、第2世代の4機およびGNセファーとともに複製される。
- GNビームライフル - ラジエル専用の装備。直接的な戦闘を想定していないため、やや出力が抑えられている。
- GNシールド - 左腕を覆うように装備された小型のシールド。左腕のみを覆うだけの大きさのために機体の動きに干渉しない。
- GNビームサーベル - シールドの裏に収納されている。発振器はデュナメス、キュリオスのものと同形状である。

GN-XXX+GNR-000 セファーラジエル
ラジエルが支援機GNセファーと合体した形態。この形態の名称は「天使の書」の意味を持つ。最大の特徴は、それまでの常識を超えた遠隔攻撃が可能な兵器「GNプロトビット」を装備していることである。
複数のGNセファーがラジエルと合体することも可能で、GNセファー1機のみの状態は第1形態、2機合体した状態は第2形態、3機合体した状態は第3形態と呼ばれる。さらに第3形態のレイアウトを変更することで、本来のセファーラジエルである第4形態となる。また、GNセファー4機と合体する第5形態もテストされていた。GNプロトビットを受け渡したGNセファーのGNポッドは、GN粒子を散布することで通信を広範囲で遮断し、ラジエルの活動の支援を行う。
- GNプロトビット - GNビットおよびGNファングのプロトタイプにあたる遠隔誘導兵器。本機の開発当時は技術が未成熟であったため、端末が大型化している。複数のビットをチャージを行いながら交替で展開することで間断なく攻撃を続けることが可能である。

GN-XXXB ガンダムラジエルブラック（ブラックラジエル）
『00F』に登場。黒基調に塗装された擬似太陽炉搭載仕様。イノベイター勢力により複製されたヒクサーが搭乗し、ブラックGNセファーとともにヒクサー（オリジナル）が搭乗するサダルスードTYPE-Fと交戦するが、撃墜される。その後フェレシュテによって回収され、CBが接収する。
GN-XXX ガンダムラジエル ヒクサー・フェルミ専用機
『00I』に登場。フェレシュテによって回収されたブラックラジエルをヒクサー・フェルミ用に改修した機体。カラーリングはオリジナル同様の白系統に変更され、GN粒子貯蔵タンクが搭載されている。グラーベの仇であるビサイドが再び現れたことを知ったヒクサーが仇討ちのため、CBで保管されていた本機を借り受け出撃するが敗北する。本機は大破しそのまま遺棄されたとされるが、『00I 2314』で回収・修復されてヒクサーとともに木星圏に向かう。

GNY-0042-874 ガンダムアルテミー
『00P』に登場。ガンダムマイスター874の専用機としてほかの第3世代機とともに開発された。ほかのガンダムよりも一回り小型。背中に4基のGNビットをもつ。名称もパイロットである874が蜂と豊穣を象徴する女神「アルテミス」にちなんで命名した。トライアルシステムを搭載するための試験機として開発されたが、実装はなされていない。
874が肉体を持つことを拒否したために正式採用されることはなかったが、ヒクサーによるグラーベ殺害の知らせを受けて急遽組み立てられ、ラジエルの太陽炉を搭載し実戦投入される。のちに素体は第4世代機アリオスの支援機「GNアーチャー」に転用された。
- GNビームスプレーガン - 機体サイズに合わせた小型のビーム火器。トライアルシステムの拡張機能を持つ2基のブレードアンテナをもつ。
- GNビット - 背部に4基マウントされている遠隔誘導兵器。ビーム砲のほかにビームサーベルを発生させる機能も搭載されている。機体にマウントされた状態ではスラスターとして機能する。
- トライアルシステム - ナドレに搭載されているものと同様の装備。

#### 第4世代ガンダム
『2nd』に登場。新生CBが開発した新世代MS。しかし実際には第4世代と呼べる大きな技術革新を盛り込めた機体はダブルオーのみで他の3機は開発期間の制約から第3世代機を順当に発展・強化させた第3.5世代に相当する機体である。当初は太陽炉を直列に配し、出力向上による装備の機能強化を狙ったダブルドライヴを第4世代機に標準化する計画で、イアンはそれを想定したアストレアIIの研究・開発を進めていたが、結果的にドライヴ保有数の制限により断念。太陽炉はそれぞれ直系の第3世代機の物をそのまま引き継がせている。また、第3世代機までは鎖骨部に分割配置されていたクラビカルアンテナは頭部へと集約された。コックピットは首元から乗り込む方式に改められ、モニター面積が周囲全体を取り囲むほど拡大し前世代機より視認範囲が大幅に向上。最大の特徴はトランザムシステムの使用を前提として設計されていることで、第3世代機のように貯蔵粒子がほぼ枯渇するまで一度に放出し続けるのではなく、戦闘状況に応じて発動・停止を任意に調節する事が可能となっており、この制御機能によりシステム終了後に生じる極端な性能低下状態の発生、それにより機体が撃墜の危険にさらされ事態を極力回避する事が可能となった。作中では非戦闘時の移動時間の短縮や攻撃をかわす一瞬にだけ使用するなどごく短時間の使用や、反対に従来通り任意に出し惜しみなく粒子を使い切り攻撃を優先するといった運用も引き続き行われている。各機の専用武装には新開発されたクリスタルセンサーを採用。アロウズとの最終決戦直前には、ダブルオー以外の3機に専用の強化武装「GNヘビーウェポン（GNHW）」が装備される。
GN-0000 ダブルオーガンダム
刹那・F・セイエイが搭乗するエクシアの後継機。ダブルドライヴ専用機のアストレアIIの研究データを基に開発が進められ、2基の太陽炉を同調稼動させることで、粒子生成量を2倍ではなく2乗化するという「ツインドライヴシステム」を初めて搭載した機体である。
ツインドライヴシステムは過去に第2世代機プルトーネへの搭載が検討されていたが、各太陽炉ごとの微細な個体差による同調の困難さから採用を見送られた経緯を持つ。のちにトランザムとともにイオリアからもたらされた理論をもとに研究が再開されたが、炉の同調問題は依然として解決していなかった。最も同調率が高いとされるエクシアと0ガンダムの太陽炉を使用しても起動には至らなかったが、トランザムによって強制的に同調率を高めることで一応の起動には成功する。しかしイアンの目指した安定稼動にはほど遠く、アロウズとの戦闘で再びトランザムを行った際には、オーバーロードを起こして機体が戦闘不能になる事態も招いた。そのため、ツインドライヴの安定制御機能を持つ支援戦闘機「オーライザー」が完成するまで、トランザムの使用は事実上不可能であった。
太陽炉はバックパックと繋がるドライヴアームによって支持され、両肩に配置されている。炉を覆うコーン型スラスターは、第2世代機のスリースラスター型の機能を盛り込んだ新型が採用されており、粒子の噴射方向を自由に変えることで高い機動性を発揮する。機体前面に向けた場合は、防御用のGNフィールドとなる。外見から太陽炉が2基搭載されていることがわかることもあり、アロウズからは「2個付き」の通称で呼ばれる。
最終決戦で機体は大破するが、のちに修復され、太陽炉とGN粒子貯蔵タンクの併用かタンクのみでの運用の下で、後述のセブンソード / G装備かオーライザー装備かを選択して宇宙での任務に使用されている。
- GNソードII - ソードとライフルの両側面を発展させた武装でグリップとブレードが回転する事で、それぞれのモードに変形する新機構を持ち、左右の腰に計2基を装備する。2本の柄を連結させた双刀の剣「GNツインランス」として使用できるほか、銃口からビームサーベルを発生させることもできる。作中では単発のビームを発射する他、『2nd』第9話にて2つの銃口からの同時発射によりV字状のビームを、12話にて連射式のビーム、14話ではトランザムライザーの状態で岩石を両断するほどの高出力ビームを発生させている。ツインドライブが完全同調したことで性能がさらに底上げされ、作中では粒子は拡散し始めていたものの、ガデッサーのGNメガランチャーと同等の射程を誇った。
- GNビームサーベル - 腰背部に2基を装備する。出力を調整することで投擲用のビームダガーとしても使用される。
- GNシールド - 先端に伸縮式のブレードを内蔵した専用シールド。2枚を連結させた大型シールド(ダブルシールド)、両肩に1枚ずつ装着した形態(シングルシールド)を取る事が出来る。

GN-0000+GNR-010 ダブルオーライザー
ダブルオーと支援機のオーライザーが合体した形態。ツインドライヴの安定稼動装置であるオーライザーの作用によって2基の太陽炉が完全な同調を果たしたことで、ツインドライヴが完全に機能しトランザムシステムの使用も可能となっている。合体後のオーライザーの各パーツは、中央ブロックがメインスラスター兼複合センサーユニットとして背中に、両翼のバインダーは各種武装を備えた大型クラビカルアンテナとして両肩の太陽炉に装着される。合体後のダブルオーはガンダムを超越したMSであるとして、名前にガンダムとは付けず、「ダブルオーライザー」と呼ばれる。作中では通常状態でも追尾するアヘッドを小隕石を一周して背後から両断するほど破格の加速力・機動性を発揮。出力安定により機体全てを覆う完全なGNフィールドも展開可能となり、念願だったトランザムの安定運用が可能となった。ツインドライヴによって通常時でも膨大な粒子生成量をもつダブルオーライザーだが、トランザムモードでは設計時の想定を大きく上回る粒子放出能力を持ち、機体の「量子化」や、量子空間を開くことでGN粒子を媒介に人々の意識を感応させるなど、未知の現象と次々と引き起こした。初テスト時の粒子生産量が理論的限界値を超えた事で設計者のイアン達を驚愕させ、その後のトランザム時の粒子放出量は従来の3倍どころか7倍にまで達した。そしてこの機体には、イオリアによって意図されていた「人類を革新に導く」ための機能として、純粋種が搭乗することで起動するシステム「トランザムバースト」が秘匿されていた。トランザム状態のダブルオーライザーはまったく別次元のMSへと変化することから、「トランザムライザー」という別名で呼ばれる。
- GNソードIII - 最終決戦直前に配備される新武装。刃の部分にセブンソード（後述）のGNカタールに採用された緑色の半透明素材が採用されている。エクシアのGNソードと同様に、刀身を畳むことでライフルモードに変形、3つの砲口による高い連射性能や、3門のビームを収束させた強力な砲撃を行うことができる。トランザムライザーの膨大な出力を前提に設計されており、GNソードIIよりもライザーソードの運用能力が上がっている。劇中ではGNソードIIと入れ替わる形で装備されるが、スカートアーマーのハードポイントは活きているためGNソードIIとGNソードIIIを同時に装備することも可能である。
- ライザーソード - トランザムを起動し、ライザーシステムを作動させることで使用可能となる特大ビームサーベル。使用時には、両肩のバインダーとGNソードII2基を機体前方に向けるなどの発動形態をとる必要がある。また、システムにはオーライザー側のコクピットからの微細なジェネレーター調整も必要としている。一方で、オーライザー側での調整が必要なのはあくまで最大出力時のみであり、それ以外ではダブルオー本体側から自動制御されるとした資料も存在する。作中ではエンプラスのGNフィールドをほぼそのまま貫通し撃破した上で、更にはるか遠方に位置するメメントモリの強固な装甲を切り裂くという凄まじい攻撃能力を見せた。

GN-0000RE+GNR-010 ダブルオーライザー（粒子貯蔵タンク型）
『劇場版』に登場。イノベイター勢力との最終決戦で大破したダブルオーライザーを修復した機体。破壊された2基の太陽炉に代わり新開発のGN粒子貯蔵タンクを両肩に搭載しているほか、オーライザーの機首センサーが新型に換装され、キャノピーの色もオレンジから乳白色に変更されている。稼働時間は太陽炉搭載時よりも大幅に劣るが、基本性能自体は太陽炉搭載時と同等の機体に仕上がっており、トランザムシステムやライザーシステムなどの各機能は、タンクの容量が許す限り使用可能である。しかし、純粋種のイノベイターとして覚醒した刹那の能力には追従しきれておらず、さらなる高性能機ダブルオークアンタとその専用太陽炉の開発が急がれる。
修復以前は、母艦のプトレマイオス2が合体状態での運用に対応していなかったため、それぞれ分離して出撃・帰還を行う必要があったが、艦内設備の改装によりこの欠点は修正される。このため、オーライザーにパイロットを搭乗させる必要はなくなるが、ライザーシステムなど各機能の制御は引き続き赤ハロが行う。
GN-0000/7S ダブルオーガンダム セブンソード
『00V』に登場。ツインドライヴの完全起動以前に検討されたダブルオーの武装強化案のひとつ。刹那・F・セイエイが搭乗することを前提として、エクシアのセブンソードを発展させた7本の剣を装備する。ツインドライヴを完全に制御するためには、2基の太陽炉の安定稼働装置となるオーライザーが必須となったため、同時装着が不可能なこの装備は運用が見送られていた。
- GNソードIIロング - GNソードIIの改良型。刀身が延長されており、ビームライフルとしての機能が高められている。その反面、消費粒子量も増大し、連射性能が落ちている。
- GNソードIIショート - 射撃性能が強化されたロングに対し、近接戦闘における性能が強化されている。刀身は短くなり、先端をアンカーとして射出できるようになっている。
- GNバスターソードII - ジンクスIIから奪取したGNバスターソードを解析し、改良した大型実体剣。通常は左肩のコーンスラスターにマウントされ粒子の充填をおこなう。GNフィールド発生機能を備えた大型GNシールドとしても使用可能。
- GNカタール - インドの刀剣カタール（厳密にはジャマダハル）をモチーフとした短剣。刃にクリアグリーンの新素材を採用した試作兵器で、GN粒子を熱変換することで超高温を生み出し、その熱を瞬間的に対象に伝導させることで高い切断力を発揮する。この素材は、GNソードIIIをはじめ以降に開発される武装にも採用された。左右のふくらはぎに増設されたハードポイントに1基ずつを懸架する。

GN-0000GNHW/7SG ダブルオーガンダム セブンソード/G
『00V戦記』に登場。イノベイター勢力との最終決戦後、資金・物資の両面で大きく疲弊したCBが、新たなガンダムが完成するまでのダブルオーの延命策として製作した武装強化仕様。「セブンソード/G」の読みは「セブンソード スラッシュG」。一度は採用を見送られたセブンソードに、銃としての機能を強化した新装備「GNソードIIブラスター」が追加されている。機体名の「G」はこの「銃（GUN）」を指している。また、GNバスターソードIIには新たにオーライザーと同様のツインドライヴ安定稼動装置が搭載されている。
だが、イノベイター勢力との最終決戦によって搭載されていた専用の太陽炉2基が両方とも大破したため、GN粒子貯蔵タンク2基、もしくはケルディム又はアリオスから借りた太陽炉1基とGN粒子貯蔵タンク1基で運用している（外観の形状は同じであり、外見上は判別不可能）。そのため、ダブルオーライザーのようにトランザムシステムを発動させるのは不可能に等しく、GN粒子貯蔵タンク2基を搭載してトランザムシステムを発動させる実験も行われたが、そのときの起動時間はわずか0.03秒であった。
『2nd』最終話の後に秘密裏に行われていた武力介入において、オーライザー装備とともに作戦内容に合わせて選択運用する目的で開発されるも、実際には実戦は試験運用中に偶発的に発生した戦闘を行うのみに留まる。
- GNソードIIブラスター - GNソードIIの機関部をもとに、新技術を投入して開発された装備。他の装備に比べ銃としての機能に特化しており、純粋種である刹那の能力次第で性能が大きく上昇する可能性も秘めている。半透明素材製の銃剣が下部に設置されているほか、腕との接続部分にはGNソードIIIに似たパーツが採用されている。未使用時は右肩に懸架される。

GN-0000GNHW/7SGD2 ダブルオーガンダム セブンソード/G インスペクション
『00V戦記』に登場。『2nd』期以降、ガンダムを実際に運用してテストすることには危険が伴うため、シミュレーションでデータ取得を行うために、仮想空間に建造されたプログラムの機体。担当であるシェリリンの趣味により、実機では青く塗装された部分が朱色に変更されているのが特徴。武装やその他の仕様は実機と同じだが、各種再点検の結果、基本性能は実機から約5%の増加に成功している。これはヴェーダの演算能力を利用した現実とほとんど差のないデータであり、実機に反映しても相応の結果が得られる。さらなる性能アップの可能性を見せていたが、ダブルオークアンタ開発の目処が立ったため開発を打ち切り、得られたデータは新型ガンダムの開発に利用される。
本機は「キャラホビ2010」で発売された限定プラモデルに設定を付記した機体である。
GN-0000+GNR-010/XN ダブルオーザンライザー
『00V』に登場。ザンライザー（ザンユニット装備型オーライザー）と合体した姿。ダブルオーライザーの時点で要求値を大きく上回る能力を獲得できたため、計画のみに終わった幻の究極形態である。オーライザーと違い、パーツを分離することなくそのまま背中に合体するのが特徴。2本のGNバスターソードIIIは、合体させることで巨大な両刃の剣としても使用できる。ザンライザーの2本のアームは、武装を保持した状態でそのまま第3、第4の腕として機能する。通常はGNソードIIがマウントされ、センサーの色が緑に変化する。
GN-0000/XN ザンダブルオーガンダム
ザンユニット単体をダブルオーと合体させた姿。ユニットの武装とダブルオーの直接的な相性を検証すべく構想された。
GN-006 ケルディムガンダム
2代目ロックオン・ストラトス（ライル・ディランディ）が搭乗するデュナメスの後継機。機体名は第二位の智天使(ケルビム)に由来する。頭部ガンカメラやライフル型コントローラー、ハロによる制御サポートなどの主だった機能が受け継がれており、基本性能が底上げされている。頭部ガンカメラはカバー開閉式に変更され、デュナメスのようにガンカメラ使用時に頭部が変形し、ツインアイが隠されることはなくなっている。
射撃性能をさらに強化する機能として、バックパックにはトランザム時にのみ使用可能な照準用フォロスクリーンが新たに搭載されている。頭部前面に展開され、ここからもたらされる膨大な情報を高速演算処理し敵機の動きを予測することで、驚異的な命中精度を発揮する。また、太陽炉内部のトポロジカル・ディフェクトによる空間への微細な影響を考慮し、太陽炉は尻部分に外付けされている。足部にはカカトに開閉式のアンカーが備えられており、展開する事で射撃時の安定性を高める事もできる。
デュナメスにおいても予備的な位置付けであった格闘戦専用装備（GNビームサーベル）は、この機体では完全に非搭載で、代わりにその予備的役割は近接戦闘能力を追加することによりGNビームピストルと複合されることとなった。
- GNスナイパーライフルII - デュナメスのスナイパーライフルの発展型で照準系には第4世代機を象徴する新型のクリスタルセンサーが搭載され精度が向上しており、近距離戦闘では折りたたむ事で取り回しと連射性能に優れた3連バルカンモードに変形可能で、近距離戦でも強い攻撃力を発揮する。不使用時は右肩に折りたたまれた状態でマウントされる。スナイプモードでは従来通り、新設計のライフル型コントローラーが上面モニターから展開しロックオンはライフルを構える姿勢で狙い撃つ。
- GNビームピストルII - 背部GNバーニアの左右に1挺ずつ懸架されたGNビームピストルの改良型。グリップは可動式となっており、取り出しやすいように直立した状態で背部バックパック側面に装着される。威力は低いものの取り回しと連射性に優れたGNビームピストルの特性を受け継ぎ、さらに生前、サーベル装備に否定的だったニールが残したアイデアを取り入れ、銃身下部にビームサーベルに替わり新設された耐ビームコーティングが施されたブレードが増設されている。故にケルディムはサーベルを持たない為、これによって防御・格闘戦を行う。そして1発毎の威力は低下するものの、新たにバルカン式の連射モードが追加され、主にけん制のため弾幕を貼る際に用いられている。作中ではアルケーガンダムのGNバスターソードを（刃が食い込んでいたが）2丁を使い防いだ他、ガデッサの脇腹の装甲にブレード先端部を突き刺し亀裂を入れた後、ゼロ距離からの連射で撃破している。トランザム時には威力が底上げされ、アヘッドの機体中央に大穴を開けるほどの高威力を発揮する。
- GNミサイルポッド - 腰部フロントアーマーに内蔵されているミサイルポッド。2連装のポッドを左右各2基ずつの4基、合計8発のミサイルを内蔵している。
- GNシールドビット - 遠隔操作が可能なGNシールド。シールドを自在に分散、密集させることで、多方向からの攻撃に対応できるほか、僚機や母艦の防御にも使用できる。左肩に2基、両膝に2基、太陽炉に5基の計9基が装備され、ハロが制御を担当する。各ビットにビーム砲が内蔵されており、4基を格子状に集結させた「アサルトモード」ではビームを収束させる事で敵MSを一撃で破壊できるほどの強力なビームを発射する事ができる。ビットの貯蔵粒子が少なくなった場合、太陽炉付近のプラットフォームにマウントすることで急速なチャージが行われ、素早い再展開が可能となる。本体のトランザム時にも能力が底上げされ高速移動と高い防御力を発揮する。正面の防御力は高いが作中では度々砲口をサーベルで斬り込まれ破壊されている。

GN-006GNHW/R ケルディムガンダムGNHW/R
新兵器「GNライフルビット」を装備したケルディムの武装強化形態。機体名の「GNHW/R」は「GNヘビーウエポン/ライフル」の意。ライフルビットをマウントするために、両膝の2基を除く7基のシールドビットは左肩に装備されている。
- GNライフルビット - シールドビットよりも大型の遠隔誘導兵器。右肩に2基、太陽炉に4基の計6基を装備する。1基でスナイパーライフルと同等の威力と射的距離を持ち、右肩の2基は取り付けたまま固定砲塔としても機能する。シールドビットと同様に盾としても使用できる。基本性能は高いが作中ではアルケーガンダムとの会敵時に即ファングと相打ちとなりビットとしての大きな活躍の機会は無かった。
- GNビームピストルII - 太陽炉側面に2挺追加され、合計4挺になっている。作中ではリヴァイブのガデッサがケルディムの右手人差し指と中指を破壊した後、とどめを刺しに接近した瞬間、1秒間のトランザムでこれを交わし、残った指で予備のGNビームピストルIIを逆手に持ち、ゼロ距離からコックピット側面に連射を繰り出し撃破、最後の決め手として活躍した。

GN-006/SA ケルディムガンダム サーガ
『00V』に登場。国連軍との戦闘後に試験運用されていたデュナメスサーガの実験データを基に、敵基地などへの突入作戦のために開発されたケルディムの特殊仕様。機体名のサーガ（SAGA）は「Special Assault GUNDAM Arms（特殊急襲ガンダム武装）」を意味する。狭い場所での戦闘を想定しているため、GNシールドビットは搭載されておらず、装備された7挺の銃もすべて銃身が短いものとなっている。また、頭部のガンカメラには近 - 中距離戦闘に対応した専用のクリスタルセンサーが装備されている。7挺という銃の数はエクシアの「セブンソード」を意識したもので、開発段階での名称も「セブンガン」であった。複数の銃器は使い分けのほか、銃身が焼けて使えなくなったものから破棄してデッドウェイトとなるのを避ける運用も想定されていた。
『00I 2314』において『2nd』で大破したケルディムを修復し、GN粒子貯蔵タンク搭載型として、フェレシュテによって宇宙用の機体として運用される。
- GNアサルトカービン - GNスナイパーライフルIIに代わり右肩に懸架される。
- GNサブマシンガン - 両膝に懸架される。
- GNビームピストル - デュナメスと同型の装備。腰部ホルスターに収納されている。
- GNスモールシールド - 左肩に設置される。小型で取り回しに優れている。
- GNミサイルコンテナ - 太陽炉上部に設置される。撤去されたGNシールドビットに代わる太陽炉の防護装甲としての役割を兼ねている。

GN-007 アリオスガンダム
アレルヤ・ハプティズムが搭乗するキュリオスの後継機であり強化発展機。開発時期にアレルヤは生死不明の状況下にあったが、生存を信じたソレスタルビーイングのメンバーによって、アレルヤの専用機として開発された。空戦時に飛行形態に変形可能なキュリオスの開発コンセプトを引き継ぎながら飛行性能の強化、固定武装の増強を行い基本スペックを大きく引き上げている。変形方法はほぼキュリオスと同様だが、ノーズユニットは両肩のGNビームシールド発生器を頭上で組み合わせることで形成される。太陽炉は股間フレーム内部に配置されており、GNアーチャーの機首を直結することで、戦闘中でも同機への迅速な粒子供給が可能となっている。股間部やアンクルガード、脚部に取り付けられた羽根状のスタビライザーはGN粒子の質量制御によって機体の飛行を制御する装置。またキュリオスでは機体後部に装備していたテールブースターをアリオス専用支援機GNアーチャーとして独立した戦闘マシーンに強化発展させた事から、操縦者がいれば合体・分離を繰り返しながらペアでの行動も可能となり、アリオスの戦略的可能性を飛躍的に高めている。本機は特に大気内における飛行形態時の加速性・機動性に大変優れており、作中でもガデッサに搭乗していたリヴァイブもこれを認めている。変形時の形状は水中の高速移動にも有効でトランザムによりダブルオーガンダムを素早く海中から引っ張り上げた。またトレミーに接続した状態でトランザムを発動させて艦船の加速力を上げるなど、サポート役に徹する時もある。一方でハレルヤを失ったアレルヤでは機体本来の実力が後半までうまく発揮できず、アレルヤ本人も「機体のせいではない」と自身がアリオスのポテンシャルを引き出せてないことを認める場面がある。しかし超兵復活後は本領を発揮、イノベイド機（ガラッゾ）を手玉に取りながら瞬時に撃破する活躍を見せる。
- GNツインビームライフル - 主武装の垂直2連装ビームライフル。1発ごとの威力を削る事で連射可能としたGNサブマシンガンの弱点を改善し、連射性能と高い威力を両立した兵装。上部の銃身は可動式で、巡航形態時の対地攻撃が容易な設計となっている。任務に応じて2挺を携行することもある。
- GNサブマシンガン - キュリオスのGNビームサブマシンガンのユニットを小型化し内蔵したもので同等の威力を持つ。両前腕内蔵式であり、使用時はカバーが開閉する。
- GNビームサーベル - キュリオスとは逆に、左右フロントアーマー裏に1基ずつ格納されている。
- GNバルカン - 機首に内蔵された迎撃用火器。威力は低いため、その用途は進行方向の障壁破壊やミサイルの迎撃となる。
- GNビームシールド - 手持ちの盾を排したアリオスの防御兵装で、攻撃力を有したビームの盾となり飛行中にも武器として使用できる。作中では実際の描写は見られなかったが両肩の羽状ユニットから、粒子ビームの盾を展開して機体を防御する。攻撃兵装としても機能する事から、GNフィールドではなくビームシールドと呼称される。ユニットは巡航形態時に大型クローとして使用され、敵に突進しクローの内側にビームシールドを発生、胴体を鋏み切る戦法を多用する。作中ではジンクスIIIやガラッゾを飛行形態で突進しながら機体中央を挟み込み、そのまま両断し撃破している。

GN-007GNHW/M アリオスガンダムGNHW/M
アリオスの武装強化形態。機体名の「GNHW/M」は「GNヘビーウエポン/ミサイル」の意となる。当初のアリオスの武装強化案「アスカロン」（後述）からGNミサイルコンテナのみが採用されている。宇宙空間での使用を想定しているため、空力性能は考慮しない武装配置がなされている。
- GNミサイルコンテナ - アスカロンからの流用装備。MS形態時は背部に2基、巡航形態時は両腕側に配置される。
- GNキャノン - GNツインビームライフルに代わり装備される大型ビーム砲。威力に反比例して連射性能が低下しているため、GNバルカン2門を銃身側面に設置して欠点をカバーしている。
- GNビームライフル - 新型ノーズユニットに内蔵されたビーム砲。巡航形態時のみ使用可能。

GN-007+GNR-101A アーチャーアリオス
巡航形態のアリオスとGNアーチャーが前後に連結した形態。推力と武装が強化されている。『2nd』第11話から登場するが、この際はGNアーチャー側が無人で運用される。
GN-007/AL アリオスガンダム アスカロン
『00V』に登場。初期に構想されたアリオスの武装強化案。第3世代ガンダムの武装を参考に開発が進められた。しかし、追加武装による機動性の低下はGNアーチャーとの連携に支障をきたすと判断されたため、機動力の低下に繋がるとされたGNソードを排除したGNHW/Mが実戦運用される。機体名は龍殺しの剣「アスカロン」に由来する。両肩のパーツがGNビームキャノン用のものに交換されているため、GNビームシールドは装備されていない。
『00I 2314』において『2nd』で大破したアリオスをアスカロン仕様で修復し、GN粒子貯蔵タンク搭載型として、フェレシュテによって地上用の機体として運用されるが、アーミア・リーを侵食したELSに侵食されたため、ティエレンチーツーによって撃破される。
- GNソード - 機首に装備された折り畳み式GNソード。巡航形態での体当たり攻撃に使用される。
- GNビームキャノン - ノーズユニットに内蔵された大型ビーム砲。両肩のパーツが砲身としての役割を持ち、粒子を圧縮誘導することで高威力を発揮する。

GN-008 セラヴィーガンダム
ティエリア・アーデが搭乗するヴァーチェの後継機。 ヴァーチェの特徴である高出力大型ビーム兵器、大容量GN粒子貯蔵タンク、重装甲を受け継いだ発展機で、機体名はセラフィムと共に最上位熾天使に由来する。他のガンダムをも圧倒する高い火力により対艦・対要塞戦で活躍する。機体背部にもガンダムフェイスが存在しており、最大出力時にはその顔が現れ、粒子をさらに高圧縮する「フェイスバーストモード」と呼ばれる状態になる。これは太陽炉を一時的にバーストさせる機構であり、GNフィールドの強化にも寄与する。また、外部装甲をパージして内部のナドレを露出させるヴァーチェのような構造はもたず、太陽炉を内蔵したバックパックがナドレの後継機である「セラフィムガンダム」へと変形する構造を採用している。コックピットはセラフィムの腹部とセラヴィーの胸部にあり、分離時はパイロットシートのみが移動する。サイドスカートはGN粒子発生装置となる。
- GNバズーカII - ヴァーチェのGNバズーカの発展型。上下を分離・合体式にすることで必要に応じ取り回しが良く2丁のライフルとして連射性能を向上させた形態と、高威力が必要な時には2基を合体させた「ダブルバズーカ」形態、1基を両肩のGNキャノンと接続した「バスターキャノン」（両肩に接続時は「ツインバスターキャノン」）、ダブルバズーカを片側のGNキャノンに接続した「ダブルバズーカ バスターキャノン」形態など、多様な攻撃法が可能となっている。ダブルバズーカと4門のGNキャノンを連動させることで、セラヴィー最大の攻撃「ハイパーバースト」を使用することができる。その際には粒子が球体の中で圧縮され、高威力状態で開放され、従来のように放出し続けるよりも破壊力が増し粒子使用効率も向上している。ただ作中ではヴァーチェのように粒子を放出し続けながら砲門を移動させ、ガガ部隊を薙ぎ払い一掃する使い方も見られた。
- GNキャノン - ヴァーチェのGNキャノンの発展型。両肩、両膝に2門ずつ、計4門を装備する。両肩の2門はセラフィムの両腕でもある。4門の同時斉射は「クアッドキャノン」と呼ばれる。腕に変形させることが可能で、内蔵したGNビームサーベルによる奇襲を行うこともできるが、セラヴィーは砲撃用の機体であるため、格闘用の兵装は予備的な位置づけとされている。なお、砲口部から現れる手には、人間でいう親指にあたる可動枝が片手につき2本あり、展開時の方向に合わせてどちらか1本は畳まれたままである。このため、バックパック時とセラフィム時とで左右の手の反転は起こらない。 砲身内部には手首パーツが収納される形となるが、粒子経路が保たれているため、砲撃が可能となっている
- GNビームサーベル - ヴァーチェとは異なり格納箇所が両前腕部に変更されている。GNキャノン内に格納されているものを含めると計6本を装備しており、すべてを同時に使用することが出来る。本来は近接戦闘向きの機体ではないとされるが、6本のサーベル展開時には通常のMSよりも圧倒的に手数が増える為、作中ではトランザムで機動性とパワーを底上げし、全てのサーベルを防ぎ切れなかったガデッサを単独で撃破する活躍を見せている。
- GNフィールド - 実体シールドを持たないセラヴィーの防御装備。ヴァーチェ同様、機体各所の発生装置により機体全体を覆う圧縮粒子による防御壁を形成し粒子ビームや実体兵器から全方位に対し鉄壁の防御を誇る。フェイスバーストモードの際は圧縮率が高まり防御力が向上する。フィールド展開速度はヴァーチェよりも改良され素早くなり瞬時に発生させている。ただしGN粒子をまとった実体兵器には突破される弱点はそのままで、作中ではレグナントのエグナーウィップに貫通されている。

GN-008GNHW/B セラヴィーガンダムGNHW/B
セラヴィーの武装強化形態。機体名の「GNHW/B」は「GNヘビーウエポン/ビーム」の意。両肩と両脚部にGNコンデンサー内蔵のフィールド発生器が装備され、腰部にもGNキャノンが追加された。また、肩のGNキャノンには大型のGNバーニアが搭載され、機動力の向上も図られている。GNキャノン、GNバーニアはセラフィムに接続されているため、分離後もそのまま使用できる。
- GNキャノン - 新たに腰に装備された大型ビーム砲。作中ではハイパーバーストの際にこの装備を使用した事もある。

GN-008GNHW/3G セラヴィーガンダムGNHW/3G
『00V』に登場。初期に構想されたGNヘビーウエポンプランのひとつ。背部のセラフィムの左右に、無人型セラフィム「セム」が2機追加されている。セラフィムと2機のセムが連動することで、トライアルフィールドの効力を数百キロメートルもの広範囲におよぼすことが可能となる。しかし、ヴェーダとのリンクが絶たれている現状では、セムは単なるデッドウェイトでしかなく、ヴェーダ奪還前にセラヴィーが撃破されるような事態を招きかねなかった。そのため、総合性能の向上が図られたセカンドプランであるGNHW/Bが最終的に採用される。セラヴィーとセラフィムにも若干の改装が加えてられており、腰のGN粒子発生器がセムに干渉しないよう小型化されているほか、セラフィムの両肩にはセムとドッキングするためのパーツが追加されている。セムの1号機がセラヴィーの左肩側に、2号機が右肩側に合体している。この状態では最大10本のビームサーベルを展開可能となる。

GN-009 セラフィムガンダム
セラヴィーのバックパックが分離変形して生まれるMSで、ナドレの後継機に相当する。変形時はバックパックモード時のガンダムフェイス内から本来の頭部がせり上がり、2門のGNキャノンと2基のGNバーニアがそれぞれ両腕と両脚に変形する。分離後のコックピットはセラフィム胸部にあり、太陽炉はセラヴィーから切り離され本機に格納される。分離後のセラヴィーは各部の大型GNコンデンサーによって稼動し、短時間ならトランザムも使用可能で、作中ではブリング搭乗のガラッゾの動きを封じる連携で撃破している。劇中では描写がないものの、セラフィムから遠隔操作することも可能とされている。ナドレのように機体の展開にパーツの分離が必要なく繰り返し合体が行える上に、機動性が高くセラヴィーの弱点である機動性の鈍重さをカバー出来る為、作中ではセラヴィーが押さえ付けているガデッサから離脱したコアファイターを捕まえたり、ガラッゾの動きを止めたセラヴィーから切り離し撃破するなど連携プレイも度々行っている。ダブルオーライザーのトランザムバーストによってリボンズの脳量子波が乱され、その間に意識体となったティエリアがヴェーダを奪還したことにより、トライアルフィールドを発動。イノベイター勢力の機体を停止状態に追い込む。直後にリボーンズキャノンの攻撃で機体は破壊されるが（この時初めてCBはオリジナルの太陽炉を損失）、ティエリアがヴェーダを完全に掌握したため、イノベイター勢力の機体の停止状態は継続される。
- トライアルフィールド - ナドレ アクウオスの開発を経て、トライアルシステムの有効範囲がより広範囲に拡張されたもの。その有効範囲は最終決戦の場となるラグランジュ2の宙域一帯をカバーできるほどである。使用するためにはヴェーダとのリンクが必要となる。
- GNキャノン・GNビームサーベル - 両腕は変形させることでGNキャノンとなり、内部にはビームサーベルも格納されている。本機の無人型であるセムも同様の装備を持つ。実体剣と同じくGNフィールドを貫通可能で、作中ではセラヴィーにより動きを止められたガラッゾをGNフィールドに腕を通した後に発射し撃破している。
- GNビームマシンガン - セラフィムおよびセム用に開発された小型ビーム砲。セラヴィーとの合体時には脚部にマウントされる。セラフィムでは戦闘が可能な限り避けられたこともあり使用されることはなかった。

GN-00902 セム
『00V』に登場。セラヴィーGNHW/3Gに搭載される無人型セラフィム。ヴェーダを介した量子通信によって、理論上、遠隔操作が可能な距離は無制限となっている。頭部カメラがバイザー型であることと、GN粒子貯蔵タンクを動力とする以外は、セラフィムとほぼ同形状、同性能の機体である。マシンガン、シールドといった武装は膝のハードポイントにマウントされる。胸部クラビカルアンテナが右側に付いているのが1号機、左側に付いているのが2号機となっている。GNキャノンの数と向きの都合、セラフィムと本機2機を全て装備した状態のセラヴィーは幅広い方向への同時攻撃が可能となる。セラフィムとほぼ同コストを要するこの機体の製造が困難なことも「GNHW/3G」が廃案となった理由のひとつである。
- GNシールド - ケルディムのシールドビットをベースに、遠隔誘導機能を撤廃した装備。内蔵ビーム砲は残されているため、攻撃にも使用できる。

GNDY-0000 ガンダムアストレアII
『機動戦士ガンダム00 Revealed Chronicle』に登場。エクシアとダブルオーの中間に位置する、最初期の第4世代機。機体名はテスト機であった第2世代ガンダムより引き継いでいるが設計上は全く違う機体である。ガンダム掃討作戦「フォーリングエンジェル」により壊滅状態となったCBが組織の再編と共にラグランジュ3の資源衛星に偽装した秘密基地内で研究・開発を行っていた次世代へと繋ぐ機体で、のちに完成する第4世代ガンダムで採用される新しい技術が数多く導入されている。2つの太陽炉を使用するダブルドライヴのテスト機で機体背面と左肩部の2か所に太陽炉が搭載可能な設計となっている。試験機であり機体全身はほぼ塗装が施されていない素材色のグレーで統一されている。当初の実験では粒子貯蔵タンクのみでは起動せず背面にGNドライヴ１基を装着（肩部は肩可動アームにより装着された貯蔵タンク）したワンドライヴの状態でようやく起動した（ティエリアから本機の特性上、当然の結果であり了見違いと指摘される）。ただしより高い出力を想定している為、その状態でも粒子の供給よりも消費量が大きく継戦能力に問題を抱えている。その後トランザムと共に流出し、ダブルドライヴを超える画期的な主機関理論である「ツインドライブシステム」のデータをCBが得た事により、その搭載機（のちのダブルオーガンダム）の設計ベース（粒子コントロール系以外は本機のテストが役立つと期待された為）となり、今後を担う重要な存在に位置づけられた。これまでCBが開発してきた装備を運用出来る高い汎用性を持ち、機体各所にハードポイントがあり各種装備の固定や追加が行える。本機の高出力化に合わせた大型・高出力装備の開発も進められた。作中ではまだ全てのパーツが揃っていない左右非対称な未完成状態で試験運用を兼ねてティエリアが搭乗し、資材の回収に向かう。イアンからも実験機であり資材もガンダム（そしてマイスター）も数が少ない為、交戦を避ける事を命じられていたが、資材基地に先回りしていたイノベイター勢力の中にエクシアとデュナメスの複製機を確認し、ティエリアは激情に駆られてて戦闘を開始する。操縦者が本来のマイスター以下の能力ではあったが第３世代機を瞬時に撃破する次世代機の高い機動性と戦闘能力を発揮する。一方で粒子消費が早くワンドライヴ状態では粒子供給速度が不足しており、粒子を使い切った装備をパージしながら戦闘を続けた。
- GNDビームライフル - 次世代型GNビームライフルの試作モデル。ダブルドライヴの効果により出力が大幅に底上げされている。作中では未使用時に右側腰部側面のハードポイントに装着している。
- GNビームサーベル - 背部バックパックの右側に１本のみ装備される大型ビームサーベル。
- DNDシールド - 肩部のドライヴ/貯蔵タンクに直接装着、また腕部のガントレットに2枚組み合わせて装備可能。腕の可動に合わせて中央部で曲げた状態でも運用できる。
- プロトザンユニット - 次世代MSのサポート機能を有する新設計武装。新型バックパックを有する背部、また両腕に双剣として装備可能な他、アタッチメントにより2本を合わせたGNDバスターソードIII、またはそのライフルモードへと機能変化が可能。基部のアームによりスムーズに戦闘へと移行可能な上、肩部に直接接続する事で粒子再チャージを円滑に行いつつ、展開する事でシールド防御能力を向上させる事も出来る。イアンから粒子消費量が多いことが指摘されるが、バスターソードIIIは複製機のエクシアとデュナメスを一刀両断するほどの高い切れ味を誇る。

#### 第5世代ガンダム
『劇場版』に登場。第5世代に分類されるガンダム。イノベイター勢力との最終決戦から2年後に開発された機体。機体設計は第4世代機に引き続き、イアン・ヴァスティが担当。なお、ティエリア・アーデが搭乗するラファエルのみは、イノベイター勢力のGNZシリーズを母体に彼が独自開発した機体である。2年前の戦いで大きく疲弊し、さらに最大のスポンサーである王商会の支援を失ったCBの資金難により、イアン設計のガンダムはそれぞれ直系の第4世代機の設計を流用する形で開発されている。
GNT-0000 ダブルオークアンタ
ツインドライヴシステムを搭載するダブルオーの後継機。純粋種へと進化し、ダブルオーライザーの限界性能を超える能力を得た刹那・F・セイエイのために開発された、「真のイノベイター専用機」である。機体名の「クアンタ」は「Quantum（クォンタム、量子）」の複数形である「Quanta」、型式番号の「T」は「Twin（ツイン）」を意味する。
2年前の戦いで喪失したダブルオーの太陽炉に代わり、木星で新規製造された2基の新型太陽炉を搭載する。この太陽炉は製造当初からツインドライヴ用の調整が施されているため、オーライザーのようなツインドライヴ安定稼働装置の装備なしでの完全な同調に成功している。
機体への搭載位置は胸部と左肩のGNシールドに各1基ずつを内蔵する左右非対称の配置に変更されており、これに伴いダブルオーでは胸部に位置していたコックピットは腹部に移設され、コンソールなどの内装品も一新されている。出撃時には、コックピットの後方にELSから来る莫大な情報量に対し、完全リンクを果たしているティエリアとヴェーダが対応するためにヴェーダのターミナルユニットが取り付けられる。機体は内部フレームを含め、ダブルオーのものの設計データを流用しつつ新規に製造されたただし内装機器などは、イノベイターの力を最大限に発揮するために新開発されたものが多く採用されている。外観の造形はエクシアに似せてあるが、これは刹那に対するイアンからの配慮によるものである。00ガンダムセブンソード/Gのテスト運用データもフィードバックされている。
ダブルオーライザーではトランザム中のみの副次的、偶発的な現象であった量子テレポートを標準システムとして搭載するほか、単独でELSの軍勢を全滅させることが可能なほどの戦闘能力を秘めているが、その本質は刹那の純粋種としての能力に反応する特殊システム「クアンタムシステム」にある。このシステムは、ダブルオーライザーのトランザムバーストをはるかに上回る高濃度粒子領域を展開する「クアンタムバースト」によって人々の意識共有と相互理解をより強く促し、最終的には「戦いそのものを止めさせる」という刹那自身の想いを体現したシステムである。クアンタムバーストには複数のレベルが存在し、最高レベルではGNシールドを背中に引き込んで2基の太陽炉を直結し、次いで全身の装甲を排除して各部のGNコンデンサーを露出させ、貯蔵された全粒子を開放する。
クアンタムシステム発動は一度トランザムシステムの発動を経由してから移行するため、クアンタムシステム発動時に一瞬だけトランザム同様の赤色に発光した後、GN粒子と同じ緑色となる。
ELSとの最終決戦では超大型ELSの中枢にて、イオリアの予測した異星体との「来るべき対話」を果たすべくクアンタムバーストを発動。情報の奔流の中でELSの旅の目的と地球圏に来訪した理由を垣間見る。そして刹那は人類同士の相互理解の可能性を示すと同時に自らはELSとの相互理解を果たすべく、クアンタの量子テレポートを発動させてELSの母星へと旅立つ。その後、ELSとの相互理解により刹那ともども融合しESLクアンタへと変貌した姿で50年後の地球に帰還する。
本機の戦闘力評価は時期によって変遷しており、2010年11月発売のプラモデルキット『MG 1/100 ダブルオークアンタ』では「単機でELSを殲滅できる可能性がある」と説明されていた一方で、後に月刊ホビージャパン誌2011年2月号掲載時の「00V戦記」記事(後に『GUNDAM WEAPONS 機動戦士ガンダム00編IV』再録)においては装備や条件を含めたうえで改変訂正が加えられている(詳細は「 GNT-0000/FS ダブルオークアンタ フルセイバー」を参照)。これについて監督である水島精二は、自身のTwitterにおいてデザイン提出段階の添え書きに存在した情報を手違いで公表したものを後に変更する形となった旨を説明している。
- GNソードV - 歴代のGNソードよりもブレードがかなり細身になり取り回しに優れている。またエッジ部だけではなく刀身そのものが半透明の新素材で構成され、刃も折り畳み式ではなく固定方式に変更された。ソードモードからグリップを斜めにしたライフルモードへと変形可能なほか、GNソードビット6基を刀身に合体させることで、ソードモードはバスターソード、ライフルモードはバスターライフルへとそれぞれ強化される。バスターソードモードでは、ライザーソードの使用も可能。劇中ではトランザムを発動させた上でELSの擬態戦艦をライフルモードの粒子ビームで消滅させ、そのままビームサーベルとして大型ELS表面の切断に移行したため、明確なモード切り替えの場面は描かれない。
- GNシールド - 太陽炉の1基を内蔵する専用シールド。背中のアームで左肩側に連結され、胸部側の太陽炉とツインドライヴを構築する。GNソードビットのキャリアを兼ねており、内蔵された太陽炉から粒子を急速充填することができる。上部に迎撃用のGNビームガンを内蔵。けん制用ではあるが太陽炉に隣接し高出力に支えられている為、劇中でも主力ビーム兵装並みの高い攻撃力を見せた。クアンタムバースト時には背部から胸部のGNドライヴに直結させるため、稼働アームで機体後方に展開する機能を持つ。
- GNソードビット - GNソードVと同素材の刃が採用されたビット兵器。形状と大きさの異なるA・B・Cの3種のビットを各2基ずつ、計6基装備する。各ビットに手持ち用のグリップが格納されており、AビットとBビットは連結させて1本の長剣としても使用される。またCビットのみ先端にビームサーベルを発生させる機能を有する。全ビットを円環状に配置することで任意の範囲にGNフィールドを展開可能で、この展開方式はビット自体が攻撃を受ける必要がないため他機のビットに比べ撃墜されるリスクが低い。コントロールはパイロットからの脳量子波で行われる。また、量子テレポート時には次元ゲート形成の役割を担う。

GNT-0000/FS ダブルオークアンタ フルセイバー
『00V戦記』に登場。GNソードVに先行して開発されていた専用武装「GNソードIVフルセイバー」を装備した姿。かつてのダブルオーのようにツインドライヴの同調に不具合が生じた場合の保険に、オーライザーのようなツインドライヴ安定稼動装置としての機能を兼ねて設計された。しかし、当初からツインドライヴ用に製造されたクアンタの太陽炉2基は安定稼働器なしでの同調に成功したため、実際に使用されることはない。
もともとは機動兵器としての側面を突き詰めてこちらの案で設計されていたが、ツインドライヴの直列稼働が実現し刹那が「対話のための機体」を望んだため、劇場版の姿となった。この装備使用時はツインドライヴの直列稼働が不可能なため、刹那の一番の希望であった対話のための「クアンタムシステム」の起動はできないが、その分単純な戦闘能力の面では特化しており、極めて高い殲滅力を有する。
純粋な強化武装として見た場合では、ELSとの最終決戦後にヴェーダが行うシミュレーションでは、単機で地球圏に飛来したELSの大群を1週間で壊滅させるという結果を残す。ただし、新たな敵の増援やパイロット側のミスなどの不確定要素は考慮されていないうえ、使用されたデータは地球圏での最終防衛戦のものであり、全力で戦闘行動を取るELSを相手にしているわけではない点に加え、CBの他メンバーや連邦軍が戦闘に参加していない点には留意する必要がある。
本装備は背中の太陽炉に取り付けられる専用接続ユニットを介し、左肩側のGNシールドとシルエットの均整を取る形で右肩側に配置される。接続ユニット基部には、従来の太陽炉搭載機と同じコーン型スラスターが備えられている。
- GNソードIVフルセイバー - 本装備は、刀身である「メインブレイドユニット」と持ち手である「メイングリップユニット」、その間に接続される「マルチカウンター」からなる「メインソード」、ガンモード・ブレイドモードへの変形機能を持つ3基の「GNガンブレイド」で構成され、これらを組み替えることで多彩な戦闘スタイルを展開する。不使用時の基本形態でもある大型剣「フルセイバーモード」、GNソードVのバスターライフルモードに相当する大型砲「GNランチャーモード」、GNガンブレイドにメインブレイドユニットの前後を入れ替えて合体させた2種類の「ライフルモード」、フルセイバーモードから2基のGNガンブレイドを外した「GNセイバーモード」、GNガンブレイド2基を合体させた「GNガンブレイド ツインエッジ」。これにGNガンブレイド単体の変形モードを含めれば、その数は8種類にも上る。

ELSクアンタ（エルスクアンタ）
『劇場版』エピローグに登場。相互理解の過程でELSと融合し、地球に帰還したダブルオークアンタ。
クアンタムバーストの際に排除した装甲はELSによって再構築されており、背中には8枚の発光する翼のようなパーツが形成されている。通常時や飛行時など機体の状況に適した形に変わるため、固定されたシルエットを持たない。

GN-010 ガンダムサバーニャ
ケルディムの後継機。長距離狙撃に特化していたデュナメスやケルディムに対し、こちらはライルが得意とする早撃ちや乱戦など、多岐な状況を想定した仕様となっている。この仕様となったことで機体制御や火器管制がより複雑化したため、新たに同乗する青ハロとの2体体制で運用される。ケルディムで尻に外付けされていた太陽炉は、デュナメス以来の胸部内蔵式に戻されている。狙撃機の特徴である額のガンカメラは、ケルディムのカバー開閉方式とデュナメスのアンテナ下降方式を継承した。両肩や両脚にもガンカメラと同機能のカメラが内蔵されており、全火器を使用した複数目標への同時攻撃を可能としている。この際、コックピットのモニターにはマルチロック専用のディスプレイが表示され、ホルスタービットの連結器は切り離される。精密射撃用のライフル型コントローラーは本機では廃止され、代わりに通常の操縦桿を銃の形をした専用品とすることで、操縦系の切り替えなしに即座に狙撃モードに移行することができる。劇中では激戦で中破しながらも生還し、その後の世界を描いた『ガンダム00 festival 10 "re:vision"』では修復され、引き続きCBによって運用されている。
- GNホルスタービット - ケルディムのGNシールドビットの発展型。「ホルスター」の名のとおり、内部に銃器の格納スペースが設けられている。通常は左右の腰のアームに片方5基ずつ、計10基を装備するが、ELSとの最終決戦時には更に両肩に4基を増設して出撃する。シールドとして使用する場合は2基を連結させる。また、作中ではELSとの接触時に表面にGNフィールドを展開して攻撃を防ぐ場面も見られた。格納されているGNライフルビットIIと組み合わせることで、ビットの全展開域に力場を発生させることで大出力ビームの発射が可能。
- GNピストルビット・GNライフルビットII - GNホルスタービットに各1基ずつ格納される射撃用ビット。GNホルスタービットから引き出される際、速射性に優れたGNピストルビット、先端に遠距離用バレルを追加したGNライフルビットIIのどちらかを選択する。格納されたセンサーとグリップを展開することで、手持ち火器としても使用可能<。ピストルモードの銃身下端には、GNピストルIIから引き続き接近戦時に敵の白兵戦用装備を受けるためのブレードが設置されている。劇中ではほぼライフルビットIIとして運用しているが、終盤の乱戦時にわずかにピストルビット状態で飛び交う姿も見受けられる。
- GNミサイルポッド - 胸部・両肩・腰部装甲・両脚各部に、迎撃や弾幕形成用のマイクロミサイルを大量に格納する。作中ではミサイル全弾発射後にミサイルポッド部のデッドウェイト化を避けるため、即座に排除する。

GN-011 ガンダムハルート
アリオスの設計をもとに、GNアーチャーの設計を統合した可変型ガンダム。複座機であり、アレルヤ・ハプティズムとソーマ・ピーリス（マリー・パーファシー）がそれぞれ機体操作と火器管制を分担して行う。
腰部後方にGNアーチャーに類似した折り畳み式ノーズユニットと左右の大型サイドコンテナをもち、キュリオスと同型のテールユニットなど従来機のオプション武装の多くを標準装備している。太陽炉はアリオスと同じく股間部に内蔵されている。
そして、超兵であるアレルヤとピーリスに対応した独自の機能として、「マルートモード」が設定されている。この機能は超兵パイロット用のOSを3人分（アレルヤ、ハレルヤ、ピーリス）同時に起動するというもので、アレルヤとハレルヤ、ピーリスの思考と反射が融合される。また、マルートモード時には紫色のマスクと6つのカメラアイを持つ顔つきとなる。高い機動力と戦闘能力に特化し、設定上は従来機と異なりシールド装備を持たない。劇中では最終戦でELSの浸食の危険を顧みず、命を見捨てないとするハレルヤの意志により連邦兵達を救助しながら戦闘し続けた結果、全身を侵食され戦闘不能となる。ハレルヤ達は機体を放棄し脱出した直後、ビームの直撃を受けて大破する。しかしその後を描いた『ガンダム00 festival 10 "re:vision"』では太陽炉は無事であり、再建造された同機体が引き続きCBで運用されている事が語られる。
- GNソードライフル - ザンライザーのデータが反映された複合武装。作中では小型の粒子ビーム連射と、高威力ビームの照射を行った場面も見られる。銃身下端に半透明素材製の刃を持ち、ライフルモードと接近戦用のソードモードを持つ。銃身下部はハサミ状に縦に開閉し、アリオスのGNビームシールドのように切断面にビームを発生させながら敵を挟み切るクローとなる。巡航形態時は左右のサイドコンテナに設置され、大型前進翼として機能する。この際もすれ違い様に敵を切り裂く事が可能。左右に装備したソードライフルは母艦への格納時、狭い艦内に干渉しないように折り畳むことができる。
- GNキャノン - サイドコンテナ先端に内蔵された主砲。粒子の消費量は多い分、絶大な威力を持つ。基本的に巡航形態用の装備だが、接続アームを可動させて前方に構えることでMS形態でも発射可能。劇中では発射しながら機体を移動させる事でビームサーベルのように大型ELSを切断する様子も描かれ、またGNソードライフルと一斉射させ、サバーニャと共にELSの群れに大穴を開けた。
- GNシザービット - サイドコンテナに内蔵されたその名の通りハサミ型のビット兵器。こちらも切断力に優れる半透明の新素材で構成された刃を有し、高速移動しながら敵機を斬り刻み、ミサイルなどの単純追尾兵器では対処し切れない対象にも使用される。また切断せず挟み込む事で格闘戦にも利用できる。コントロールは脳量子波で行われる。作中ではかなり高速に飛び回る様子が描かれ、リボーンズガンダムのファングに撃破されたアリオスよりも対ファング/ビット戦闘能力が大幅に引き上げられている。
- GNミサイルコンテナ - 腰部に標準装備される。キュリオスから引き継いだものとする資料と、サイズを変更したものとする資料が存在する。コンテナ自体が爆弾になっており、ミサイルを撃ち尽くして排除されたあとは自動で爆破される。
- GNバーニアユニット - ELSとの最終決戦時に追加された脚部の大型ブースター。そのままでの変形も可能。両膝部分には武装コンテナが増設されており、サイドコンテナと同じくGNシザービットを格納する。なお、コンテナ1基につき5基のビットが搭載されている。

CB-002 ラファエルガンダム
肉体的に死亡し人格データのみをヴェーダへ移したティエリア・アーデが、ソレスタルビーイング号内のファクトリーで独自開発した専用機。また、本機の操縦用に以前と同じ生体端末の肉体も造り出された。
火力と防御力に特化した機体特性は過去のティエリア機に通ずるが、同時期のイアン設計機と異なり、実際の設計は1ガンダムやGNZシリーズなどのイノベイド専用機を母体としている。このため、型式番号は1ガンダムからの通し番号となるCBナンバーを使用している。コクピットもGNZシリーズから転用となる。背部には、破損したセラヴィーのパーツを再利用した巨大な武装モジュールを頭上に纏うように装備する。このモジュールは分離して無人型MS「セラヴィーガンダムII」への変形が可能で、ラファエル側から脳量子波を介して遠隔操作される。
2年前の戦いでセラフィムに搭載された太陽炉が機体ごと失われたため、本機はセラヴィーII側に内蔵された3基の擬似太陽炉によって稼動する。このために活動時間の制約は生じるものの、オリジナルの太陽炉と同様にトランザムシステムの使用も可能となっている。ラファエル本体には太陽炉が搭載されていないため、分離状態では内蔵されたGN粒子貯蔵タンクを動力源とする。劇中ではラファエルがELSを引き付けると同時にセラヴィーIIが浸食されたダブルオーライザーから刹那を救助、ロックオンに託すと味方機の脱出のためトランザムにより自爆を行い、両機とも周辺のELSを巻き添えにして爆散した。
- GNビームライフル - ガンダムナドレに搭載されたビームライフルの改良型。クリスタルセンサーの搭載など最新技術が投入されている。GNZシリーズのような腕部バルカンを持たない為、これが本機側の唯一の武装となる。

GN-008RE セラヴィーガンダムII
破損したセラヴィーと、ソレスタルビーイング号内の専用設備(GNZシリーズやソレスタルビーイング号のGN粒子砲用)を用いて製造された無人型MS。通常は上半身を後方に折り畳み、両脚部をラファエルガンダム両側面に合体した状態で武装モジュールとして運用される。胸部と両脚に擬似太陽炉を各1基ずつ、計3基を内蔵し、合体時はラファエルガンダムへGN粒子を供給する。ELSとの戦闘では無人機ゆえに脳量子波を発しないため、イノベイドのティエリアが乗るラファエルへとELSを引き付け、無人機のこちらを運用し刹那の救助に向かった。
- GNビッグキャノン（GNビッグクロー） - 脚部に内蔵される大型ビーム砲で、左右のユニットごとに内蔵された擬似太陽炉を直結し、大量の圧縮粒子を一度に放出する。格闘戦時は大型マニピュレーター「GNビッグクロー」へ変形し、機体から独立し遠隔操作も可能。ELSに浸食されたダブルオーライザーの左腕を根元から引きちぎるほど強力で、クロー先端からビームサーベルを展開する事も可能としている。作中ではELSが擬態した大型の木星探査船をトランザムにより容易く爆砕させるほどの大きな破壊力を見せている。
- GNバズーカ - セラヴィーガンダムのGNバズーカIIを転用して開発した兵装。ただし、ベースのような合体機構はオミットされている。
- GNビームサーベル - 改修前と同様、両腕に1基ずつを格納する。劇中では未使用。

CB-002/GD ラファエルガンダム ドミニオンズ
『00V戦記』に登場。地上戦用の無人機「セラ」と合体した姿。セラヴィーIIは合体位置の関係から機体重心が上方に偏るため、重力下での運用に難を抱えていた。セラの場合は、機体のパーツを分割してラファエル本体の増加装甲とすることで、重心の分散化と防御力の向上を両立させている。対ELS戦後に勃発した旧人類対純粋種の紛争の最中、エイミー・ジンバリストが偶然本機の姿を目撃する。
- GNバズーカ - ラファエル本体用の携行型1基と、セラ用の背部砲塔型2基を装備する。携行型はヴァーチェ用GNバズーカの後部に擬似太陽炉を設置した改良型で、背部砲塔型はセラヴィーIIのGNバズーカと同型である。

GN-00802 セラ
『00V戦記』に登場。地上において、セラヴィーIIに代わりラファエルと合体する無人機。基本形状はセラヴィーIIに準ずるが、頭部が簡易型のセンサーユニットとなっている、GNビッグクローがラファエルの脚部追加装甲となっているのが主な相違点である。
MS形態は連載時には画稿が公開されておらず、ムック『GUNDAM WEAPONS 機動戦士ガンダム00編IV MGダブルオークアンタ & MGダブルオーライザー/機動戦士ガンダム00V戦記編』が初出である。

#### ガンダムスローネ
『1st』に登場（ドライのみ『2nd』にも登場）。機体名の「スローネ」は第三位「座天使」に由来する。装備違いの同型機が3機製造され、ヨハン、ミハエル、ネーナの3兄妹のガンダムマイスター「チームトリニティ」がそれぞれパイロットを務める
。プトレマイオス側のガンダムが搭載する太陽炉とは異なり、内蔵電源でGN粒子を生成する疑似太陽炉GNドライヴ[T]（タウ）を主動力に採用している。また、プトレマイオスのガンダムのように機体フレーム内に太陽炉や各種機器を内蔵するのではなく、炉や機器自体がフレームと一体化した独自の構造をもつ。粒子の供給経路もフレーム内に存在するため、表面のコーティングが乖離した際はフレームが発光して見える。機体構造は量産化を前提とした設計となっており、背部には太陽炉の始動機を設置する。開発はアレハンドロ・コーナーとラグナ・ハーヴェイによって行われた。製造の折には、足がつかないよう各国の工場に個別にパーツを発注し、軌道エレベーター内のスペースによって組立を行っている。
GNW-001 ガンダムスローネアイン
長男ヨハン・トリニティが搭乗する1号機。アインはドイツ語の「1」を意味する。デュナメスの精密射撃能力とヴァーチェの大火力を融合させた重砲撃型MSで、前線への切り込みも可能な汎用性を併せ持つ。頭部には指揮官機として大型のブレードアンテナをもち、これを介して僚機とデータリンクしている。
- GNランチャー - 右背に装備された太陽炉直結の大型ビーム砲。折り畳まれた状態では速射性を重視し、砲身を展開することで命中精度を向上させた長射程モードに変形する。作中では長距離狙撃、または上空から長時間放出し敵機を薙ぎ払う使い方もされている。さらにほかのスローネから有線で粒子供給を受けることで、より強力な砲撃が可能となっており、2機連結では「GNメガランチャー」、3機連結では「GNハイメガランチャー」と名称も変化する（作中では基地内の内壁を貫通させながらジンクスを長距離から撃墜している）。
- GNビームライフル - 中・近距離用の主力火器で、GNランチャーに比べ火力は劣るが連射が可能。GNランチャーの狙撃モード時にはランチャー下部に接続される。『1st』第22話においては、銃口の下部からスモーク弾を発射する描写も見られた。
- GNビームサーベル - 両肩に装備されたスローネ共通の接近戦用装備。プトレマイオス側のガンダムが装備するものとほぼ同じ構造だが、より大型で高出力の刀身を形成する。GNコンデンサーを内蔵しているため、手元から離れても短時間ならビーム刃を維持することが可能。
- GNシールド - 左肩に接続される小型シールド。バックパックに接続されたベルトケーブルによって粒子供給を行う。表面にGN粒子のフィールドを形成することで高い防御力を発揮するが、使用中は武器への粒子供給量が減る。

GNW-001/hs-T01 ガンダムスローネアイン トゥルブレンツ
『00V』に登場。スローネアインに追加武装ユニット「トゥルブレンツ（乱気流の意）」を装着した形態。当初から大規模な武力介入を行っていたトリニティだが、その規模をさらに拡大するために開発された。スローネ本体の擬似太陽炉に加え、トゥルブレンツ側にも擬似太陽炉が搭載されているため、活動時間の大幅な延長が可能となっている。ユニットは戦闘機形態への変形機構も備え、独立した支援機として運用することもできる。hokaのスローネ用のユニットも開発されていたが、アレハンドロの計画が予想以上に早く進行したため、製造されたのはアイン用のみとなる。
- GNブラスター - GNランチャーに代わり装備される大出力ビーム砲。肩ではなく右腕下部に装備される。GNランチャーと違い、ほかのスローネとの連結機構はない。
- GNミサイルコンテナ - 背部に装備されるミサイルコンテナ。ドライ用のユニットの場合、この部分にGNステルスフィールド発生器が装備される。
- GNファングコンテナ - 両脚に装備されるメインスラスターを兼ねたコンテナ。ユニットがツヴァイへ装着される場合のみ、GNファングが格納される。

GNW-002 ガンダムスローネツヴァイ

次男ミハエル・トリニティが搭乗する2号機。ツヴァイはドイツ語の「2」。巨大な「GNバスターソード」を装備した格闘型の機体で、両腰に内蔵された遠隔誘導兵器「GNファング」により中・近距離戦で高い能力を発揮する。のちにサーシェスがミハエルを殺害、事前にヴェーダを使い操縦者のバイオメトリクスを書き換えたことでサーシェスも操縦可能となり本機を強奪、そのままスローネアインを撃墜する。以降は国連軍所属の機体としてCBのガンダムと敵対する。小説版では「スカート付き」の通称で呼ばれる。
- GNバスターソード - 右肩に懸架される巨大な実体剣。大質量の刃によりエクシアのGNソードを上回る威力をもつ。GN粒子の作用によって刀身の慣性質量を制御し、斬撃の瞬間に質量を最大にすることで高い切断力を発揮する<。また、刀身からGN粒子を放出することで、ビームサーベルと同様の特性も併せ持つ。刃全体がGN粒子をまとっていることから作中では度々刃の側面をシールドとして流用している。
- GNハンドガン - 左腕下部に固定装備されている小型ビーム砲。バスターソードの使用を踏まえ固定装備式となっている。アインへの粒子供給用ケーブルを内蔵している。
- GNファング - 遠隔操作が可能な移動ビーム砲。先端部にビームサーベルを発生させ、敵機を貫くこともできる。両腰バインダーに8基を搭載するが、通常は6基のみを使用し、残りの2基は予備として緊急時や奇襲に用いる。高速移動と高い機動性により旧世代機では到底太刀打ちできない性能を誇り、さらに実体剣と同様にヴァーチェのGNフィールドを貫通してダメージを与えている。

GNW-003 ガンダムスローネドライ

末妹ネーナ・トリニティが搭乗する3号機。ドライはドイツ語の「3」。機体各部に大容量のGNコンデンサーを搭載しており、スローネアインへの粒子供給や、GNステルスフィールドによるジャミングなどの戦闘支援を主任務とする。装備構成は最低限のものに留められている。また、頭部は情報収集用のパーツを搭載している。コックピット内部には、AIロボット「HARO」を設置するための台座が用意されており、収集したデータの処理を行う。
- GNステルスフィールド - バックパックやシールドのGNコンデンサーを開放し、GN粒子を広範囲に散布することでレーダーや通信を妨害する。同様の機能はほかのガンダムも有するが、ステルスフィールドでは粒子の放出量と制御能力において他の機体の数十倍となっている。作中ではこの部位から発生する粒子で敵の砲撃を防いだ場面も存在する。
- GNハンドガン - ツヴァイと同一の装備。
- GNシールド - 左肩のシールド。表面にGN粒子を展開して防御力を高める。限定的ながらセンサーとしての役割ももつ。ステルスフィールド使用時は表面のカバーが展開する。
- GNシールドポッド - 右肩に装備される武装コンテナ兼用シールド。各種ミサイルや予備のビームサーベルなど、作戦に応じた装備を収納する。

GNW-003/SH リィアン
『2nd』に登場。4年前の戦いで唯一残存したスローネドライを、王商会が用意した輸送機型の外装ユニットで秘匿した姿。ユニット自体に擬似太陽炉を搭載しており、宇宙、重力下での運用が可能。ステルス性の高さから主に偵察に用いられるが、下部に設置されたビーム砲によってある程度の戦闘もこなせる。
- GNロングライフル - 下部に装備されたビーム砲。砲塔を取り外しスローネドライのGNハンドガンと連結させて使用することもできる。

GNW-004X ガンダムスローネフィーア
『舞台』に登場。
リボンズが入手したスローネの予備パーツを組み上げた4号機。ただし完全な同型機ではなく、不足したパーツは新規に設計され、サーシェスの搭乗を前提とした改良が加えられている。さらに、オリジナル太陽炉のトランザムに類する「トランザムタウ」が実装されている。
『舞台』の脚本・演出を担当した松崎史也が、初稿を見た水島精二から「脚本がおとなしい、もっと舞台オリジナル要素を入れたらいいのでは」との意見をもらい、「駄目でもともと」の思いでガンダムタイプの新型を登場させることを提案した結果、原作側に了承されたうえに機体だけでなく鞭状の新兵器「ウィップ」までデザインしてもらえたという。

### イノベイド専用MS
『00P』に登場。人工生命体「イノベイド」の搭乗を前提に開発された機体。もともとヴェーダのプランには、マイスターに人間を採用する案とイノベイドのみで構成する案の2通りが存在し、搭乗機となるガンダムも別々に開発されていた。マイスター874や古参イノベイドの意見により人間をマイスターとして採用することが決定された後も、第1 - 第3世代機が製造された場所とは異なる、月面の極秘ファクトリーで開発が続けられた。
のちにイノベイドによるイオリア計画の遂行を目論むビサイド・ペインが、完成した機体に調整中のエクシア・デュナメス・キュリオスから盗み出した太陽炉を搭載し、アルテミーやラジエルと敵対するという事態に発展する。
CBY-001（CB-001）1ガンダム（アイガンダム）

アストレア系列のデータが反映された汎用機。機体の「1」は、「0」をアルファベットの「O（オー）」と読む0ガンダムの後継機という意味から、同じくアルファベットの「I（アイ）」と読ませている。装備変更や各種支援機との連携により、さまざまな戦場に対応する。背部スラスターにはエクシアと同型のコーン型スラスターを採用している。両肘には大型GNコンデンサーが搭載され、各武装へ大容量の粒子供給が行われる。 本機のデータは後のアルヴァアロンの開発に活かされたほか、リボンズ・アルマークはこの機体をもとに、GNキャノンの機能を統合した専用機リボーンズガンダムを開発する。
『00P』では、マイスタータイプのイノベイドであるビサイド・ペインが搭乗し、2機のGNキャノンを率いてアルテミーと交戦するが、援護に現れたラジエルにより撃破される。
『00I』では、ビサイドの人格データを内包した擬似太陽炉搭載の同型機が登場する。また『00V戦記』ではリボンズ保有の機体もあるとされている。
- GNビームライフル - 長銃身を持つ専用ビームライフル。銃尻のコネクターを肘の大型GNコンデンサーと接続することで、高い威力を発揮する。
- GNビームサーベル - 他の機体の物よりも大型の発振器を持つ専用ビームサーベル。両腕の大型GNコンデンサー付近に1基ずつ装備される。GNシールドを装備する場合は、装備する腕側のサーベルをシールドの裏面に格納する。
- GNシールド - アストレア、エクシアのシールドを一回り大型化したような形状を持つ。
- GNフェザー - 0ガンダムから受け継いだ機能。GNフィールドとしての機能も併せ持ち、粒子を一方向に集中させることで「メメントモリ」の高出力レーザーをも遮断する防御力を発揮する。ただし、擬似太陽炉で使用した場合は炉が焼き切れるほどの多大な負荷が掛かる。

CB-001.5 1.5ガンダム（アイズガンダム）
『00I』『00V戦記』『00P SE』に登場。フォン専用アストレアTYPE-Fとの戦闘で損傷した1ガンダムを、軌道エレベーター内の秘密工場で修復・強化した機体。「アイズ」とは数字の「1.5」をアルファベットの「I.S」に見立てた呼称であり、機体性能が改修前の1.5倍に強化されたことから命名された。
背部コーンスラスターに一対の粒子制御バインダーが追加され、これを状況に応じた適切な位置に移動、および可変させることで、機体特性を変化させることができる。バインダーを大きく後方に向けた高速移動形態「ハイスピードモード」、翼のように水平に展開した大気圏内用高速飛行形態「フライトモード」、バインダーを左右片側に寄せた待機形態「スタンバイモード」、そこから攻防に転じる「アタックモード」「ディフェンスモード」など、複数のモードが存在する。機体外観は、頭部などのカメラ・センサーの発光色がピンクから緑となったのと追加バインダーを除けば変化が見られない。
ビサイドがヒクサーの手で直に討ち取られたことで無傷で回収され一時レイヴ・レチタティーヴォの乗機となるが、アロウズを引き連れて現われたイノベイター勢力との取引で機体を引き渡す。
- GNバスターライフル - 銃身部は改修前に装備されていたライフルと同じだが、前腕と接続されるコネクターの位置が肘のGNコンデンサー付近に変更されている。バインダーを右側面に展開した「アタックモード」に変形することで、ビームの増幅やある程度の曲射が可能となる。
- GNシールド - 改修前と同一の装備。左側面に展開したバインダーでシールドを挟み込む「ディフェンスモード」に変形することで、より強固なGNフィールドを形成する。
- バインダーライフル - バインダー先端部に内蔵されるビームライフル。発砲時はバインダーを両脇に抱える形で構える。
- アルヴァアロンキャノン - アルヴァアロンのデータが反映された武装。肩から前方に展開したバインダーの間にGNフィールドを発生させ、高濃度に圧縮された粒子を撃ち出す。本機の武装では最強の威力を有するが、擬似太陽炉で使用した場合には2 - 3射で貯蔵粒子の大半を使い切る。

CB-001.5D2 1.5ガンダム タイプ ダーク
『00P SE』に登場。1.5ガンダムの制式量産型で、機体色がオリジナル機の白・青紫と対照的な黒・赤に変更されている。ビサイドと対立関係にあったリボンズの勢力を排除するための兵力として大量生産が予定されていたが、この計画は既にリボンズに察知されていた。更にこの当時はガガの生産が行われていた時期と重なっていたため、ファクトリーの生産ラインを本機に振り向ける余裕がなく計画は一時頓挫する。
本機はキャラホビ2010で発売された限定プラモデルに設定を付記した機体である。

CBY-077 GNキャノン（ガンキャノン）

ヴァーチェと共通のデータが反映された砲撃戦用MS。1ガンダムの後方支援を任務とする。粒子消費の激しい砲撃型であるため、腰と両肘に大型のGNコンデンサーを搭載している。リボーンズガンダムの砲撃形態「リボーンズキャノン」の原型となった機体であり、頭部のセンサーは後のジンクスIIキャノンにも採用される。他の武装との混同を避けるため「ガンキャノン」と呼称される。アルテミーとの戦闘には2機が投入され、1ガンダムの援護を行う。
- GNロングキャノン - 胸部から伸びる4門の大型ビーム砲。片方2門を合体させることでより強力な砲撃が可能。
- GNミサイル - 両肩、両腰に内蔵されたランチャーに装填されている。ミサイルや接近した敵機の迎撃に用いられる。

### ガンダムの支援機
ガンダムの支援、性能強化を目的に開発された機動兵器。形態や運用法は多様だが、太陽炉の代わりに大型GNコンデンサーを内蔵し、ガンダムから供給されるGN粒子を貯蔵することで稼動する点は共通している。機体単独での運用には、武装や稼動時間等に様々な制限が課されるため、ガンダムとの合体、密接な連携が可能であることが、ガンダム支援機の前提となる。
GNR-000 GNセファー（プロトGNアームズ）
『00P』に登場。最初期に開発された支援機。GNポッドとコアブロック、機体両端の遠隔誘導兵器「GNプロトビット」から構成される3胴式の機体。ラジエルと合体し「セファーラジエル」となる。コアブロックの下に備えられたクローアームを展開することで、単体でモビルポッドとしても運用できる。エクシアやデュナメス、0ガンダムなど、コーン型スラスターを採用している機体との合体も可能である。通常はパイロットが乗り込むが、ハロによる無人運用も可能である。名称はヘブライ語の「本」に由来する。のちにイノベイター勢力の手によって、第2世代の4機およびラジエルとともに複製される。
GNR-000B ブラックGNセファー
『00F』に登場。黒を基調としたカラーリングに変更されている。イノベイター勢力により複製されたグラーベが搭乗し、ブラックラジエルとともにヒクサーが搭乗するサダルスードと交戦するが、撃墜される。本機もブラックラジエル同様に回収・修復され、ハヤナが搭乗する。
GNR-001 GNアームズ
『1st』に登場。国連軍との決戦に投入される大型支援機。単体でも戦闘は可能だが、性能を最大限に発揮し、長時間の戦闘を行うには、ガンダムとドッキングして「GNアーマー」となる必要がある。主な武装は大型GNキャノン2門、脚部クロー。左右のアームにはドッキングする機体に応じた武装が装備される。GNフィールド展開機能と大推力のGNバーニアを備え、ガンダムの火力、防御力、機動力を大幅に強化することができる。合体後のGNアームズはガンダムからの制御が可能だが、GNアームズが無人の場合、分離後の再合体は不可能となる。ガンダムとは背部コーン型スラスターと両脚部のみで接続されるため、ガンダム本体の武装は通常通り使用可能。強襲用コンテナの後部に接続された状態では、ガンダムを格納し、大気圏突入と離脱、重力下の飛行が可能な小型宇宙船としても運用できる。TYPE-E、TYPE-Dの2機が建造された。
GN-001+GNR-001E GNアーマーTYPE-E
エクシアとGNアームズTYPE-Eがドッキングした形態。近接戦闘を重視し、左右のアームにGNビームガンを内蔵した大型GNソードを装備している。国連軍との決戦ではラッセ・アイオンが搭乗し、刹那のエクシアとともにアレハンドロのアルヴァトーレと激戦を繰り広げる。戦闘により機体は大破するが、ラッセは生還を果たす。作中ではGNフィールドで防御しながら敵ファングを撃ち落とし、大型GNソードがアルヴァトーレのGNフィールドを貫通し打ち破る事で撃破への糸口をつかんだ。
METAL BUILD版における新設定では新武装モードやGNセファーユニットを中核とした各武装ブロックの単独武装が追加設定されている。GNコアユニット、GNノーズユニット、GNセファーコックピット、GNレッグ、メインウイング、GNラージキャノン、内部に大型ビームサーベルを内蔵するGNラージソードで構成されており、各ユニット、または複数のユニットだけをエクシアに接続して格闘形態、重火力砲撃形態、GNアーマー簡易装着形態、超高速巡行形態など、運用環境をさらに拡大する事も可能とされる。

GN-002+GNR-001D GNアーマーTYPE-D
デュナメスとGNアームズTYPE-Dがドッキングした形態。砲撃戦を重視し、右アームに大型GNツインライフル、左アームに超大型GNミサイルポッドを装備している。GNアームズTYPE-E同様GNフィールド展開機能を備える。ジンクス部隊を突破し、国連軍の艦隊を全滅寸前まで追い込むものの、サーシェスの操るスローネツヴァイの奇襲により機体が損傷、直後にバージニア級輸送艦のリニアキャノンを受け、破壊される。その後作中ではロックオンが大破したデュナメスから精密射撃用のライフル型コントローラーを取り外し、破壊されて漂流していたGNキャノンに直接接続してスローネツヴァイを狙撃するも同時にスローネからの一撃を受け爆砕、ロックオンも死亡した。
GNR-010 オーライザー
『2nd』に登場。ダブルオーの支援機で、ダブルオーとドッキングすることで「ダブルオーライザー」となる。当初は大型GNコンデンサーを搭載した通常の戦闘機として設計され、合体機能もダブルオーからGN粒子の供給を受けるためのもので、合体状態での戦闘は副次的な運用法となる予定であった。しかしダブルオーの太陽炉2基の同調によるツインドライヴシステムを安定制御するために、オーライザーに搭載されたツインドライヴの安定稼動システムが必須となり、合体状態での運用を重視した仕様に改められた。
コックピットのようにも見える機首部は複合センサーモジュールであり、ガンダムをしのぐ索敵、情報処理能力を持つが、完全に機能させるには、コックピットにハロを搭載する必要がある。両翼バインダーは、合体時にはGNフィールド発生器としての機能も持つ。偶発的な要因からCBに保護された民間人・沙慈・クロスロードが搭乗するも、彼の戦うことに対する気の迷いから一時はパイロットが不在となり、出撃時はハロのみが搭乗してダブルオーに合体させる。その後、メメントモリ2号基の破壊任務に当たり、ダブルオーライザーの性能を最大まで引き出すためにパイロットが必要となり、沙慈の戦いに対する心境が変化したこともあり、正式に彼の乗機となる。
- GNビームマシンガン - 連射性能の高いビーム砲。両翼バインダーの内側に2門内蔵されている。
- GNバルカン - 機体中央部に4門が内蔵されている。ダブルオーライザー時は砲門が後方に固定されるため、使用できなくなる。
- GNマイクロミサイル - 小型のGNミサイル。通常サイズのGNミサイルと同等の威力を持つ。両翼バインダー側面に8基の発射管が内蔵されている。作品中全編を通して、沙慈が唯一使用する武装である。

GNR-010/XN ザンライザー
『00V』に登場。武装強化ユニット「GN-021XN ザンユニット」を装着した姿。初期案である戦闘機としての性能を追求した形態であり、オーライザー単体にダブルオー並の戦闘能力を付与することを目的としている。この形態でもダブルオーとの合体は可能で、ザンユニットのみをダブルオーに装着することもできる。
追加武装として、巨大な実体剣「GNバスターソードIII」2本を機体前方に突き出す形で装備している。この剣を用いた高速の突貫攻撃によって、戦闘機ながら高い近接戦闘能力を発揮する。底部に設置された2本のアームはMSの腕と同等の機能を持ち、保持した武装をそのまま使用することができる。ダブルオーライザーでの運用形態が確立されたため実際に製造されることはなかったが、その武装技術は後に開発される機体に生かされることとなる。
GNR-101A GNアーチャー（ガンアーチャー）
『2nd』に登場。アリオスの支援機。ガンダムアルテミーを改修して製作されたとする資料と、設計段階で放棄されていたものを完成させたとする資料がみられる。ガンダムキュリオスのテールブースターの発展形にあたる機体で、アリオスの追加装備としての機能のほか、パイロットが乗り込むことで単独のMSとして運用可能。コンテナ下部には武器を運搬可能なスペースを有する。頭部のゴーグル状センサーの内側にはガンダムフェイスを有する。配備後しばらくは正式なパイロットが決定せず、アリオスの強化ユニットとしてのみ運用されるが、CBに保護されていたソーマ・ピーリス（マリー・パーファシー）が、『2nd』第17話のブレイク・ピラー事件の際に臨時のパイロットとして出撃。その後はピーリスの意向から超兵仕様にカスタマイズされて正式に彼女の機体となり、アリオスのパートナーとして最終決戦まで運用される。動力源は超大型GNコンデンサーだが、太陽炉を持つアリオスと合体することで、粒子供給を受ける。ただし長時間の戦闘では粒子切れを起こす弱点があり、ペアでの戦闘が常となるが作中では結果的に粒子が尽きたところをガガの特攻を受けて大破した。
- GNビームライフル - 両手に2挺保持される広射型ビームライフル。MS形態時のみ使用可能。サーベルを使用する場合などは腰に懸架される。
- GNビームサーベル - 他のガンダムと同様に2基を装備する。
- GNミサイル - 左右のメインスラスターユニットに合計16基の発射管が内蔵されている。
- GNバルカン - 機首部に2門が内蔵されている。巡航形態時のみ使用可能。

### ソレスタルビーイングの艦船およびそのほかの兵器
CBS-68 エウクレイデス
『00F』『00I』に登場。CBの支援組織「フェレシュテ」が保有する宇宙ファクトリー艦。愛称はエウクレイデスの英語読みでもある「ユークリッド」。プトレマイオスのドック艦も兼ねており、船体前部そのものが計8基の巨大な作業用アームで構成されている。プトレマイオスと同様にGNフィールド発生機能を備えている。GNバーニア4基の他にプラズマエンジン4基を搭載しているため、ガンダム（太陽炉）がなくとも航行が可能。長く秘密ドックに秘匿されていたが、フォン・スパークの手で起動。以降のエピソードにおいてフォンの行動拠点となる。『00I』時点で、艦内には『00F』最終話にてフォンが月の裏側から回収・再起動したヴェーダのターミナルコアが設置されている。
CBS-70 プトレマイオス
『1st』に登場。4機のガンダムを搭載するCBの宇宙輸送艦。全長251メートル、全幅84メートル、全高74メートル。乗員からは「トレミー」の愛称で呼ばれている。同年代の3大国家や国連軍の宇宙艦とは違いGN粒子による推進装置を持つが、粒子タンクおよび搭載ガンダムからの供給に頼っており、艦船自体にGNドライブは搭載していない。すべてのガンダムが出撃した状態で艦内の貯蔵粒子を使い切ると、航行不能に陥るおそれもあった。船体周囲に4基の回転式コンテナブロックを持ち、それぞれのコンテナにガンダムを1機ずつ格納している。艦首部には、展開式のリニアカタパルトを持ち、出撃させるガンダムのコンテナを艦上部に固定、機体を直接艦内の射出スペースに移動することで、迅速な出撃を可能としている。また、コンテナのハッチを開放することで、カタパルトを使用せずそのまま出撃させることも可能。コンテナはプトレマイオス配備の物以外にも数個製造されており、ガンダムの整備機能やライフライン、自航用のスラスターも備えているため、プトレマイオスの行動できない地上での整備拠点としたり、フェレシュテではこれ単体で輸送機として使用しており、『2nd』以降に登場する輸送艦のベースにもなっている。
ガンダムの輸送や後方支援を目的として建造されたため、艦自体にはGNフィールド展開機能があるのみ、それも着弾前に手動で動作させるほどで武装はまったく装備されていなかった。国連軍との決戦時には、2基の通常コンテナを武装を搭載した強襲用コンテナに換装し、単独での戦闘もある程度可能となる。最終的に、戦闘でブリッジを破壊され、艦は大破する。
強襲用コンテナ
国連軍との決戦を前にして、プトレマイオスに配備される武装コンテナユニット。大型GNキャノン2門、GNビーム砲2門、GNミサイル発射口8門を備えている。また、後部にGNアームズをドッキングすることで、大気圏突入と離脱、重力下での飛行が可能な小型宇宙船としても運用できる。単独での戦闘も可能だが、GN粒子の消費が激しい武装の使用や長時間の戦闘を行うには、ガンダムを格納し、粒子供給を受ける必要がある。2基が配備され、それまで艦自体はまったくの非武装であったプトレマイオスの貴重な戦力となる。
最終決戦では、1基はエクシアとGNアームズを格納して出撃。もう1基はプトレマイオスに固定され、大破したデュナメスを格納して艦の防衛を行い、ブリッジを破壊したGN-Xをぎりぎりのところで返り討ちにした。最終的には生き残ったクルーの脱出艇としての役割を果たすこととなる。
CBS-74 プトレマイオス2
『2nd』に登場。国連軍との戦いで大破したプトレマイオスの後継艦で、愛称は引き続き「トレミー」。全長251メートル、全高20.5メートル。宇宙だけでなく、GNフィールドを展開しての大気圏突入、重力下の飛行のほか、海中航行も可能となっており、ほぼ全領域での活動が可能な万能艦となっている。回転式のコンテナは廃止され、代わりにリニアカタパルト3基、固定式大型コンテナ2基が設けられている。左舷第一デッキはダブルオーとアリオス、右舷第二デッキはケルディムとセラヴィー、中央第三デッキは主に支援機用となっている。
先代艦の弱点であった武装は大幅に強化され、両舷カタパルト後部に大型GNキャノン4門、船体側面に小型GNキャノン4門、艦首側面にGNバルカン4門を持つ。GNミサイル発射口は特に豊富で、船体前方両舷に12門、後方上部に16門、下部に10門と、合計38門にも及ぶ。通常のGNミサイルのほか、GN粒子スモーク弾による粒子攪乱も可能。また、水中戦闘用のGN魚雷発射口も4門を備えている。先代艦同様、ガンダムからの粒子供給を受けて稼動するが、ダブルオーのツインドライヴによる供給量の増加や、GNコンデンサーの高性能化、ガンダムの単独行動の頻度が減少したこともあり、戦闘中に常にGNフィールドを展開したうえで粒子兵器を多用してもエネルギー切れを起こすような場面は見られない。監視衛星対策として光学迷彩展開機能も搭載されており、周囲の風景を艦体上部に映し出すことで艦の姿を隠すことができる。
搭載したガンダムがトランザムを起動することで、艦自体をトランザム状態にする機能も新たに実装されている。これによって、搭載火器や航行速度、GNフィールドの大幅な強化が可能となる。劇中では、メメントモリの砲撃をトランザムで回避したり、同時に複数機をトランザムさせることで、爆発的な速度を得て大気圏を離脱するという場面も見られる。ガンダムを搭載せず、艦に蓄積されたGN粒子のみでのトランザムも可能だが、その場合、持続時間は極めて制限されたものとなる。
CBS-742 プトレマイオス2改
『劇場版』に登場。プトレマイオス2の改修艦。艦尾部分にGNコンデンサー一体型の別体式長距離ブースターが増設され、長距離航行能力が向上したほか、トランザムの使用にも最適化されている。長距離ブースターの内部に貯蔵できる粒子量には限りがあり、劇中では貯蔵粒子が尽きると同時に排除される。また、MS格納コンテナの改修でダブルオーがダブルオーライザーの状態で格納可能になっている。
輸送艦
『2nd』『劇場版』『00I 2314』に登場。補給任務などに使用される輸送艦で、旧プトレマイオスに配備されていたコンテナユニット2基を流用して繋げた双胴の船体が特徴。『2nd』では、決戦前のプトレマイオス2に、GNヘビーウェポンや0ガンダム、エクシアRIIといった補給物資や予備戦力を送り届ける。その後プトレマイオス2に付き従って戦闘にも参加し、GNミサイルによる支援攻撃を行うが、ガガ部隊の猛攻を受けるプトレマイオス2の盾になって撃沈される。『劇場版』では、木星圏と地球圏の間を往復して、新しい太陽炉を製造し、完成したダブルオークアンタをプトレマイオス2改まで送り届ける。
トリニティ艦
『1st』『2nd』に登場。トリニティ3兄妹の母艦であり、宇宙における拠点。プトレマイオスより一回り小型で、三脚状の中央ブロックと、ガンダムスローネを搭載する3基のコンテナブロックによって構成されている。スローネと同型の擬似太陽炉1基を搭載し、強力な大型ビーム砲を備えるなど、艦独自の動力源、戦闘能力を持っていることが、プトレマイオスとの大きな違いである。『2nd』では王商会の所有艦となっているが、留美に反旗を翻したネーナのスローネドライによる攻撃を受け撃沈される。
GNドライヴ建造宇宙船
『00I 2314』に登場。オリジナルの太陽炉建造のため、CBが西暦2196年に木星圏に設置した工場船。太陽炉の建造は、船体後部の巨大な円状の粒子加速器を使い、加速させたトポロジカル・ディフェクトを先端部から木星に向けて射出し、木星の高重力下で無限にGN粒子を放出するようになったトポロジカル・ディフェクトを回収して行う。全部で6隻の同型船が存在し、普段は光学迷彩によって姿を秘匿している。
VTOL機
『2nd』に登場。CBが所有する小型VTOL機。人員の移動や物資の輸送に利用される。翼部は折り畳み可能であり、収容時や着陸後はボックスタイプの形状となる。『2nd』第5話では、カタロン支部やアザディスタンへ移動する際に使われる。

## 三大国家群
三大国家群(ユニオン、人類革新連盟、AEU)で運用されるMSはGNドライヴ搭載型とは異なり、バッテリーで駆動する方式を採用している。駆動方式は電力によりモーターを動作させる方式である。化石燃料を用いたファントンも存在するが、これも内燃機関によって発電し稼働する電力駆動式の機体となる。

### ユニオン
機体デザインは福地仁が担当している。こちらは飛行機のイメージでデザインされており、細身で装甲は薄いが高性能のメカニックという方向性が設定されている。フラッグやリアルドの変形機構は巡航形態でも腕部が露出するなど、キュリオスなどと比べると完成されておらず、ガンダムとの技術的な格差を意図したデザインとなっている。

#### ユニオンのMS
VMS-15 ユニオンリアルド
ユニオン軍においてフラッグの就役以前に主力機として制定されていた量産型MS。可変機構を有するが、変形するには事前にパーツを換装する必要がある。機体各部は分解・組み立てが容易なブロック構造を採用しており、これを利用した換装型の中にはリアルドホバータンクが存在する。また、上下半身は切り離し可能で、機体そのものを質量弾にする事も可能。
採用国ごとにカラーリングや装備などの仕様が異なり、たとえば日本で生産された機体は、ノーズカウルやリニアライフルのバレルが延長され、電装品などは多湿な環境に適した改良がなされている。一般機のカラーリングは薄紫だが、タリビア共和国軍の機体はオレンジに塗装されている。
地球連邦樹立後（『2nd』の年代）は擬似太陽炉搭載機の普及により、退役または戦略的重要度の低い地域に配備されるようになる。ただし、機種転換の途上であるため、いまだその稼動数は多く、「カタロン」などの反連邦政府組織に流出した機体も少なくない。この点は他の非太陽炉搭載機も同様である。
MA-115HT ユニオンリアルドホバータンク
『1st』に登場。リアルドの下半身をホバークラフト化し、背部にリニアライフル、両腕に60mm機関砲とロケットランチャーを装備した支援砲撃型MS。三大国家群の合同軍事演習の際に投入された。
MA-115HT ユニオンリアルドホバータンク ダブルバレル
『劇場版』に登場。宇宙仕様に改修された機体。艦艇に仮設砲台として搭載されたり、軌道エレベーターなどの施設防衛用に配備されていたりする。背部に2連装リニアキャノンを装備するほか、両腕の武装は100mmガトリング砲か60mm機関砲ポッドのどちらかに換装できる。固定式と貨物用レール上を移動する移動式の2種類が存在する。
VMS-15OP ユニオンリアルド宇宙型
『2nd』『劇場版』に登場。腰のフライトユニットをロケットエンジンに換装した宇宙型。武装は速射型のリニアマシンガンや脚部にロケットランチャーを装備している。『2nd』では、反連邦組織カタロンの所属機として登場する。『劇場版』では、ELSとの決戦において、擬似太陽炉搭載機の数の不足を埋めるべく、地球圏防衛のMS部隊に配備されている。
SVMS-01 ユニオンフラッグ
リアルドに続く次世代型可変MSのカテゴリー「Solresived Viliable（ソルレシーブド・ヴィリアブル）」シリーズとして開発された機体。イナクト同様、マイクロウェーブによる太陽光発電対応型であり、リアルドと違い換装作業なしでの変形が可能だが、仕様上は空中変形には対応していない。これは空中における変形は関節部に過負荷をかけるためであるが、パイロットの技量次第では可能としている。頭部には威嚇から通信までの発光が行えるディスプレイを搭載している。当初の開発番号はYMS-01A。
燃料の水素は、基本骨格であるカーボンフレームを構成する炭素分子結合体内に分子レベルで浸透している。この構造は専用の燃料スペースを必要としない。推進は電流によって水素をプラズマに燃焼させ、排気する形で行われる。コックピットは腹部ドラムフレーム内のメインと、腰部側に位置するサブの2つが存在する。この構造を活かし、上下半身を個別の機体に分離して運用することが可能だが、逆に分離後の再合体は不可能となっている。その適応性は大気圏内外を問わず、用途、投入領域に応じた複数の派生機が存在する。
最新機種ゆえに配備数は充分ではなく、『1st』時点ではMSWADを始めとした精鋭部隊への配備が優先されている。そのため本機のパイロットは「フラッグファイター」と呼ばれている。
『2nd』では擬似太陽炉搭載機の登場で本格配備前に生産が打ち切られたことで、連邦正規軍、カタロンを問わず希少な機体となっている。
- リニアライフル - 弾丸を電磁力で高速射出する、口径120mmの主力火器。バッテリーパックと一体化した専用弾倉を銃尻に装着する。電圧調節と弾種の変更により、破壊力の大きい単射モードと、高速戦闘に対応した連射モードを使い分ける。巡航形態では胸部に固定され機首を構成し、整流の為にライフルから発射した電磁シールドが形成したマッハコーン内に、機体が収まる事によって飛行能力を高めている。
- ソニックブレイド（プラズマソード） - 両前腕のウェポンベイに格納される、超高硬度カーボン製の折り畳み式アサルトナイフ。内蔵電源により刃を高周波振動させ、切断力を増大させる。また刀身から発生させたプラズマを剣状に収束するプラズマソードとしても使用可能。ただし、最大出力時の連続使用時間は3分程度に止まる。このプラズマの収束機構は、ビームサーベル開発の過程で生み出された技術である。
- ディフェンスロッド - 重量物のシールドを装備できない飛行型MS用に開発された、肘に装着する防御装備。回転するローターに、適切な傾斜角で敵弾を着弾させ跳弾させる。また、着弾の瞬間にはプラズマフィールドが展開される。装備した状態での変形も可能だが、巡航形態主体で運用される場合は基本的に装備されない。
- 20mm機銃 - 腹部ドラムフレーム左側に内蔵された固定火器。ミサイル迎撃や威嚇射撃、対人戦闘など幅広い用途を持つ。
- ミサイル - 両脚のウェポンベイに格納される内装式と、主翼と副翼下、両脚の間に懸架される外装式の2種が存在する。

SVMS-01E グラハム専用ユニオンフラッグカスタム（カスタムフラッグ）
対ガンダム調査隊に抜擢されたグラハム・エーカーの専用機。フラッグの主任設計者レイフ・エイフマンが自ら強化改造を行い、わずか1週間で完成に漕ぎ着けた。
背部フライトユニットを正式採用を見送られた高出力型に換装。最高速度を制限するリミッターを解除し、全速旋廻時にはパイロットに12Gの負担がかかることとなった。ただし、戦闘時における巡航速度はノーマルフラッグの2倍となっている。また、装甲材は軽量化し、搭載する水素燃料の吸蔵率を落とす事で機体の軽量化を図っている。頭部はノーマルフラッグと異なり、左右対称の形状となった。同時に本機は指揮官機として通信能力が強化されている。全身表面には、ガンダムのビーム兵器対策として耐ビームコーティング塗料が施されている。それもありディフェンスロッドだけでディナメスのGNビームピストルの直撃に耐えている。なお、ノーマルフラッグのような「飛行形態」のほか、腕部と羽根部の向きを変えた「高速飛行形態」が新たに設けられている。武装面は、追加および変更されたもの以外は上記のユニオンフラッグの説明に準ずる。
左利きであるグラハムの操縦特性に合わせ、OSを変更するとともにライフルとディフェンスロッドの装備位置は左右逆となっている。
- 新型試作リニアライフル「XLR-04」- アイリス社製の試作ライフルを本機のために徴用した物。大型バッテリーを搭載しているために弾速と威力は向上しているが、その代わりにチャージに時間がかかる。このため、機関内で弾種ごと切り替わる低出力・連射モードも内蔵する。銃身左右にフォアグリップと2連式のストックを持つ。巡航形態では銃身後部が中折れし、胸部に沿うように固定される。

SVMS-01O オーバーフラッグ
対ガンダム調査隊の再編部隊、第8独立航空戦術飛行隊「オーバーフラッグス」の専用機。グラハムのカスタムフラッグと同一仕様の機体だが、安全面を優先しエンジンのリミッター解除や燃料削減はされていない。将来的に保有するすべてのフラッグをこのオーバーフラッグへと改装する計画も存在したとされる。総生産数は14機。『00N』では、地球連邦軍カラーの機体が登場する。
- 新型リニアライフル「トライデントストライカー」 - XLR-04の制式仕様。単射式の200mm大口径弾用1門と、連射式の60mm小口径弾用2門の計3門の銃口を持つ。前型よりもも空力を考慮した形状となる。銃身上部のクリア部は耐熱と防磁を兼ねたジェルジャケットとなる。のちのグラハム専用フラッグカスタムにも、隊長機の識別用に銃身上面の冷却ジェルカバーを青く塗り分けた同装備が供給される。

SVMS-01OA オーバーフラッグ宇宙型
『劇場版』に登場。背部フライトユニットを専用の宇宙用バックパックに換装した派生機。腰にはサブリニアガンを備える。型式番号のAは「アストロパッケージ」の略。ELSとの決戦において、擬似太陽炉搭載機の数の不足を埋めるべく、地球圏防衛のMS部隊に配備されている。
SVMS-01X グラハム専用ユニオンフラッグカスタムII（GNフラッグ）
亡きハワードのためにフラッグでのガンダム打倒を誓ったグラハムの意志を反映し、グラハム機にジンクスの擬似太陽炉を搭載した機体。宇宙空間での格闘戦に特化させており、擬似太陽炉の高出力化によって更なる高機動性とビーム兵器（GNビームサーベル）の運用能力を得たが、全く規格の異なるパーツを強引に接続したため機体バランスに大きな問題を抱えている。背中に擬似太陽炉が取り付けられ、頭部カメラは左右に展開可能な方式へと変更された。無理がたたり非常に扱い辛い機体。GN粒子を使用する事でガンダムとの格闘戦ではパイロット同士の通信も可能となった。不安定な機体でもエクシアと対等に渡り合えたのもトランザムで貯蔵粒子を使い切り、ガンダムの機体性能が著しく下がっていた事が大きな要因で、最終的に相打ちとなった。
- GNビームサーベル - スローネアインから奪取したビームサーベルを有線供給式に改造した物。使用の際は背中の擬似太陽炉を左肩側に移動させる。ケーブルの届く範囲なら投擲も可能。
- ディフェンスロッド - GNフラッグのディフェンスロッドは両膝と腕部の側面に設置されており、機体の動きを妨げないよう小型化されている。姿勢制御用スラスターとしての機能を持つ。

SVMS-01SG ユニオンフラッグ陸戦重装甲型（シェルフラッグ）
『00V』『00F』に登場（『1st』第15話にもゲスト出演）。フラッグから背部フライトユニットなどの飛行装備を撤廃した、陸戦仕様機の装甲追加モデル。飛行能力が廃されたことで変形も不可能となっているが、短時間のホバリングが可能な程度の機動性は維持されている。専用の追加装甲（熱交換式蒸散装甲）やディフェンスロッドの大型化、200mmリニアキャノンやロケットランチャー等の搭載により防御力・火力が向上している。また、ナノマシンを使用した色調変調迷彩塗装<が採用され、機体色や迷彩パターンを任意で変更することもできるようになっている。『1st』ではデザートカラーで登場する。
重装甲型は陸戦型フラッグのバリエーションの一つとされており、軽装甲型も存在すると設定されているが、イラストが存在するのみで作中には登場しない。
SVMS-01AS ユニオンフラッグ空戦偵察哨戒型（エアロフラッグ）
『00N』に登場。敵領空内での情報収集を目的とした偵察仕様機。機首兼用のリニアライフルを各種センサー内蔵の大型エアロカウルに換装し、巡航形態での最高速度向上と航続距離の延長がなされている。このエアロカウルは空中で切り離すことで無人機として使用可能だが、推進器を持たないため滞空時間が短く、単独での離陸も不可能である。リニアライフル撤去による火力の低下を補うため、両腕のマニピュレーターを60mmリニアガントレットに換装。MS形態への変形も可能だが、空戦に特化しておりその汎用性は失われている。
SVMS-01OP ユニオンフラッグ オービットパッケージ（オービットフラッグ）
背部フライトユニットをロケットエンジンに換装した宇宙型。『2nd』の時点では、リアルド宇宙型に比べて希少な機体とされる。
SVMS-01AW ユニオンフラッグ オービットパッケージ アストロワーク仕様（アストロワークフラッグ）
『00V』に線画稿のみ登場。オービットフラッグのコロニー作業仕様。腕部は作業用アームに変更され、手部が作業内容によって交換可能になっている。脚部は宇宙空間での作業用に可変式の大型アームが採用されていて、先端のクローにリニアスピアを内蔵している。武装は「MLR-04 クロスファイア（XLR-04の改修・量産モデル）」が装備されており、射出用アタッチメントを追加することでマスドライバーに転用可能になっている。
SVMS-01AP ユニオンフラッグ オービットパッケージ コロニーガード仕様（コロニーガードフラッグ）
『00V』に登場。アストロワークフラッグを哨戒・戦闘用に武装強化した機体。巡航形態での運用が基本となる。アストロワークフラッグと同じ「MLR-04 クロスファイア」に加え、肩のマウントに120mmショートリニアキャノン、脚部関節のマウントにロケットミサイルランチャーを装備する。
CBNGN-003 ユニオンフラッグ ソレスタルビーイング仕様（フラッグ改）
『劇場版』に登場。アロウズ解体後の地球連邦政府の融和政策に配慮し、ガンダムによる公な活動を封印したCBが、極秘の武力介入のため用意した機体の一つ。コロニーガードフラッグに各種GN粒子系武装を装備した機体で、任務やパイロットに合わせた複数の仕様が存在する。劇中に登場する機体はS（刹那）仕様で、単純性能では太陽炉搭載機に劣っているため、粒子撹乱を併用した奇襲攻撃が基本戦術となる。純粋種に進化した刹那が搭乗することで、単機でジンクスIII3機を撃破するほどの戦闘力を発揮する。
- GNソードII改 - ダブルオーのGNソードIIをベースに開発され、GNコンデンサーを搭載している。ライフルモードとしても使用可能。
- 大型スモーク弾 - 肩部に装備する。また、粒子撹乱弾をサイドキャノン側面に装備可能。スモークベレットが8個内蔵されている。
- 120mmショートリニアキャノン - 原型機に内蔵される武装。ジンクスIIIをけん制するが命中しても痕がつく程度でダメージは与えられていない。
- ソニックブレイド（プラズマソード） - フラッグの標準装備で両前腕のウェポンベイに格納される、超高硬度カーボン製の折り畳み式アサルトナイフ。劇中ではこれを抜刀し追跡してきたジンクスIIIを撃破する様子が描かれるが、ソニックブレイドのGN兵器に対する効力は作中で描かれず不確かな為、どのように破壊したかは不明。

YMS-02 ユニオンブラスト
ドラマCD『ROAD TO 2307』『00N』に登場。ベルファクトリー社が開発したフラッグの競合機。基本的にはリアルドの正統発展型であり、MS形態・巡航形態両方での性能をバランスよく備えたフラッグに対し、こちらは巡航形態での機動性を重視しており、MS形態時の性能は劣る。そのため、フラッグに比べて総合性能は不利であった。巡航形態は長大な前進翼を持つ鋭いシルエットが特徴で、リアルドやフラッグと違い、両腕が後方に伸ばされた形で配置される。
機体の総合能力で不利を予見していたベルファクトリー社は、ユニオンが誇る伝説のエースパイロット、スレッグ・スレーチャー少佐をテストパイロットとして雇い入れ、彼の弟子であるグラハムが搭乗するフラッグとの模擬戦闘に挑む。しかし、結果は不慮によるスレーチャーの墜落死という形での敗北となり、制式採用には至らず終わる。

#### ユニオンの艦船およびそのほかの兵器
バージニア級輸送艦
『1st』に登場。ユニオンの多目的輸送艦。人革連のラオホゥ級輸送艦より大型で、前部が左右に分かれた双方に2基のコンテナが扇子状に配置されており、ブリッジはコンテナの上に存在している。武装は計4基のリニアキャノンとミサイルが搭載されている。また、内部に存在する格納庫にはCBのプトレマイオスにおけるカレルに相当する役割を果たす整備用オートマトンが存在する。ユニオン宇宙軍の軍用艦としては初の実用に足る艦船であり、各艦の艦名はアメリカ独立戦争の主要な戦跡から取られている。
国連軍によるガンダム殲滅作戦にて、宇宙におけるジンクスの母艦として3隻が調達され、マネキンが艦隊の指揮を執る。その後の戦闘で、GNアーマーTYPE-Dの攻撃により2隻が撃沈される。
バージニア級輸送艦武装強化型
『2nd』『劇場版』に登場。旧ユニオンのバージニア級輸送艦を改修して武装を強化したもの。リニアキャノンが増設されている。『2nd』では、反連邦組織カタロンの保有艦として、メメントモリ攻略戦やラグランジュ2におけるCBとアロウズの最終決戦の際に登場する。『劇場版』では、連邦正規軍によって運用され、地球圏防衛艦隊に戦力として配備されている。また、その際は武装がレーザー主砲とGNミサイルへと変更される。
バージニア級試験特務艦「アルトリウス」
『劇場版』に登場。旧ユニオンのバージニア級輸送艦を全体的に改装したもの。船首部分が細長く伸びており、船体の前後にレーザー主砲を搭載するなど、旧来のバージニア級からさらに武装が強化された。また、搭載MSを船首下部から出撃させる構造になったほか、2基搭載した擬似太陽炉によるトランザムも可能である。劇中では、グラハム率いるソルブレイヴス隊の母艦として運用されるが、これは便宜上のものであり、将来的には専用の母艦が導入される予定であった。
海上空母
MS部隊運用を前提とした大型空母。中央部と両舷が大きな段差を持つ特殊な構造をしている。中央部に2基、両舷に各1基のリニアカタパルトがあり、多数のMSを発艦、着艦させる能力を持つ。
巡洋艦
空母の護衛として用いられた全長200m級の巡洋艦。両舷側の中央に姿勢制御用のバウスラスターが備えられており、高速かつ安定した航行能力を有している。後部に水上・水中機発進用のゲートが設けられている。
小説版にも、巡洋艦が登場する（上記とは別の宇宙用艦艇）。宇宙で人革連が行ったガンダム鹵獲作戦を察知して出撃し、セルゲイとピーリスのティエレンを救出して軌道エレベーター「天柱」まで送り届ける。
揚陸艦
全長100m級の揚陸艦。最大で4機のMSを搭載可能で、おもにMS部隊を展開するために運用される。
大型MS輸送機
全翼式の大型輸送機。2機のMSを搭載可能だが、サイズゆえMS形態での収納は不可能。左右エンジンブロック下面にSTOL用リフトファンを備える。輸送だけでなく、着艦能力を有す飛行空母として運用される。後部大型ハッチからMSの射出が可能。劇中ではグラハムとビリーがフラッグとともに搭乗し、CBの追撃と監視を行う。
小型輸送機
人員の輸送に用いられた小型機。アザディスタンの内情調査に向かったグラハムとビリーが、現地に赴く際に使用する。

### AEU
ユニオン側のMSを参考にしているという設定にもとづき、こちらのデザインも福地仁が担当している。

#### AEUのMS
AEU-05 AEUヘリオン
AEUの主力航空可変MS。指揮官用の機体は頭部形状が異なる。前型機である陸戦用のAEU-03と空戦用のAEU-04の設計を統合し、さらにユニオン製のリアルドの設計も取り入れて開発された。換装による変形機構や搭載武装などリアルドとの類似点が多いが、機体のブロック構造が採用されていないなど運用思想の違いも見られる。西暦2292年の就役以降も度重なる改修が加えられ、数多くのバリエーション機も生産されている。特に西暦2300年と西暦2305年の次期主力機コンペティションでは大掛かりなモデルチェンジが行われ、『1st』に登場する機体は主に最終モデルのベルベットゥムとなる。西暦2307年では後継機イナクトの登場により退役する運命にあるが、長期に渡り大量生産が続けられたこともあり、未だその就役数は多い。AEU加盟国以外にも多数が輸出されているが、テロリストやゲリラなどに流出した機体も少なくなく、各地で社会問題化している。
AEU-05/92 AEUヘリオンイニティウム（ヘリオン92年型）
『00P』に登場（『2nd』にもゲスト出演）。西暦2292年に就役した初期生産型。第五次太陽光発電紛争の主力機として活躍した。後継型に比べやや大型、重量級の機体で、加えてエンジン出力も不足しているため、純粋な航空機よりも機動性と航続距離で劣っている。主武装は炸薬式の180mm滑腔砲。CB加入以前のイアン・ヴァスティが開発に携わっていた。
AEU-05/00 AEUヘリオンメディウム（ヘリオン00年型）
『00P』に登場。西暦2300年に就役した中期生産型。第五次太陽光発電紛争終結後の主力機。頭部には従来のモノアイカメラに加え、多数のセンサー素子が集合したバイザーユニットを追加。全体の形状は92年型と後の05年型の折衷的なデザインとなっている。本モデル以降からリニア系火器が標準装備となったが、就役初期は肝心の火器の生産が追い付かず、92年型と同装備の機体も多かった。当初は92年型を旧型、こちらを新型と区別していたが、最終生産型である05年型の完成により、ラテン語で中間を意味する現在の名称に改められた。
AEU-05/05 AEUヘリオンベルベトゥウム（ヘリオン05年型）
西暦2305年に就役した後期生産型。全面再設計されたことで機体形状も洗練され、重量も92年型に比べ1t近く軽量化されている。アニメ本編に登場するヘリオンはほぼこのタイプとその派生機。カラーリングはモスグリーン。国際テロネットワーク組織「ラ・インデラ」が運用する機体はカーキ色に塗装されている。
AEU-05 AEUヘリオン捕獲型
両腰部に磁性コントロール機能を持つリニアシールドを搭載した捕獲仕様。巡航形態への変形機構が廃止され、頭部形状も変更されている。
AEU-05 AEUヘリオン爆撃型
爆撃機仕様。機首のリニアライフルを始め、脚部間に大型武装コンテナユニットを装備し、両碗を火器内蔵型に換装した重武装となっている。MS形態での運用は基本的に考慮されない。
AEU-05 AEUヘリオン偵察型
背部に円盤状レドームを装着した偵察・早期警戒仕様。武装は20mm機銃に限定され、機首にはリニアライフルに代わって、外付け式のレーダーユニットを装着する。変形システムは残されているものの、両腕部がオミットされている等、MS形態での運用は基本的に考慮されていない。
AEU-05G AEUヘリオン陸戦型（ヘリオン グランドパッケージ）
MS形態時の陸戦能力を高めた機体。胴体の追加装甲により変形が不可能となっており、主翼の大幅な小型化で飛行能力はないに等しいが、滑空は可能である程度の機動性は確保されている。頭部形状が異なるほか、腰部ドラムフレームに短砲身の105mmリニアキャノンや脚部にロケットランチャーが装備されているなど、改良は全身に及ぶ。。モラリア共和国の主力機で、正規軍のほか、PMCトラスト（民間軍事会社）でも運用されており、数の上ではPMCトラスト所属機のほうが多い。。モラリア共和国軍機は赤系統、PMCトラスト所属機は濃紺に塗装されている。また、AEUイタリアなどにも配備されている
AEU-05 AEUヘリオン偵察型モラリア共和国軍仕様
背部エンジンフェアリングが延長され、その上部に円盤状レドームを装着した偵察・早期警戒仕様。モラリア共和国軍機は、両腕部およびリニアライフルは通常機同様に装備されているのが特徴。
AEU-05OP AEUヘリオン宇宙型
宇宙用に改修された機体。『1st』第1話で、人革連の軌道エレベーター「天柱」の電力供給開始10周年記念式典を襲撃したテロリストたちが使用する。頭部はメインセンサーが露出したタイプに変更され、背面のエンジンブロックは、空間戦闘用に主翼を廃した代わりに、バーニア4基に換装されている。主兵装のリニアライフルはAEU正規軍と異なる独自品を装備。また、2機がかりで牽引する大型ミサイルコンテナの存在が確認されている。『2nd』では、反連邦組織カタロンの所属機として登場する。『劇場版』では、ELSとの決戦において、擬似太陽炉搭載機の数の不足を埋めるべく地球圏防衛のMS部隊に配備されている。
AEU-09 AEUイナクト
ヘリオンの後継可変MS。ユニオン製のフラッグを参考に開発されたとする資料と、コンセプトの類似はあくまで偶然とする記述の二通りが存在する。フラッグ同様に軌道エレベーターの太陽光発電システムから電力を無線供給する事が可能であり、AEU自国圏内であれば無制限の活動が可能である。これは将来のビーム兵器導入を視野に入れたものであり、同様の機構を持つフラッグに比べAEUの送電網も整備がなされている。フラッグ同様の構成を持ち、換装を行わず出撃後の変形が可能となっている。
『2nd』では、連邦正規軍のほかに、連邦非加盟国においても配備されており、カタロンでも指揮官機として配備されている。
- リニアライフル - フラッグのライフルとほぼ同性能の主力火器。開発計画では、機体が軌道エレベーターから受信した電力を弾丸の加速に利用する予定であったが、完成には至らなかった。実装された機体では銃後端部のバッテリーを用いる。口径は120mmで、通常出力では35秒に一発、低出力時で連射が可能。
- ソニックブレイド（プラズマソード） - 超硬質カーボン製の刃であり、高周波振動によって高い切断力を発揮する。刃からプラズマを延伸する事で一時的にガンダムのビームサーベルと鍔迫り合いも可能。プラズマソードの最大出力は2分半ほどであるが、MSの腕を切り落とすほどの威力は持たない。
- ディフェンスロッド - 着弾時に弾をはじく事で防御する。使用時にはプラズマフィールドを展開する。
- 20mm機銃 - 股関節に内蔵された円形パーツの左側に装備される。対人用途で重宝するが、MS戦では威力の観点から牽制用となる。
- ミサイル - フラッグと同じく、脚部ウェポンベイと翼下に各種ミサイルを装備する。

AEU-09T AEUイナクト指揮官型
頭頂部にアンテナを増設し、通信機機能を強化した指揮官型。モラリア共和国での軍事演習や、三大国家群の合同軍事演習の際に、パトリック・コーラサワーが搭乗する。
AEU-09T AEUイナクト（デモカラー）
指揮官型にライトグリーンの塗装を施したデモンストレーション機。AEUは、自国の技術力アピールと他国への牽制の意味を込め、人革連の軌道エレベーター「天柱」の稼動開始10周年記念式典と同日に機体の公開演習に踏み切る。パトリックの操縦によって演習は順調に進行していたが、その注目度の高さに目を付けたCBに公式初の武力介入対象に選ばれ、機体は突如飛来したエクシアによって完膚なきまでに破壊される。その醜態は各国から招かれた軍関係者やジャーナリストたちに目撃され、イナクトは「初めてガンダムに倒されたMS」という不名誉な印象を背負うはめになる。このことは、観戦に来ていたグラハムやビリーたちが、ガンダムに興味を持つきっかけにもなる。
AEU-09Y812 サーシェス専用AEUイナクトカスタム
イナクトのモラリア輸出仕様機。AEUと協力関係にある民間軍事会社「PMCトラスト」によって改良が加えられており、型式番号のYは実験機、機体ナンバーは81機種目の2番機を意味する。イナクトを独自に改修した機体。将来的なビーム兵器の実用化に備え、頭部及び両肩の太陽光エネルギー受信アンテナを大型化し、電力供給量を拡大している。またサーシェスの希望により、装甲削減による軽量化や反応速度の向上などが行われている。実験機であるため、識別用に青色の塗装がなされているが、後にサーシェスによって奪取されている。
- ブレイドライフル - 銃身にスライド式の銃剣である大型カーボンブレイドを備えた専用リニアライフル。接近戦時は左右のサイドグリップを握って使用する。銃剣は鋏のように左右に開閉する。また、銃身には各種オプションを追加可能。
- ミサイルランチャー - ブレイドライフルのオプションの一つ。14発の子弾が内蔵されたミサイルを計4発格納する。劇中では、アザディスタンの太陽光エネルギー受信アンテナ施設の破壊に使用された。
- 大型ソニックブレイド（プラズマソード） - 腕部ウェポンベイに収まり切らないため、左肘の内側に外付けされている。
- 各ウェポンベイ内武装 - 腕部と脚部のウェポンベイには、一般機用のソニックブレイドや、ミサイル以外の多彩な装備を任務に応じて格納する。腕部にはカーボンダガーなどの格闘武器や、グレネード、スモーク弾、粘着弾などの各種投擲弾、ワイヤーアンカーなどの特殊装備、脚部にはガトリングガン、ロングブレイド、火炎放射器、ナパーム弾など。

AEU-09Y812/A サーシェス専用AEUイナクトカスタム（アグリッサ型）
アグリッサとの連携運用のため、機体表面に対プラズマフィールド用の赤い防護塗装を施したマイナーチェンジ機。
AEU-09OP AEUイナクト宇宙型
『2nd』『劇場版』に登場。フライトユニットをロケットモーターに換装し、主翼を撤廃した宇宙型。武装としてサブバッテリーを搭載したリニアライフルや脚部にロケットランチャーを装備している。『2nd』では、反連邦組織カタロンの所属機として登場する。『劇場版』では、ELSとの決戦において、擬似太陽炉搭載機の数の不足を埋めるべく、地球圏防衛のMS部隊に配備されている。
AEU-09RG AEUイナクトスイール王宮警護型
『2nd』に登場。中東の大国、スイール王国の王宮警護用に配備されたカスタム機。白地に金のラインというカラーリングと、独特の形状を持つ頭部アンテナが特徴。変形機構も廃されている。武装はブレイドライフルを装備している。
AEU-09/LS クラウス専用イナクト ランドストライカーパッケージ
『00V』に登場。イナクトの両脚を後方に折りたたみ、砂漠用バディクラフト（ホバーキャリア）を装着したタイプ。装着状態は俗称でサンドチャリオットと呼ばれる。細部調整により水上でも使用可能。太陽炉搭載機に対抗するため、独自にレーザーキャノンを追加装備している。クラウス・グラードがカタロンの中東第三支部で使用するが、アロウズの台頭による戦局の変化と、彼が支部長となったため、この機体が運用される機会は減少する。

#### AEUのMA
AEU-MA07013 アグリッサ
『1st』に登場。第五次太陽光発電紛争で使われた大型MA。三大国家群の合同軍事演習で、サーシェスのイナクトカスタムと合体した状態で運用される。操縦系統はイナクトカスタムからとなっているが、MA単体でも運用可能。また、6本の脚を折りたたみ飛行も可能である。武装として機首にプラズマキャノンが搭載されているほか、脚部からはプラズマフィールドが展開できる。
『1st』本編に登場する、蟹のような外見の多脚型（タイプ13）以外にも、ホバー輸送艇が存在し、そちらが本来の用法とされる。
AEU-MA0707 アグリッサ タイプ7
『00P』に登場。アグリッサの先行生産モデル。脚は上記のタイプ13と違い4本。その代わり、近接戦闘用のカーボンクローが追加されている。プラズマフィールドが主兵装だが、プラズマフィールド発生器を取り除き、そのスペースに物資を懸下し輸送機としても運用可能で、最大でMS2機の輸送が可能。機体表面はナノマシンに覆われており、任意にカラーリングを変更することができる。

#### AEUの航空機
輸送機
物資の搬送などに使われた輸送機。両翼に計4基のエンジンを備える。積載能力に優れた大型コンテナを有しており、AEUの兵站を支える。地上でのガンダム鹵獲作戦では、双方向通信用端末の散布にも用いられる。

### 人類革新連盟（人革連）
人革連の機体は、航空機的なイメージを持つユニオン・AEUの機体に対して、戦車のような重装甲のメカニックというイメージが与えられている。またMSとMAでインターフェースが統一されている一方でコックピットは狭く、パイロットは機械の部品のように扱われており、居住性や乗降時の利便が重視されない傾向があるという設定を持つ。

#### 人革連のMS
MSJ-06II-A ティエレン地上型
人革連の主力量産型MS。太陽光紛争時代末期に導入され、『1st』の時代に至るまで10年以上が経過した機体である。他の陣営の機体に比べ機動力は低いものの、重装甲を持ち重量級の装備の追加も可能としている。『1st』の時代では型式番号06の機体が運用されているが、05以前の機体は既に退役している。
他国の機体と違い、コックピット内には一切のモニターがなく、パイロットはヘッドマウントディスプレイが取り付けられた専用のパイロットスーツを着用して外部の情報を得ており、また直立状態で操縦を行う。乗り心地はイナクトのような新鋭機より悪い。
武装は、長距離射撃型や全領域対応型などの一部の機体を除き、右腕に200mm×25口径長滑腔砲と左胸部の30mm機銃を標準装備する。「ティエレン」は「鉄人」の中国語読み。
『2nd』では、擬似太陽炉搭載機の配備が不十分な地球連邦正規軍に配備されているほか、反連邦組織カタロンでも運用されている。機体デザインは寺岡賢司。ティエレンの開発主任、ケンズィー・テラオカノフとして設定されている。
- 200mm×25口径長滑腔砲 - 200mm実体弾を射出する本機の主武装。砲身と同軸に12.7㎜機関砲も装備する。同軸機関砲は2000ｍ前後の距離で主砲弾の弾道と同調するよう調整されており、発射することで着弾点を正確に知ることができ、主砲の命中率を高める機能を持つ。
- 30mm機銃 - 左胸に内蔵される機関砲。口径が小さいため威力は弱いが、連射が可能なため、対人制圧、対空射撃などに利用される。
- カーボンブレイド - 超硬質のカーボン素材で作られた格闘戦用の剣。通常時は腰の後ろにマウントしている。本機の高いパワーと大重量を活かした武装であり、攻撃目標を「切る」のではなく、「叩き割る」ことが可能。
- シールド - 左足に装備される防御用の装備。しゃがんだ状態での射撃姿勢では、このシールドで銃を支える事ができる。
- バズーカ（550mmミサイルランチャー）- 550mmミサイルを発射する武器。その形状から兵士たちの間では「バズーカ」と呼ばれる。ダブルカラム式マガジンには10発のミサイルが入る。対ガンダム戦では、レーダーの使用が不可能なため、誘導兵器であるミサイルを使用するバズーカはほとんど使われることがなかった。

MSJ-06II-LC ティエレン長距離射撃型
地上型に頭部を完全に覆い隠す300mm×50口径長滑腔砲を搭載した長距離支援機。メインセンサーは胸部左右に設置されている。膝部シールドは両脚に装備。砲撃時における安定性を確保するため、尻部にアンカーを設置している。当然ながら地上型以上に動きは鈍重で、アンカー展開時はほとんど身動きが取れないため、運用には護衛機が必須となる。
MSJ-06II-AC ティエレン対空型（ティエレンツーウェイ）
『00V』に登場。地上型の頭部を4連装155mm×50口径対空速射砲に換装したタイプ。他にも肩部には4連装対空ミサイルランチャー、腕部には60mm6連液冷バルカン砲を装備している。通称のツーウェイ(刺猬)は中国語で「ハリネズミ」の意。
MSJ-06II-E ティエレン宇宙型
無重力戦闘を目的とした宇宙戦タイプ。全身各所に推進、姿勢制御用スラスターを備え、空間機動力を強化。脚部には、シールド兼用の円筒状大型プロペラントタンクを両膝から突き出る形で装備する。右腕に装備される200mm×25口径長滑腔砲は銃身の効率的な冷却のため専用の放熱板が追加されている。この放熱板は接近戦用のカーボンブレイドとしても使用可能である。コックピット内は真空にされているため、パイロットにはヘルメットに繋ぐチューブによって外部情報と共に空気が送られている。ガンダム鹵獲作戦では、カーボンネット発射装置やカーボンワイヤー発射装置、ジェル発射管などの特殊装備が使用された。
『2nd』では、反連邦組織カタロンの所属機として登場する。『劇場版』では、ELSとの決戦において、擬似太陽炉搭載機の数の不足を埋めるべく、地球圏防衛のMS部隊に配備されている。カラーリングは、人革連で運用された機体が濃紺なのに対して、カタロンカラーであるグレイッシュブルーに塗装されている。
- 200mm×25口径長滑腔砲（宇宙型） - 本機の主武装。砲身に装着される2枚の放熱板は、超硬質のカーボン素材で作られており、接近戦においてはブレイドとしても機能する。
- 30mm機銃 - 左胸に内蔵される機関砲。
- カーボンネット発射装置 - ガンダム鹵獲作戦で使用された「特殊装備」のひとつ。対象物を捕縛するためのカーボンネットを射出する。左胸に外部増設式で装備された。
- カーボンワイヤー発射装置 - ガンダム鹵獲作戦で使用された「特殊装備」のひとつ。対象物を捕縛するためのカーボンワイヤーを射出する。右胸に内装されている。
- ジェル発射管 - ガンダム鹵獲作戦で使用された「特殊装備」のひとつ。左腕に外部増設式で装備可能な4連装の発射管。対象物に命中すると瞬時に硬化する特殊ジェルを発射する装備。ガンダム鹵獲作戦においては、捕縛されたガンダムヴァーチェの各関節に命中させ、同機の自由を奪う目的で使用された。

MSJ-06II-ET ティエレン宇宙指揮官型
指揮官機は両肩にスラスターとセンサー内蔵のシールドが装備され、頭部の通信機能も強化されている。本編ではガンダム鹵獲作戦などで、セルゲイ専用機として登場する。
MSJ-06II-C ティエレン高機動型
飛行能力の獲得を目指し開発された高機動タイプ。腰部の水平展開式の可変翼に12基、脚部内に2基の推進用ジェットエンジンを搭載している。肩と脚のシールドは軽量化のために排除された。一応低空飛行が可能となっているが空中での機動力は低く、空戦ではなく戦地への迅速な移動を目的としており、ゆえに飛行型ではなく高機動型と呼ばれる。
MSJ-06II-C/B ティエレン高機動B型
高機動型のバリエーション。飛行能力をオミットし脚部内の推進用ジェットエンジンの推力を増強した上で、シーリング処理などの防塵対策を施した砂漠戦用機。標準装備の滑腔砲は銃身に沿って1対のカーボンブレイドが装備されている。ホバー移動に特化しており、機動力の陳腐化が著しい地上型の後継機として、砂漠以外でも運用されている。
『2nd』では、連邦正規軍の主力陸戦型MSとして拠点防衛などに運用されている。また、反連邦組織カタロンもこの機体を所有している。
MSJ-06II-C/BT ティエレン高機動B指揮官型
指揮官機は上半身が宇宙指揮官型と同形状である他は通常型と同じである。本編では三国合同演習などで、セルゲイ専用機として登場する。
MSJ-06II-SP ティエレン超兵型（ティエレンタオツー）
『1st』に登場。ソーマ・ピーリスが搭乗する機体で、宇宙・地上両面での行動を想定した汎用機として製造された次世代ティエレンのテスト機を、超兵仕様にカスタマイズしている。両肩のシールドや脚部を始め、全身各所に配置されたスラスターによって、通常のティエレンをはるかに上回る機動性を発揮する。各部センサーや情報処理能力も強化され、頭頂部にはT字型のモノアイレールが追加されている。またコックピットも他のティエレンシリーズとは異なり、ヘッドマウントディスプレイを用いない、全周囲型の一般的なタイプとなっている。その性能に比例してパイロットに掛かる負担も非常に重く、訓練された超兵以外に乗りこなすことは不可能とされる。なお、初登場時は性能試験の性質上、ヘッドマウントディスプレイ式で運用される。タオツーは中国語表記で「桃子」。
MSJ-06III-A ティエレン全領域対応型（セルゲイ専用ティエレンタオツー）
『2nd』に登場。タオツーのもととなった次世代ティエレンの完成型で、一般兵仕様機。外見は全く同一の機体で、愛称も同じく「タオツー」と呼ばれる。当初は人革連の次世代機候補の筆頭であったが、地球連邦軍設立に伴い擬似太陽炉搭載機の正式配備が決定されたため少数生産にとどまった。推進系は大気圏内での単独飛行が可能なほどに出力が強化され、GNコンデンサーを搭載した非太陽炉搭載機用のGNビームライフルを携行する。ビームライフルの銃身下部からはビームサーベルを発生させることも可能。GN粒子非対応型の本機のOSではビームライフルのコントロールまではできなかったため、もっぱら光学センサーによるパイロットの制御に一任されている。そのためビームライフル使用の際には、高度なパイロット技能を要する。
パング・ハーキュリー率いるクーデター派によるアフリカタワー占拠事件では、説得のため低軌道ステーションに向かったセルゲイ・スミルノフが青い本機を使用する。これは『2nd』時点で本機はほとんど存在していないため、ハーキュリーに搭乗者はセルゲイだと示すために使用したとされている。
- 非太陽炉搭載機専用ビームライフル - 付属する大型GNコンデンサー内に蓄えられた粒子を使用することで、太陽炉を搭載しない機体でもビームの使用を可能としている。ライフルとしての機能に加え、ビームサーベルを発生させることも可能。形状はアドヴァンスドジンクスが装備するアドヴァンスドGNビームライフルに似ているが、銃身下部に円筒状のパーツを追加している。

MSJ-06YIII-B ティエレン全領域対応試作型（ティエレンチーツー）
『00P』に登場。次世代機開発の実験機。タオツーに近い外見だが、複座機となっており、前方座席はタオツーと同じく全周囲モニターになっているが、後部座席は従来と同じである。そのためタオツーのプロトタイプに相当する。試製500mm多段階加速砲など実用化前の試作兵器を装備する。
『00I 2314』にて長らく技術研究所跡地に秘匿されていた機体が十数年ぶりに起動。往年の名パイロットの腕もあり、アリオスを取り込んだELSを撃破する。
MSJ-06II-ED ティエレン軌道エレベーター守備型（ティエレンジィージュー）
『00V』に登場。軌道エレベーター「天柱」防衛用に転用されたタイプ。実態はリニアトレインの軌道であるカーボンレールを移動する移動砲台であるが、レールより常時電力が供給されるため他のタイプでは装備できない大出力リニアカノンを標準装備することが可能であり、防衛能力は高い。脚部はレールを移動するための台車となっており人型だが歩行機能は有していない。タイヤを装着する事で重力下で大型戦闘車両としての運用が可能となっており、「天柱」の下部都市「極市」防衛用に配備されている。連邦軍の機体が擬似太陽炉搭載機へ移行するなかも、運用が続けられる。ジィージューとは中国語表記で「蜘蛛」。
MSJ-04 ファントン
『00P』に登場（『2nd』にもゲスト出演）。ティエレン制式化以前の主力MS。動力は内燃機関で発電し起動する。機体各所にハードポイントが設けられているが、メインの火器として、外見的特徴である胸部から突き出た頭部の下に155mm×50口径長滑空砲を搭載する。また、近接戦闘用にカーボンスピアを装備している。コクピットは前傾姿勢のパイロットがモニターを覗き込む方式をとっている。軌道エレベーター「天柱」の完成により主要エネルギーが化石燃料から太陽光発電に本格移行し、それに対応した次世代機ティエレンの配備に伴い第三国へ払い下げられたほか、アンフと同仕様に改装された機体や内燃機関から燃料電池方式に換装された機体も存在する。人革連では、西暦2307年時点でアンフと同仕様に改装された機体を除いて既に退役が完了している。武装を撤去し、民間の作業用に従事した機体も存在する。
MSJ-04T ファントン指揮官型
ファントンの指揮官型。胴体部にアンテナが2本追加され策敵、通信能力が向上している。
MSER-04 アンフ
『1st』の冒頭場面をはじめ全編に登場。ファントンの輸出・レンタル仕様(型式番号のERはExport&Rentalの意)で、その名はアラビア語で「鼻」を意味しており、胸部から鼻のように突出した頭部が特徴。
頭部下に搭載された機銃は30mmのものへと変更された。旧式化した時代においては対モビルスーツ戦において気休め程度の戦力にしかならないものの、モビルスーツのいない戦場では圧倒的な強さを発揮する。旧式の内燃機関による発電で駆動するが、一部地域では燃料電池式に改修されたり、化学反応型燃料を使用するエンジンに換装されている。
人革連では、比較的重要度の低い地域を中心に配備されているほか、積極的に輸出しており、輸出先のオーダーにより砂漠戦用やワークローダー用途までカスタマイズされている。貧困国を中心に主力MSとして広く普及しているが、ユニオン、AEU加盟国にも輸出されており、多くが武装を取り外した作業用MSとして普及している一方で、少数が標的機や安価な警備用MSとして採用されている。また、後の連邦軍では対人鎮圧用として運用された機体も存在する。
普及率の高さゆえに、作業用として購入した機体を戦闘用に改造する業者もおり、上記のヘリオンと同じくMSによるテロに使われるケースが多く、社会問題化している。
『1st』作中の西暦2307年時点では旧スリランカの反人革連勢力（シンハラ人勢力）やアザディスタン王国、アフリカ諸国などで主力MSとして運用されているほか、タクラマカン砂漠の核貯蔵施設を襲撃したゲリラも使用していた。次世代機が多く流出している西暦2312年時点においても多数が稼動状態にあり、反連邦組織カタロンの主力の一翼を担っている。また、地球連邦平和維持軍も保有しており、対MS戦はいっさい考慮されておらず、足回りの装甲を追加し、頭部モノアイにバイザーを取り付けるなど、暴徒鎮圧等の対人戦闘に特化した改良がなされている。

#### 人革連のMA
MAJ-V34 ジャーチョー / MAJ-V34AI ジャーチョー無人型
小型戦闘車両型MA。工兵作業にも従事する、主にMSのサポートや市街地などMSでの活動には不向きな場所で運用される。ジャーチョーのみでのMSとの戦闘はほとんど行わず、もっぱら市街戦等の対人制圧を主目的とする。有人型を指揮車に多数の無人機が随伴し部隊運用される。機体前方に筒状のパーツがある方が無人型である。ジャーチョーとは中国語で甲虫の意。
MAJ-S08 シャオショウ
宇宙用小型MA。胴体はスペースポッドだが、18m級MSと同サイズの腕部が装着され、下半身は存在せず、胴体下部にティエレン宇宙型と同型のプロペラントタンクが1基、垂直に装着されている。 元々は作業用に開発されたが西暦2290年代に軍用兵器に転用された。腕部に80mm×50口径長滑空砲を搭載するが、西暦2300年代にはすでに戦闘用としては第一線を退いているため、主に軌道エレベーターでの作業用として運用されている。外伝に登場するシャル・アクスティカも学生時代、この機体を使用していた。『劇場版』においても、工作用として現役で使われている。シャオショウとは中国語で「小手」の意。
MAJ-P13 フェイモウツー / MAJ-P13AI フェイモウツー無人型
航空機型飛行用MA。飛行型MSの開発が遅れていた人革連では重要な航空戦力である。そのため戦闘のほか、偵察や哨戒にも使用される。有人型と無人型が存在し、無人型は機首にジャーチョー無人型と同型のセンサーが搭載されている。主な武装は機首下の旋回式の20mm機関砲と、ミサイル6発。フェイモウツーとは中国語表記で飛蚊茲、アブの意。また、これは広東語の読み方。
MAJ-03 シュウェザァイ
海老の様な外見の旧式水中用MA。武装は一対のクローアームと胴体左右計10門の魚雷発射管。また、頭部には顎状の武器を備える。製造元である人革連では沿岸警備の目的で配備されている。シュウェザァイとは中国語表記で水蠆、ヤゴ（トンボの幼虫）の意。『1st』第8話では、国際テロネットワーク「ラ・イデンラ」に流出した機体が登場する。

#### 人革連の艦船およびそのほかの兵器
EDI-402 ラオホゥ級輸送艦
『1st』に登場。人革連の多目的輸送艦。12機のMSを搭載可能。3基のコンテナが放射状に配置されているのが特徴。艦橋部がシャトルとなっており、コンテナ部と艦橋部が分離可能となっている。ガンダム鹵獲作戦では特務部隊の母艦として4隻が運用され、コンテナ部を質量弾として特攻させるといった戦術も使われる。武装はコンテナ前方にミサイルが搭載されている。ラオホゥは中国語表記で「老虎」。
EDI-402 ラオホゥ級輸送艦武装強化型
『2nd』『劇場版』に登場。旧人革連のラオホゥ級の武装強化型。コンテナ前方にリニアキャノンが増設されている。『2nd』では、反連邦組織カタロンの保有艦として、メメントモリ攻略戦の際に登場する。『劇場版』では、連邦正規軍によって運用され、地球圏防衛艦隊に戦力として配備されている。また、その際は武装がレーザー主砲とGNミサイルへと変更されている。
輸送艦
全長150メートル級の海上輸送艦。艦首及び艦尾に大型のクレーンを持つ。
大型輸送機
主に物資の搬送に使われる輸送機。長大な両翼に計4基のエンジンを備える。
トレーラーベース
MS支援用の大型車両。四脚状の車体の上部に用途に合わせ様々なオプションを搭載する。
MSキャリア
トレーラーベースのMS輸送形態。積載MSは1機で、MSの陸上輸送に用いられる。輸送時にMS全体をカバーが覆う。側面にフロートを装着することで、渡河や水上輸送も可能。
射撃管制車両
トレーラーベースのバリエーションの1つ。目標の現在位置や距離、移動速度などを観測し、砲撃を行うMSのサポートを行う。ティエレン長距離射撃型に随伴することが多い。
司令塔車両
トレーラーベースのバリエーションの1つ。部隊の情報が集約され、地上部隊の移動司令室として機能する。原則非武装なので護衛のMSかMAを必要とする。

## 国連軍 / 地球連邦平和維持軍 / アロウズ

### 国連軍 / 地球連邦平和維持軍 / アロウズのMS
GNMS-XCVII アルヴァアロン
『1st』に登場。監視者アレハンドロ・コーナーが搭乗する金色のMS。通常はアルヴァトーレのコアユニットとして内部に格納されている。頭部が他の機体と異なるバイザー状のカメラになっているのが特徴。アレハンドロが自身専用に製造させた機体で、ガンダムスローネやジンクスの技術がフィードバックされている。また、1ガンダムをベースに設計されたとする資料も存在する。金色の機体色はアレハンドロの嗜好と対ビームコーティングを兼ねたもの。武装はアルヴァトーレの副砲を兼ねる長砲身型のGNビームライフル2挺と双刃のGNビームサーベル。GNフィールドを展開することもできる。また、翼で粒子を圧縮することにより、ライフルのビームをアルヴァトーレの主砲並に増強する事も可能としている。操縦桿は通常のMSと同じアルヴァアロン用と、大型のアルヴァトーレ用の2種類が存在するうえ、各形態への変形の際には操縦桿が移動する方式になっており、使用しない方の操縦桿がパイロットの腕の動きを妨げることはない。本機には戦闘支援用AIが搭載されており、劇中での遠距離射撃など簡単な戦闘行為はすべてこのAIが担当した。
『劇場版』の劇中映画「ソレスタルビーイング」に登場する架空のアルヴァアロンは、背部から放出される金色のGN粒子から「タテガミ」と呼ばれ、実際のアルヴァアロンとは若干形が違い、「尻尾」のようなパーツが背中から生えている。

GNX-509T スローネ ヴァラヌス
『00V』に登場。イオリア計画の掌握をもくろむアレハンドロが、スローネシリーズの本格的な量産化を目指して開発した試作機。後述の「ジンクス」の原型機となる。
外観や構造はスローネを原型としつつ、大型GN粒子発生器が計4基、胸部と大腿部から突き出るように配置されている。この装置によって粒子を用いた空中姿勢制御が容易となり、太陽炉搭載機の操縦に不慣れなパイロットでも、短期間の訓練で実戦参加できるほどの高い操作性を得ている。スローネでは胸部に位置していたコックピットは、本機では腰部前方に変更され、この構造はジンクス系列にも継承された。基地や母艦との連携を重視しているため、スローネと違い太陽炉の始動機は設置されておらず、起動には専用ハンガーによる炉の「火入れ」が必要となる。武装は右手のGNロングバレルライフル、右膝のGNビームサーベル、左腕のGNチェインガン。防御装備として、右肩にGNシールド、左肩にGNディフェンスロッドを装備する。
テストパイロットはアレハンドロの依頼を受けた国連軍事条約査察チーム所属の女性パイロット、デボラ・ガリエナが担当した。

GNX-603T ジンクス (GN-X)
スローネ ヴァラヌスのデータをもとに開発された本格的な量産機。
頭部には二つの顔を思わせるメインカメラ2基とサブコントロール・システム用カメラ2基の4基のカメラをもち、肩と腰にはX字をかたどった4本の大型GN粒子発生器が配置されている。腰部コックピットはスローネよりもシンプルにまとめられており、頭部のサブコントロールシステムによって、三大国家群の各パイロットが慣れ親しんだ操縦系に近い感覚で操作することが可能となっている。機体としては汎用性に優れる反面、各ガンダムが得意とする局面においては分が悪い。また、直接的な前駆型であるガンダムスローネとの関連性を偽装するため、外観の関連性は薄い。
機体の構成部品は、ワークローダー用という名目で世界各地の工場で分散して製造され、軌道エレベーター内の秘密工場で組み立てと最終調整が行われた。総生産数は30機。完成した機体は予備パーツとともに南極の地下施設に運び込まれ、アレハンドロの内通によって三大国家群に提供される。30機の内10機ずつが各国家群のエースパイロット達に割り当てられ、ユニオンで解体された1機を除く29機がガンダム殲滅作戦に投入される。
設定上は機体番号1から10がAEU、11から20が人革連、21から30までがユニオンに割り当てられたとされており、1番がパトリック・コーラサワー機、11番がセルゲイ・スミルノフ機、20番がソーマ・ピーリス機、21番がグラハム・エーカー機（解体されドライヴのみGNフラッグに移設）、22番がダリル・ダッジ機と設定されている。また、機体番号25の機体に搭乗していた人物がヘンリーという名前であることも判明している。
少数精鋭のガンダム達に対し圧倒的な物量差を活かし追い詰めるが、ジンクス側もソーマ・ピーリス機を除く全機が大破・喪失する。
CBの壊滅後は、擬似太陽炉の量産が軌道に乗ったことで国連軍の主力量産型MSとして増産が行われた。本機を基に複数の発展機の開発も行われ、後に本機はジンクス系の初代機という意味で「ジンクスI（ワン）」と呼ばれるようになる。表向きは2311年に制式量産が開始され、発展機もその際に発表されたとされている。なお、部材ごとの更新はあるものの、後続のジンクス系の基本構造はこの初代機からほとんど変更されていない。
ジンクスは開発初期段階ではオリジナルの太陽炉を搭載することを想定していたが、結局オリジナルの太陽炉の製造は断念され、擬似太陽炉が搭載された。本機の設計プランの中には、オリジナルの太陽炉を搭載するための仕様が残されている（オリジナルの太陽炉を搭載した場合、不要となる始動機が機体の外にあるのはその名残である）。ジンクスIII以降の機体では、擬似太陽炉の性能が向上したことでオリジナル炉を搭載する理由が薄れたため、この仕様は廃止された。
初期型ジンクスの装甲色は、Eカーボンのグレー色が露出した無塗装仕様だが。地球連邦軍発足後に生産された機体はブルーグレーに塗装されるようになる。
デザインは海老川兼武が担当。海老川は書籍のコラムに際し、「太陽炉を搭載したジム的な機体としてオーダーされ、デザインスタッフでコンペをおこなったところ、海老川の提案したエクシアの量産機版を監督による水島清二の指示で異形なものへと改定した」と語っている。また、「関節はエクシアなどと変わらない雰囲気を心がけた、X字のパーツはガンダムからバランスを変えるために取り付けた」とも語っている。
- GNビームライフル - 粒子生成量に制限がある擬似太陽炉の負担を軽減すべく、大型GNコンデンサーを搭載した射撃武装。出撃前に射程の長いロングバレル、連射性能の高いショートバレルのどちらかに換装して携行する。
- GNビームサーベル - ガンダムのものと同等の性能を有する。左右の大腿部装甲内に各1基ずつを格納する。アドヴァンスドジンクスを除く系列機にも共通して装備される。
- GNバルカン - ガンダムのGNバルカンと同様に、ビームによって牽制・弾幕や対人に使用される頭部の固定火器。スペルビア ジンクスを除く系列機にも共通して装備される。
- GNクロー - ジンクス系の特徴的な装備。鋭利なマニピュレーターの指先にGNフィールドを展開し、貫手の要領で敵機を貫く。本来はパワー切れを想定した攻撃手段とされている。
- GNシールド - 表面にGNフィールド効果を持ち、ユニオン・AEU出身のパイロットに配慮し、ディフェンスロッドが設置されている。ジンクスIIやジンクスIIIにもほぼ同一の装備が採用されている。

GNX-604T アドヴァンスドジンクス
『00V』に登場。一部エースパイロットの要望により極少数のみ生産された、「ジンクス1.5」とも呼べるジンクスIの後期生産型のカスタム機。頭部に1基の大型ブレードアンテナ、両肩にオプション用のハードポイント、両大腿に高機動型GNバーニアが増設されている。搭乗したパイロット達の技量と相まって、実戦では驚異的な任務成功率を記録し、本機で得られたデータはジンクスII以降の後継機開発に大きく貢献した。
- アドヴァンスドGNビームライフル - 一般機のライフルに専用バレルを追加した装備。大腿部のビームサーベル格納部がGNバーニアに換装されたため、サーベルの発振器が銃剣として設置されている。
- GNディフェンスロッド - 一般機が装備するGNシールドのものよりも大型のディフェンスロッド。両肩のハードポイントに標準装備されるが、任務に応じてほかの装備に換装される。
- プロトGNランス - 中世の騎兵槍に似た長大な武装。穂先をGNフィールドで包むことで高い貫通力を発揮する。中間部に4門のビーム砲を内蔵し、トリガーグリップを展開したライフルモードに変形する。

GNX-607T ジンクスII（ジンクス・ツー）
『00F』に登場。肩と腰のGN粒子発生器が小型化されているほか、アドヴァンスドジンクスと同様に両肩にハードポイントを備えている。スローネのデータが反映された各種武装など豊富なオプションが用意され、これらを換装することで幅広い作戦行動が可能となっている。機体のカラーリングはダークグレーとなっている。
GNX-607T/AC ジンクスIIソード
肩にGNバスターソードを装備した近接戦闘型。GNバスターソードはGNフィールドを展開可能な盾としても使用できる。後にGNバスターソードは、対ELS戦のために『劇場版』に登場するジンクスIVの武装として転用された。
GNX-607T/BW ジンクスIIキャノン
肩にGNキャノンを装備した遠距離砲撃型。両肩に装備して更に火力を高めることもできる。頭部はCBのイノベイド専用機GNキャノンと同型の高精度センサーが内蔵され、通常機とは大きく異なる形状を持つ。

GNX-609T ジンクスIII（ジンクス・スリー）
『2nd』『劇場版』に登場。地球連邦軍初の主力量産型MS。圧縮粒子の毒性を弱め安全性を向上させた改良型擬似太陽炉を搭載する。普及機として生産性を重視した結果、基本性能はジンクスIよりも若干低下したとする資料と、配備地域ごとに調整が行われ、粒子放出量を低下させて稼働時間を向上させたタイプも存在すると記述する資料がある。また、アロウズの配備機はパイロット個人ごとにカスタムチューンが施されているとする資料も存在する。武装もジンクスIIのようなオプション選択式ではなく、多機能を持つGNランスと従来の標準装備のみで多様な戦場に対応する。作中ではビームサーベル格納部に粒子攪乱幕の弾頭を内蔵した機体が登場、シールドからGNフィールドを展開した場面も存在する。『2nd』の時代においても配備数は十分ではなく、地球連邦軍では旧国家時代のMSとともに運用されている。
機体カラーは連邦正規軍所属機が水色、アロウズ所属機は臙脂に塗装され、区別されている。『劇場版』では、連邦軍から武装と運用の制限付きでコロニー公社に払い下げられた機体が登場している。
- GNランス - アドヴァンスドジンクスに先行装備されていたプロトGNランスの正式採用型。ライフルモードと使い分ける事で遠近両面に対応可能な汎用性を買われ、ジンクスIIIの主力武装として採用された。表面のGNフィールドによりGNビームサーベルやGNソードと切り結べるが、耐久性は高くなくどちらも直ぐに両断されている。
- NGNバズーカ - アヘッドやジンクスIVにも装備される大型火器。「NGN」は「非GN粒子兵器」を意味し、ビームではなく炸薬式の実体弾を射出する。ただし、弾倉をGNコンデンサーに換装することでビームも発射可能。ラグランジュ2におけるCBとの決戦や、『劇場版』での対ELS戦に使用された。

GNX-612T/AA スペルビア ジンクス
『00V』に登場。海中からの強襲揚陸作戦に特化した特殊MS。名称の「スペルビア」 (Superbia) とはラテン語で「誇りある」を意味し、英語の「最高」＝「スーパー」 (Super) の意も含まれている。 型式番号の「AA」は "Amphibious Assault" （強襲揚陸）の意。
専用の強襲揚陸ユニットを装着して水中から接近し、上陸後にユニットを排除して地上戦へと移行する。ジンクスIIIのバリエーションという位置付けだが、MAレグナントを参考にした可変機構や頭部センサーなど、イノベイター勢力の独自技術が多く投入されており、基本性能は大きく向上している。後に生産されるジンクスIVの母体となった機体でもある。本来の所属は連邦正規軍だが、正規軍がアロウズに吸収されたため、実際に搭乗したパイロットはほとんどがアロウズ将兵やライセンサーで占められている。
- GNクナイ - 両腕に装備されるやや刀身の短いGNソード。GNバルカンを内蔵しているほか、柄部分からはGNビームニードルと呼ばれる小型のビームサーベルを発生させ、奇襲に用いることもできる。
- 腰部GNバルカン - 本機では頭部バルカンは撤去され、腰部により大口径・高威力のバルカンが2門搭載されている。この武装は本機の発展型であるジンクスIVにも引き継がれた。側面にはホバーユニット装着用のハードポイントがある。

GNX-803T ジンクスIV（ジンクス・フォー）
『劇場版』に登場。西暦2314年時の地球連邦軍主力量産機。スペルビア ジンクスを直接の母体に、連邦が接収したソレスタルビーイング号から得た技術、更に生産中止となったアヘッドの技術も投入することで、数値上ではCBのガンダムをも凌ぐ高性能機として完成した。完成機の多くは一度配備されたジンクスIIIを改装した機体であり、新規生産機の割合は少ない。連邦の量産機としては初のトランザムシステム搭載機である。武装は任務ごとに各種装備を換装する運用思想に基づいており、数値データ上の戦力としてはソレスタルビーイングのガンダムを凌駕している。先のガンダムのインパクトから「ガンダムタイプ」「ガンダムのような」性能と評されているが、これは地球連邦において不本意ながらも情報統制は行わず、本機は市民を守る盾として地道な努力を続けることとなった。また、世界情勢を刺激しないよう、開発は主にコロニーや月面基地で行われている。また、アヘッドの流れを受け継ぐ機体でもあるため、両肩のGNバーニアや背部コーンスラスターの形状にその名残を持つ。
一般機はグリーン、指揮官機はグレーに塗装され区別されているが、性能面での違いはない。
- GNビームライフル - 従来機用ライフルから形状や銃身の換装機構を踏襲しつつ、更なる改良が加えられている。
- GNロングバレルビームライフル - 指揮官機の従来機用ライフル。
- GNバスターソード - ジンクスIIソードからの流用装備。ELSの侵食を防ぐGNフィールドが展開可能であるため（ただし突き刺した場合は浸食を許している）急遽調達された。しかしジンクスII自体の生産数が少ないため、連邦軍全体を通じて希少な装備となっている。劇中ではアンドレイが搭乗する指揮官機や、その他数機が装備している。
- GNシールド - 肩のハードポイントに装着される防御装備。ガラッゾから流用したGNフィールド発生器が内蔵されており、使用時は装甲の一部をスライドさせて発生器を露出させる。従来機用のシールドに見られるGNディフェンスロッドは装備されていない。また、内側のマウントにはGNハンドグレネードを2個装備する。劇中では、一般機は左肩だけの装備で、これを両肩に装備するダブルシールドが許されるのはパトリック機のような指揮官機だけである。両肩で発生させた場合、機体全体をほぼ囲む円形のGNフィールドが展開できる。
- 増加粒子タンク - 高機動GNバーニアと一体化した増槽ユニット。両肩のGNバーニアに各1基ずつ接続される。

GNX-805T/CF ジンクスIVコアファイター搭載型
『00V戦記』に登場。『劇場版』での対ELS戦にて数多くの人命が失われたため、今や貴重となったMSパイロットの生存率を高めるため、緊急脱出用のコアファイターを追加装備したジンクスIVの改修機。ジンクスシリーズは腰部にコックピットが位置する設計のため、スカートアーマー自体がすべてコアファイターに変更されている。CBやイノベイター勢力のコアファイター運用技術を参考に、戦後に残存していたジンクスIVはほぼ全機がコアファイター搭載型に改修されている。次世代機の「ジンクスV」では、コアファイターが標準装備される予定である。

GNX-704T アヘッド
『2nd』に登場。ジンクスから発展した汎用量産型MS。アロウズにのみ配備される上級機であり、第3世代のガンダムを凌ぐ性能を持つ。頭部のメインカメラはジンクスと同じ4眼式を採用しているが、人類革新連盟のティエレンがフレーム強度や内部容積に大きな余裕があり、大出力の太陽炉や粒子供給コードなどの専用機器を組み込むのに都合の良い構造をしていた事から、同機の設計がベースとなった。各部関節のモーター構造はティエレンとほぼ同様で、疑似太陽炉のほか、バッテリーを採用して出力を補っている。その一方で、人革連が鹵獲したキュリオスの粒子伝達系技術も参考にされており、結果的にガンダムに近い基本構造も備えている。特に太陽炉を内蔵する胸部はほぼガンダムと同じといっていいが、CBに否定的な世論に配慮し、背中のコーンスラスターを除き装甲によって徹底的に覆い隠されている。
後にアロウズの非道な実態が明るみとなると、その象徴たるアヘッドは主力の座を降ろされ、新たな主力機ジンクスIVに設計の一部を統合する形で、直系の発展機とともに製造中止となる。
機体デザインは寺岡賢司。サキガケを除くアヘッド系の機体デザインはすべて彼の手によるものである。
- GNバルカン - 頭部に内蔵される30mm口径のビーム機関砲。牽制や対ミサイル用の弾幕等に使用される。
- GNビームライフル　- 破壊力、射程ともにジンクスのライフルを凌駕している。アヘッドは疑似太陽炉搭載機であるため、左右にはGNコンデンサーを備える。
- GNサブマシンガン - GNビームライフルと比較し連射性能が向上しているものの、威力は低下している。しかしながら、非太陽炉装備型の機体に対しては十分な威力を有する。
- GNビームサーベル - ガンダムに装備されたものと同等の性能を誇る。
- GNシールド - ガンダムが装備していたものと同等の性能で、表面にGNフィールドをコートすることで高い防御性能を発揮する。
- GNミサイルランチャー - 2発装備の小型と4発装備の大型の2種類が存在する。小型は片手に携帯し、大型は2機がかりで牽引して、艦載式の物と同サイズのミサイルを発射する。ラグランジュ2におけるCBとの決戦で使用される。
- オートマトンコンテナ - 腰部背面にマウントされる。アヘッドに装備されるオートマトンはGN粒子で制御されるタイプとなる。
- GNブーメラン - 『劇場版』の作中劇である映画「ソレスタルビーイング」で登場。背中に装備されているブーメランで、2つを合体して敵に投げつける。 攻撃範囲も広く、多くのカタロンのMS達を真っ二つにした。 映画内の武装なので、実際に開発されたのかは不明である。

GNX-704T/AC アヘッド近接戦闘型（ミスター・ブシドー専用アヘッド、アヘッド・サキガケ）
ミスター・ブシドー（グラハム・エーカー）専用機として改修された接近戦仕様機。ブシドー個人の意見が反映された外観を持つ。格闘時の両腕の可動域を確保するため、通常機では横向きに配置された背部GNバーニアが縦向きに配置されている。左利きであるブシドーに合わせ、OSと装備配置は専用となっている。改修部分や専用武装のデザインは福地仁が行っている。
- GNビームサーベル - 専用サーベル。左腰かGNシールド裏面に懸架される。破壊力も大きいが、消費GN粒子量も多いため、GNシールド上部に急速チャージ用のGNコンデンサーを装備している。
- GNショートビームサーベル - 左脇に懸架される。予備用だが、威力は通常のビームサーベルに匹敵する。
- GNシールド - 表面にGNディフェンスロッドが設置されている。
- GNショートビームキャノン - 背中のスラスター内に各1門を内蔵する。速射性能は高いが、通常のビームライフルよりも小型で射程も短いため、頭部のGNバルカンと共に接近戦に移行するための牽制射撃に使用される。

GNX-704T/SP アヘッド脳量子波対応型（アヘッド・スマルトロン）
脳量子波による機体制御システムを搭載した、ソーマ・ピーリスの専用機。「スマルトロン」はスウェーデン語で「野イチゴ」を意味し、以前彼女が搭乗していたティエレンタオツー（桃）に倣って付けられた。背部に設置された大型の推力偏向スラスターによって、高い機動性を発揮する。のちにピーリスがアロウズを離脱すると、ルイス・ハレヴィの強い希望により彼女に与えられる。
- GNビームライフル・GNサブマシンガン - アヘッド標準の物より大型のスマルトロン専用ライフル。粒子圧縮率の変換など、次世代標準装備に向けた改良が加えられている。照準や粒子圧縮は脳量子波によってコントロールされる。バレル部を取り外す事でサブマシンガンとして運用可能で、威力は低いものの連射性能が向上する。この状態でも非GNドライヴ搭載機に対しては有用な威力を発揮する。
- GNシールド - 本機に装備されるものは高機動時に邪魔にならない形を採用しており、GNバルカンを内蔵する。

GNX-704T/FS アヘッド強行偵察型（アヘッド・ロングテール）
『00V』に登場。単機での長距離・長時間活動を目的に開発されたアヘッドの特殊仕様。搭載される擬似太陽炉は、一定量のGN粒子を長時間に渡って生産し続けるように調整されている。また、活動時間の更なる延長のため、胸部の大型バッテリーの他、GNコンデンサーも搭載されている。バックパック下部にはマイクロウェーブ受信アンテナを装備しており、マイクロウェーブ供給範囲内では活動時間に制限がない。
腰に装着されたタンクは推進剤としての水の他、GN粒子を貯蔵する機能も併せ持っている。また、背部バックパックとして装着される大型GNバーニアユニットは、GN粒子の噴射量を最小限に抑えつつ、最大の推進力を発生させられるように調整されている。このため、無補給で1週間近い連続活動が可能だが、通常の機体のように瞬発的に大量の粒子を消費する場合には、コンデンサーに貯蔵した粒子を消費する必要がある。
武装はアヘッドの標準装備に加え、バックパックに大型のGNビームキャノンを備えている。GNビームキャノンは推進用の粒子を転用することで射撃可能となる武装で、高い威力を誇る。頭部には専用の高精度Eセンサーを装着しているため、GNバルカンの使用は制限される。
本機の運用データを参考に、他のアヘッド系やジンクスIV用の長距離航行用ブースターユニットの開発も行われている。
GNX-Y802T ノーヘッド
『00V』に登場。アヘッドを母体とした、連邦軍の次世代主力機候補の1機。サキガケやスマルトロンといった既存のカスタム機のデータが反映されており、背部にはスマルトロンと同型の推力偏向スラスターが搭載され、各部の装甲も強化された分肘やふくらはぎにはGNコンデンサー兼用のスラスターが組み込まれている。最大の特徴は、従来機の運用データから最も破損率の高かった頭部を完全に廃したことで、代わって胴体など各部にメインカメラとセンサーを分散配置するという合理的な設計となっている。本来は「新世代のアヘッド」の意味から「ネオヘッド」（Neo-head）と命名される予定だったが、頭部のない (No head) 外見にちなみ、現在の名称が定着した。
搭乗したテストパイロットからの評価はおおむね良好だったものの、エイミー・ジンバリストは「頭部がないと格好良くない」と外観に不満を漏らす。のちにアヘッドの製造が中止されたことで、本機も十数機の完成をもって製造中止となる。
- GNソード - サキガケで得られた近接戦闘データを使用したため、左利き用の武装配置になっている。量産化の際は右利き用も生産予定だった。

トランザム実験用試作機
『2nd』9話に登場。旧ユニオン系技術者が開発していた、マスラオ以前の実験機。アヘッドをベースとしており、腰部には疑似太陽炉を二基搭載している。ビリーとブシドーが会話する場面に姿が登場するが、本編では動いているところは描かれない。

GNX-U02X マスラオ（磨修羅生）
『2nd』に登場。ビリー・カタギリら旧ユニオンの技術陣が、サキガケを超える高性能機を求めていたミスター・ブシドーのために開発した機体。当初はアヘッドを原型とした試作実験機が転用される予定だったが（トランザム実験用試作機を参照）、ブシドー専用機となったことてオーバーフラッグを母体とした設計に変更される。型式番号の「U02X」は旧ユニオン技術陣のGN粒子系技術検証用試作機番号であり、GNフラッグに続く機体であることを示している。可変機構は持たない。原作ではメメントモリ2号基を破壊する為に向かった刹那の前に立ちはだかった。
開発の際にはブシドーから「最高のスピードと最強の剣（つるぎ）」を体現した機体にするよう要望が出されている。外観は鎧武者風の装甲形状を持ち、これもブシドーの嗜好を反映したものとなる。なお、頭部のフェイスマスクにはオーバーフラッグ(ダリル機)のパーツがそのまま使われている。頭部には大型の角状クラビカルアンテナを有する。背中にはユニオンのシンボルマークあしらったパーツを取り付けているほか、追加GNコンデンサーを取り付け可能なチャージコネクタを有する。擬似太陽炉は両腰のサイドバインダー内に1基ずつ、計2基搭載されている。
そして最大の特長として、オリジナルの太陽炉のみに搭載されていたトランザムシステムを擬似太陽炉で初めて再現している。これはレイフ・エイフマンが遺した手書きの研究資料をもとに、ビリーが独自に開発したものである。ただしこのトランザムは終了した際は疑似太陽炉が停止し、損壊するため、使用後の活動はGNコンデンサーに貯蓄した粒子や、バッテリー駆動による歩行に限定される。機体デザインは下記の系列機とともに福地仁が担当している。
- GNロングビームサーベル・GNショートビームサーベル - 左手用のロングサーベルには「ハワード」、右手用のショートサーベルには「ダリル」の名を冠する。また、鍔の形状は旧ユニオンのマークを模している。普段は左右のサイドバインダー裏に1基ずつ格納され、使用する際は柄尻に内蔵された小型スラスターにより手元に射出される。
- レーザー機銃 - 頭部に2門を内蔵する。他の火器と違い、粒子ビームではなく高指向性のレーザーを発射する。基本的には対空・対人用途で使用される。
- GNバルカン - 胸部に2門を内蔵する。
- ビームチャクラム - 頭部左右の強化型クラビカルアンテナの間に形成された、円環状の粒子ビームを射出する試作兵器。
- GNフィールド - 両肘と両肩に設置された突起状の装備。二刀流という戦闘スタイルから盾を持たない本機の防御装備として使用される。また、この装備は空中姿勢制御用のサブスラスターとしても機能する。

GNX-Y901TW スサノオ
マスラオの強化発展型。頭部のクラビカルアンテナはより大型化した。サーベルは実体剣となり、背中にはサーベル用のGNコンデンサーが増設された。
- 強化サーベル「シラヌイ」・「ウンリュウ」 - マスラオのビームサーベルの発振器を移植した実体剣。左手の長刀が「シラヌイ（不知火）」、右手の短刀が「ウンリュウ（雲龍）」。ガンダムのGNソード系武装と同じく、刀身にGN粒子を纏わせることでビームサーベルとしての特性も併せ持つ。ビームサーベルと実体剣の複合技術は、かつてユニオンフラッグに採用されていたプラズマソードの技術の延長線上にある。2本の柄を連結させることで、双刃の薙刀「ソウテン（蒼天）」となる。後頭部のエネルギーケーブルは、サーベルが分離状態の場合は発振器に、連結状態では左肩に接続され、背中のGNコンデンサーからサーベルへと直接粒子供給が行われる。不使用時はビームサーベルと同じく左右のサイドバインダー、もしくは連結状態で腰部後方に懸架される。
- トライパニッシャー - 腹部と両肩の装甲下に増設された砲口を展開し、3門のビームを球状に収束・圧縮して撃ち出す。MS用の内装火器としては最大級の威力を持つが、粒子消費量も桁違いに大きい。将来的な制式化を見越して追加された装備であり、ブシドーの本意によるものではない。
- ガントレット - 強化サーベルからのエネルギー逆流を防止する目的で、利き腕である左腕に装備された篭手。単純な防御装備としても使用される。
- GNクロー - サイドバインダー先端に追加された開閉式の大型クロー。バインダー自体の接続方法も、大腿部から腰に追加された折り畳み式アームに変更されている。

GNX-Y903VS ブレイヴ一般用試験機
『劇場版』に登場。マスラオ/スサノオの設計を原型に旧ユニオン・旧AEUの技術陣が共同開発した。機体名の「ブレイヴ」（Brave） は、「マスラオ」（勇敢な者）に似た意味を持つ英語に置き換えた呼称であり、900ナンバー機に与えられた初の正式名称である。CBの技術を土台とするジンクス系に比べ、こちらは多分に独自色の強い技術が投入されている。西暦2314年時では性能評価の段階にあり、専任の試験運用部隊「ソルブレイヴス」隊に指揮官機1機を含む6機が配備されている。これら6機は、ELSとの最終決戦時に型式番号から試作機を示す「Y」が外されている。
フラッグ以来の変形機構が再導入されており、格闘戦に特化していた原型機から、再び汎用機としての設計に差し戻された。巡航形態（クルーズポジション）への変形方式もフラッグを踏襲しているが、剥き出しだった両腕が後方に格納されるなど進化した面もある。これは鹵獲したキュリオスからのフィードバックも取り入れられたものとされ、巡行形態での機動性能はCB側のハルートを凌駕する。また、戦闘機動中の変形を容易とするため、専用の新型OS「LEIF」を採用している。頭部には威嚇等の用途を踏まえた素子センサーと、外部からの粒子補給から兵装への粒子供給のためのエネルギーケーブルを採用。両腰にはサイドバインダーを持ち、その内部に大気圏内飛行用の主翼を格納する。この主翼はフィールドを纏う事により、GNブレイドとしても機能する。また、マスラオ(スサノオ)から引き続きサイドバインダーと背中に計3つのGNドライヴソケットを採用し、最大3基のGNドライヴを装填可能としている。一般機は背部に1基のドライヴを搭載し、サイドバインダーにはGNコンデンサーを内蔵する。一方で、指揮官機はサイドバインダーにそれぞれ計2基のドライヴを搭載している。このため一般機は粒子量が低減されるが、機体制御が容易なメリットも存在する。トランザムシステムの使用により一時的に出力を上昇させることが可能。長距離移動の際は、背部に使い捨ての増槽型コンデンサーを接続する。
- GNビームライフル「ドレイクハウリング」 - オーバーフラッグのトライデントストライカーを発展させた装備で、同じく巡航形態時の機首を兼ねる。高出力射撃時は、銃身が横に2分割する。その際は威力がある分、粒子チャージの観点から連射が利かない。 銃身自体を取り外すことで、より連射性能を高めたショートバレルモードとして使用することも可能。グリップは二つあり、右利きと左利きのパイロットに対応する。
- GNキャノン - 左右のサイドバインダーに各1門ずつを内蔵する。高出力モードでは連射の利かないドレイクハウリングのチャージ時間を稼ぐべく装備された。粒子量の観点から、一般機では指揮官機に比べ、口径と出力を抑えたキャノンを装備する。砲身は自在に旋回可能で、作中では巡航形態で後方から追撃してくる敵を迎撃する場面も見られた。
- トライパニッシャー - スサノオから継承された装備。本機の場合は、ドレイクハウリングと左右のGNキャノンを同時発射する方式を採用している。MS形態・巡航形態のどちらでも使用可能。
- GNビームサーベル - 左右のサイドバインダーに各1基ずつを格納する。一般機は小型化されたサイドバインダーと粒子量を踏まえ、指揮官機よりも小型のサーベルを採用している。一方で、指揮官機は高出力モデルのサーベルを採用している。後頭部の粒子供給ケーブルと接続し、GN粒子の直接供給を受ける事も可能。
- GNビームマシンガン - 左右の前腕に内蔵された小型砲。巡航形態時の後方攻撃に使われる。
- GNミサイル - フラッグと同じく両脚のウェポンベイに2発ずつに格納される。
- チャクラムグレネード - 両脚に内蔵された電子戦用装備。発射後に目標範囲内で粒子撹乱を行い、敵のセンサーを無効化する。
- 30mm機関砲 - 胸部の左右に固定装備された実体弾火器。
- GNディフェンスロッド - サイドバインダーを回転させることで、通常のディフェンスロッドと同等の機能を発揮する。

GNX-Y903VW ブレイヴ指揮官用試験機
指揮官用の上位機種。左右のサイドバインダーに擬似太陽炉を計2基内蔵しており、一般パイロットには扱いづらい高出力機に仕上がっている。頭部には一般機と異なる左右対称形状の専用アンテナを持つ。片方のドライヴが破損した際は、もう片方の物をアームによって機体中央に移動させ、推力のバランスをとる。
ソルブレイヴス隊内で本機を乗りこなせるパイロットは隊長のグラハム・エーカーのみであるため、事実上彼の専用機となっている。グラハム機は緑の一般機との識別のために青く塗装され、ドレイクハウリングを左手で保持する。
本格配備の際は、擬似太陽炉が1基の一般機で統一するか、パイロットの練度に応じて本機を供給するかは意見が分かれ、結論はソルブレイヴス隊による運用試験の結果に委ねられる。

### 国連軍 / 地球連邦平和維持軍 / アロウズのMA
GNMA-XCVII アルヴァトーレ
『1st』に登場。アレハンドロ・コーナーが搭乗し、CBとの決戦に際して国連軍の増援として参戦する金色の大型MA。擬似太陽炉を7基搭載し、強固なGNフィールドが展開可能となっている。内部にコアユニットであるMS「アルヴァアロン」が格納されており、アルヴァトーレは本来アルヴァアロンの強化パーツ的存在である。金色の装甲は特殊なコーティングにより粒子ビームを拡散する効果もあるが、これは限定的なものであり、一部にはアレハンドロの趣味やソレスタルビーイングとの勝利後に英雄視される狙いがあったとする説も存在する。重力下での運用も想定されており、本体下部には脚部が収納されている。
- 格闘用巨大アーム - 近接戦闘用の武装。ガンダムであっても握砕パワーを持つ。
- 側面ビーム砲 - 機体左右に11門ずつ、合計22門を備える。MSに致命傷を与えるレベルの威力を発揮する小型ビーム砲。
- 大型GNファング - 機体後部に6基を格納する。機能を絞ることで、アレハンドロでも扱えるように調整されている。
- 巨大ビーム砲 - 機首部に装備された主砲。砲撃の際には、角度の変更が可能なフレキシブルアーム状の砲身が内部から露出し、射角は広い。

GNMA-04B11 トリロバイト
『2nd』に登場。アロウズが運用する大型水中用MA。コックピットは複座型で、パイロット2名が搭乗する。民間からの資本提供を受けて開発された。旧ユニオン系技術を拠り所としており、メインカメラのセンサー部にはフラッグとの共通点が見られる。トライデント状のシルエットが特徴で、前部に2本、後部に4本の、折り畳み式アームを持つ。擬似太陽炉3基の高出力によって深海においては驚異的な機動性を発揮し、劇中でも水中で奇襲を仕掛けてCBを苦しめる。機体名称は「三葉虫」の英訳。
- クローアーム - 前部の格闘用武装。リニアスピアが内蔵されている。
- チェーンマインワーム - 敵機や敵艦のスクリューに巻きつけて爆発させる爆弾。
- GN魚雷 - 小型と大型があり、大型魚雷はプトレマイオス2のGNフィールドを突破する推進力を持つ。
- 対艦対地ミサイル - 海上や陸地に向けて攻撃可能なミサイル。
- ケミカルジェリーボム - 着弾と同時に硬化し、敵の動きを阻害する特殊爆弾。

GNMA-Y0002V ガデラーザ
『劇場版』に登場。アヘッド系列の連邦系機体の技術とGNZシリーズやエンプラスといったイノベイター専用機体のデータがフィードバックされたMA。開発経緯は資料によって差異があり、デカルト・シャーマンがイノベイターとして覚醒した事から開発されたとするものと、将来的に純粋種のイノベイターが登場する事を踏まえて開発されていたとするものが存在する。パイロットは『2nd』の最終決戦時に純粋種として覚醒したデカルト・シャーマン。開発時点で確認済みの純粋種イノベイターがデカルトしかいなかったため、実質的に彼の専用機となっている。
全長302m、全高86mという艦艇並の巨体を持ち、移送や補給は母艦（ナイル級大型航宙戦艦）の下部に係留される形を取る。擬似太陽炉3基を直列に接続した直列型太陽炉を2基と、胴体部に1基内蔵で合計7基の擬似太陽炉が搭載されている。コクピットはGN-X系列を踏襲し、連邦軍の規格に合わせつつも脳量子波を使用するコントロールユニットと、イノベイター専用OSを採用。パイロットスーツも脳量子波遮断機能が組み込まれ、ファングを使用する時のみ解放される仕組みとなっている。巡航モードと戦闘モードでの簡易変形があり、頭部と左右のバインダー部の展開や4本の隠し腕を持つ。頭部構造はアルケーガンダムに類似したカメラアイを導入し、これもイノベイターの技術流入によるものである。MS5個小隊に匹敵する戦闘力を誇り、その圧倒的火力で敵を一方的に殲滅する機体思想は、同じ純粋種用の機体でありながら「対話」による戦いの終結を目指した刹那のクアンタとは対極に位置する。
『00I 2314』のエピローグや『00V戦記』にも登場。『劇場版』のあとに旧人類軍が量産し、パイロットは拉致したイノベイターや超兵に行わせている。
機体デザインは鷲尾直広が担当した。
- GNブラスター - 機首を縦に2分割して展開される主砲で、大型艦を一撃で粉砕する威力を持つ。砲撃後は即座に排熱処理が行われるため、連射は不可能。
- GNファング - 擬似太陽炉を搭載するMSサイズの大型ファングを、下部コンテナに計14基格納。大型ファング1基ごとに10基の小型ファングが格納されており、機体全体の合計装備数は154基にも及ぶ。粒子ビームを発射できるほか、大型ファングは両サイドにカッター状、小型ファングは先端にスピア状のビームサーベルを展開できる。
- GNミサイル - 左右のバインダー内に搭載されている。片側16発ずつの計32発を同時に発射できる。射出された後はそれぞれが8発ずつの小型GNミサイルを放出する。
- 隠し腕 - 左右のバインダー内に格納されており、上下にそれぞれ1本ずつの計4本が展開される。先端部にGNビームガンを装備。さらに銃口からはビームサーベルも発生可能である。

### 地球連邦平和維持軍 / アロウズの艦船およびそのほかの兵器
バイカル級航宙巡洋艦
『2nd』『劇場版』『00F』に登場。旧AEUの主導で開発された宇宙における主力戦闘艦。タンブルホーム型の船体が特徴。軌道エレベーターやドックへの接舷時には、艦橋と底面マストが可動する。MSは6機を搭載可能で、艦底部の出撃用ハッチに頭部を向ける形で格納されている。発艦の際はハッチが前方へスライドし、そのままカタパルトとなる。武装としてレーザー主砲やGNミサイル（全長8.4mの対艦用で、サイドスラスター前部のミサイルコンテナから発射する）のほか、甲板やサイドスラスター側面には迎撃用の対空レーザーを持つ。『2nd』では、アロウズによって運用され、グッドマンやジェジャン、リントなどが艦長を務めていた。『劇場版』では連邦正規軍によって運用され、火星駐屯基地や地球圏防衛艦隊に戦力として配備されている。
ヴォルガ級航宙巡洋艦
『劇場版』に登場。バイカル級航宙巡洋艦の左右両舷にMS格納庫とカタパルト、さらに4基のGNコンデンサーとブースターを増設した改修艦。宇宙空間におけるMS運用能力が飛躍的に高まっている。武装も左右のカタパルト下部に2門ずつレーザー主砲が搭載され、火力が大幅に増強された（なお、増設された主砲は艦正面のみに発射可能）。劇中では、主に次世代の宇宙戦艦との橋渡しをする艦として運用され、マネキンがソレスタルビーイング号の査察へ向かう際に搭乗していたほか地球圏防衛艦隊に戦力として配備されている。
ナイル級大型航宙戦艦
『劇場版』に登場。連邦軍の再編後に新造された大型戦艦（バイカル級と同じく開発は旧AEUの主導）。『劇場版』の時点では3隻が就役している。将来的な火星圏への艦隊配備を見越して建造され、MSは18機（2個中隊）＋予備4機の最大22機を搭載可能。先端部はカタパルト兼格納庫となっている。擬似太陽炉を4基搭載しトランザムが行えるほか、GNフィールドも展開可能であり、船体下部にはガデラーザのような大型MAも係留できる。武装として艦首に固定式の超大型ビーム砲、両サイドに2門の大型ビーム砲とGNミサイルコンテナ、さらに船体各所に14基の小型ビーム砲塔を持つ。劇中では2番艦の「チグリス」に火星圏へ向かう先遣艦隊の旗艦としてキム中将が座乗するほか、残り2隻は地球圏防衛艦隊に戦力として配備されている。
ウラル級大型輸送艦
『2nd』『劇場版』に登場。連邦製の大型輸送艦。最大で96機ものMSを搭載可能。武装として船体の前後に計12基のレーザー主砲やGNミサイル、迎撃用の対空レーザーを持つなど、輸送艦ながら高い火力も備えている。中央部の大型格納庫には、レグナントのような大型MAを格納することもできる。『2nd』ではラグランジュ2でのCBとアロウズの最終決戦にて、マネキンが率いるクーデター派の艦として運用された。『劇場版』では、地球圏防衛艦隊に戦力として配備されている。
ギアナ級地上戦艦
『2nd』に登場。重力下での飛行が可能な大型艦。中央部の格納庫には多数のMSを搭載可能なほか、武装として船体各部に計10基の10m級レーザー砲、多数のGNミサイル発射口を持つなど、高い火力も備えている。着陸時には主翼を折りたたみ、そのまま地上基地としても運用できる。連邦正規軍・アロウズ双方で運用され、マネキンやセルゲイが艦長を務める。
ベーリング級海上空母
『2nd』に登場。双胴式の大型空母で、アロウズによって運用されている。後部にW字型の大型MS格納庫があり、その規模から少なくとも10機以上のMSを搭載することが可能と思われる。トリロバイトのような大型水中用MAの運用にも用いられる。武装として収納式のメインレーザーキャノンや爆雷、対空レーザーファランクスなどを持ち、艦自体の戦闘能力も高い。
指揮官用VTOL
『2nd』に登場。全長30mほどのVTOL機。『2nd』第15話において、マネキンらアロウズの指揮官が運用する。クルーを含めて8人程度が搭乗可能で、武装として機体中央底部に30mmガトリングポッドが装備されている。
メメントモリ
『2nd』に登場。アロウズが低軌道オービタルリング上に建造した、巨大自由電子レーザー掃射装置。
「メメントモリ」とは、ラテン語で「死を想え」「死を忘れるな」という意味。
宇宙太陽光発電システムより供給される莫大なエネルギーによってスイール王国の大都市を一撃で消滅させるほどの威力を持つ衛星兵器で、2基が建造された。地上攻撃用の下部砲塔とは別に上部にも砲塔を備えており、宇宙へ向けての発射も可能である。堅牢な装甲と多数の護衛部隊に守られ、さらに破壊が許されないオービタルリング上に存在していることもあり、この衛星兵器を通常の手段で攻略することはきわめて難しい。
1号基は、第1射でスイール王国の首都を、第2射でリチエラ王国の軍事基地を周囲に形成されていた100万人規模の難民キャンプごと消滅させる。上部砲塔による第3射ではメメントモリ破壊のために現れたカタロン艦隊に大損害を与える。続いて現れたプトレマイオス2に第4射を放つが、トランザムによる急加速によって回避される。その後、接近を許したことでメメントモリによる砲撃が不可能となり、セラヴィーとプトレマイオス2による集中攻撃で外部装甲を破られ、弱点の「電磁場光共振部」をケルディムの精密射撃によって撃ち抜かれ破壊される。
2号基の存在は、クーデター派による軌道エレベーター「アフリカタワー」占拠の際に明らかとなる。発射を阻止するべく、ダブルオーライザーがライザーソードでの破壊を試みるが、機能を停止する直前に発射されたレーザーにより、ブレイク・ピラー事件を引き起こす。事件から4か月後にCBによる再攻撃が行われ、ライザーソードによってこの2号基も完全に破壊される。
開発はリボンズ・アルマークの意向を受けたアレハンドロ・コーナーによって行われた。

## イノベイター勢力
『2nd』より登場。リボンズ・アルマーク率いるイノベイター勢力が、ヴェーダから得たデータをもとに開発した機体。多くの機体がヴェーダの支援により操縦の負担を軽減している（連邦・アロウズの擬似太陽炉搭載機も同様の操縦支援を受けている）が、そのリンクが絶たれた場合、性能低下や機能停止といった事態を招く危険性も孕んでいる。後に、アニュー・リターナーが潜入していたCBから盗み出したデータを活用し、CBとの最終決戦前には、ガデッサ（リヴァイヴ機）、ガラッゾ（ヒリング機）、リボーンズガンダムおよび量産型MSのガガにトランザムシステムが搭載される。

### イノベイター勢力のMS
GNW-20000 アルケーガンダム
イノベイター勢力に雇われたアリー・アル・サーシェスに与えられた専用機。スローネツヴァイの設計データをもとに、イノベイター勢力の最新技術を投じて開発された。他のガンダムと異なる長い四肢、4眼式のメインカメラなど、やや人型から離れた形状を有する。カメラアイの構成には、GN-Xの影響を関連付ける資料もみられる。また、トリニティが搭乗していたガンダムスローネ3機の技術を統合した機体ともされる。擬似太陽炉は胸部と両脚部に初期型のものを計3基を搭載する。両脚部にはGNステルスフィールドに近似するGN粒子の噴出口をもつ。GNZシリーズと同じく背部ユニットはコアファイターに分離・変形するが、擬似太陽炉と一体ではなくGNコンデンサーのみで航行するため、航続距離は短い。このコアファイターの仕様はのちのGNZシリーズ用のものの試験型であったためとも言われる。また、スローネシリーズの実戦配備最終機として位置付けられる。
スローネと同じく、鷲尾直広が機体デザインを担当。機体名は天使の名に由来しており、アルケーとは第七位権天使を意味する。
- GNバスターソード - 刀身にビームライフルを内蔵した新型のGNバスターソード。ライフルモード時は右前腕にマウントして使用する。スローネツヴァイに搭載されたものと同様に、剣中央部にGN粒子を蓄えて斬りかかる際に放出するビーム剣と実体剣双方の特性をもつ。
- GNビームサーベル - スローネシリーズとは違い両脚爪先に固定装備される。蹴り技と連動した奇襲攻撃が可能。
- GNファング - ツヴァイより2基多い計10基を両腰バインダー内に格納する。性能はツヴァイ搭載のものより強化されているが、差異は微細である。操作はAIを用いないパイロットからのコントロールとされているが、詳細な操作方法は明らかではない。
- GNシールド - ビームシールド展開機能をもつ専用シールド。GNハンドガンに代わり左腕に装備される。ビームシールドを展開して敵機を攻撃することも可能。本装備をGNビームガンとした資料も存在する。

GNW-20000/J ヤークトアルケーガンダム
『00V』に登場。単機で敵の大部隊を殲滅することを目的とした重武装型MS。
腰バインダーのGNコンテナにはGNファングのほか、対地・対艦用GNミサイルも搭載できる。本機の戦術は、GNステルスフィールドによって敵部隊を撹乱して孤立させ、GNランチャーによる遠距離からの先制攻撃を行い、混乱した敵機をGNバスターソードによる接近戦で各個撃破するというものである。ただし、重量の増加によって元の機体よりも運動性が大幅に低下しているため、戦闘力の高い単機や、少数部隊との戦闘には向いていない。
- GNランチャー - スローネアインのGNランチャーを改良した背部右側のビーム砲。トランザムを起動させれば、単機でGNハイメガランチャーを使用することが可能。
- GNミサイル - 腰部のGNコンテナに12基格納されている対地・対艦用の実弾兵器。ミッションに応じてGNファングと換装する。

GNW-20003 アルケーガンダムドライ
『00V戦記』に登場。スローネドライのデータが反映された戦闘支援仕様機。ドーム状の頭部や背中に追加されたGNステルスフィールド発生器など、スローネドライに類似した専用パーツが追加されている。支援用とはいえ、アルケー自体が高い基本性能を備えているため、直接的な戦闘能力も充分高い。本機はネーナ・トリニティ用に開発が進められていたが、実際に搭乗した記録は残されていない。
- GNハンドガン - GNバスターソードに代わり右腕に装備される。折りたたみ式の銃身を持ち、接近戦用のビームサーベルモードにもなる。
- GNファング - 自衛用として腰部アーマーの内側左右に各1基ずつ、合計2基を装備している。

CB-0000G/C リボーンズガンダム / リボーンズキャノン
リボンズ・アルマークの専用機。自身の力しか信じないリボンズの意向が反映された機体で、機体の前後を反転させることで、「ガンダムモード」と「キャノンモード」へと変形する。機体はサイズはダブルオーライザーなどよりも一回り大きい。
ガンダムモードには1ガンダム、キャノンモードにはGNキャノンの技術が取り入れられ、さらにはヴァーチェ、エクシア、ジンクス2キャノンといった各MSのデータも投入されている。当初は胸部に1基の疑似太陽炉を搭載する構造（後述のオリジン）だったが、アニューからもたらされたツインドライヴシステムが急遽実装されたことで、左右の肘に1基ずつを外付けする配置となった。搭載される炉もオリジナル炉とほぼ性能差が解消されたモデルが採用され、出力もダブルオーライザーと同等とされるが、あくまでCB側のいくつかの機能を再現した模造品である。マニピュレーター先端は鋭利なクローとなっており、攻撃に転用することも可能。サーベルでの鍔迫り合いでもダブルオーライザーを跳ね飛ばせるほど機体のパワーも強力で、高機動なファングと共に刹那を圧倒した。機体デザインは海老川兼武。テレビ本編の脚本を担当した黒田洋介は、キャノンモードは『機動戦士ガンダム』のガンキャノンをモチーフとしており、当初はガンタンクをモチーフとした形態への三段変形という案もあったが、作中では実現しなかったとしている。これらは別名義で『機動戦士ガンダム』に出演していたリボンズ役の声優、蒼月昇へのリスペクトであるという。なおタンク形態への三段変形は後日発表された「リボーンズガンダム オリジン」（後述）として実現されている。
- GNバスターライフル - 1.5ガンダムと共通の装備。肘の太陽炉と直結させることにより、強力な砲撃が可能となるが、キャノンモード時ではマニピュレーターで保持した状態よりも命中精度は低下するため、精密射撃には向かなくなる。
- 大型GNビームサーベル - 発振器は1ガンダムのものと同形状だが、出力はさらに強化されている。背部に2基を装備する。キャノンモード時では通常折り畳まれて機体内部に格納されるが、緊急時など必要に応じて使用される。
- GNシールド - 小型GNフィンファングのキャリアを兼ねる専用シールド。ファングはシールドに合体させたまま小型ビーム砲としても使用可能。
- GNフィンファング - 放熱板のような形状からこの名で呼ばれる。大型ファングを背部に4基、小型ファングを背部腰アーマーとシールドに各4基ずつの、合計12基を装備する。大型ファングはキャノンモード時の主砲も兼ね、4門を収束させることで強力な砲撃が可能だが、原型機のGNキャノンよりも単基の威力は劣る。小型ファングはビーム砲としての機能のほか、ビームサーベルにもなる。
- エグナーウィップ - GNフィールドを突破できる特殊武装で、アンカーを射出して敵機に高圧電流を流し込み、内部機器やパイロットに直接ダメージを与える。本機ではキャノンモード時のマニピュレーターとして装備されている。指先には牽制用のGNバルカンを装備。

CB-0000G/C/T リボーンズガンダム オリジン
『00V』に登場。ツインドライヴシステムが搭載される以前の姿で、1ガンダムと同じく胸部に1基の疑似太陽炉を内蔵している。
近距離戦闘用のガンダムモード、中距離戦闘用のキャノンモードに加え、遠距離砲撃戦に特化した形態「タンクモード」への変形機構をもつ。両肘と腰部後方にGNコンデンサー内蔵の大型ホバーユニットによって、高い機動性を発揮する。一度はこの姿で完成したが、ツインドライヴシステムを搭載するために急遽大改修が施され、その過程でタンクモードへの変形機構は不要として廃止された。
機体名の「オリジン」とは、ツインドライヴ型と区別するために後付けされた呼称である。
- GNバスターライフル - ツインドライヴ型とは違い2挺を装備するため、GNシールドは装備していない。キャノンやタンクモード時は大型GNフィンファングとともに4門の主砲として機能する。
- 大型GNフィンファング - ツインドライヴ型では背面下部に装備された2基が、左右のGNバスターライフル先端に接続されている。小型ファングは装備していない。

#### GNZシリーズ
別名「"ガ"シリーズ」。ヴェーダ内のデータをもとに開発されており、後述の試作機「ガルムガンダム」を経て完成を見ている。本採用となった機体は、アロウズでの運用も踏まえガンダムの意匠は偽装されている（ガデッサも頭部表面の装甲を外せば、ガンダムフェイスが出現する。また、額部には第三の目として機能するラインセンサーも有する）。大型の肩部にはGNコンデンサーを内蔵し、粒子消費量の多い装備に対応。搭載された疑似太陽炉は、改良が重ねられオリジナルに匹敵する性能を発揮する。また、背部には脱出用のポッドを搭載している。長距離侵攻任務では、GNZシリーズ共通のオプションである大型ブースターを両脚に1基ずつ装着する。
のちにCBに潜入していたアニュー・リターナーからもたらされたデータによりトランザムシステムも搭載されるが、使用すると疑似太陽炉が使用不能になるため、この場合はGNコンデンサーでの稼働に移行する。機体名は試作型のガルムガンダムが北欧神話の番犬に由来する一方で、ほかの機体は女神の名を冠する。のちにイノベイター用MAとして開発されるガデラーザも、このシリーズの系列に位置する機体である。
GNZ-001 ガルムガンダム
『00V』に登場。CBのガンダムの複製機で得られたデータをもとに開発された最初の機体であり、「GNZシリーズ」と呼ばれる機体群のプロトタイプ。特に第2世代機プルトーネのデータが色濃く反映されており、CBのガンダムでは採用を見送られたコアファイターシステムを搭載している。額にはツインカメラに加え新開発のラインセンサーが採用され、両肩には武装への粒子供給用の大型GNコンデンサーを内蔵。これら一連の特徴と機体の基本フレームは、GNZシリーズ共通となっている。その後の正式採用機体ではアロウズでの戦闘参加を考慮し、ガンダム的外観は廃されている。
機体名の「GRM（ガルム）」は「Generation of reborn MS （生まれ変わったMSの世代）」の略称である。北欧神話に登場する「地獄から這い出ようとする亡者を見張る冥界の猟犬 (Garm)」と関連付けられた名称で、復活したCBに対抗する機体であることを強調している。
『00I』ではリジェネ・レジェッタが軌道エレベーター内部で自らの能力（太陽炉のコントロール）のデモンストレーションに使用し、擬似太陽炉がバーストした状態でそのまま放置される。
その後ビリー・カタギリがソレスタルビーイング号内に保管されているのを目撃する。
『00I 2314』においてはフェレシュテによって軌道エレベーター内に予備機として秘匿されており、コックピットは第4世代ガンダムと共通の物を流用し、作中ではケルディムのコックピットが使用されている。当初は擬似太陽炉はおろかコンデンサも搭載していなかったが、ELSの襲来に際しては擬似太陽炉を搭載し、レオ・ジークが搭乗して地球の防衛に使用される。防衛ラインを抜けたELSを誘導するためにレオが脳量子波を発し、注意を引き付けて侵攻を防ぐも、接触したために浸食される。しかし、完全に侵食される前にELSが人類を理解したことで、ELSと共生する機体「ガルムガンダムE」として生まれ変わる。
機体デザインは、後継のGNZシリーズ各機と共に柳瀬敬之が担当。
- 試作型GNメガランチャー - 艦砲を上回る威力を持つ携行式の大型ビーム砲。砲身を閉じることで2連式のビームライフルとなる。粒子供給は両肩の大型GNコンデンサーから行われる。
- GNビームサーベル - 両腰の装甲内に2基を格納する。ガデッサと共通の接近戦用装備。
- GNバルカン - 両手首付近に各1門ずつを内蔵する。以降のGNZシリーズにも共通して装備される。
- GNシールド - 内蔵されたGNコンデンサーを展開することで、広範囲にGNフィールドを発生させる。擬似太陽炉搭載機である制約上、使用時間は限られる。

GNZ-001E ガルムガンダムE
『00I 2314』に登場。ガルムガンダムの全身にELSが融合して新たに生まれ変わった姿。名称の「E」はELSの略称。機体全体がELS由来の金属質の光沢に包まれているのが特徴。機体のフォルムはそのままに、装備を含め各部が丸みを帯び細部が簡略化されたようなフォルムになっており、顔のマスク部分の2本の「へ」の字のスリットもELSに包まれ見えなくなっている。カメラアイの左右が繋がったような形になっており、背中からは1対の長い羽が生えている。
西暦2314年より後の時代に起こった統合戦争に介入するため、レオが搭乗して出撃する。作中では戦闘シーンが描かれず、詳細な性能については不明。

GNZ-003 ガデッサ
ヴァーチェの流れを汲む砲撃戦用MSであり、アロウズに配備されたイノベイド専用機。 CBとの戦闘には、グリーンを基調とした機体色のリヴァイヴ・リバイバル機と、グレーを基調としたヒリング・ケア機の2機が投入される。
『00P SE』においても登場し、フォン・スパークのアストレアTYPE-Fに撃破される。作中ではかなり高い遠距離砲撃戦能力を発揮する一方、一度ガラッゾと両腕で取っ組み合いを経験したセラヴィーガンダムと組み合った際、同レベルの腕力がなかった事から、ティエリアからあまり接近戦が得意ではないらしいとガラッゾとの機体特性の違いを看破されるシーンがある。
- GNメガランチャー - ガルムガンダムの試作型GNメガランチャーの発展型。ビームライフルの砲身が3連式となるなど、その機能は大きく強化されている。腰や砲身基部に専用のエネルギーパックを増設することで連射性能を高めることができ、パック1つで2発、2つで最大4発まで射撃が可能となる。作中ではGNフィールド展開中のプトレマイオスの側面に直撃させ船内にダメージを与える程の強力な攻撃力を見せた。
- GNカッター - 両肘に設置される鋭利な格闘武装。表面にGNフィールドを形成し、攻撃力を高める。ビームサーベルほどの間合いはないが、その分だけ緊急時の取り回しに優れる。同型機のガラッゾやガッデスも共通の装備を持つ。

GNZ-004 ガガ
GNZシリーズの簡易量産型。脚部が存在しない特異な機体で、代わりに腕部とマニピュレーターが脚部としての役割を兼ねている。武装は胸部に内蔵されたGNバルカンのみと戦闘力そのものは非常に低いが、これは本機が体当たりによる特攻を目的とした特攻兵器としての役割を持たされているためである。体当たりの際は臨界した疑似太陽炉のフライホイールが解放され、自爆する構造となっている。トランザムによる超加速を利用してGNフィールドを突破することも可能であり、ラグランジュ2での決戦ではブースターを装着して加速力を高めた膨大な数の同機が、CBとカタロン、クーデター派艦隊に対して特攻を仕掛ける。
擬似太陽炉はトランザムシステムの使用でGN粒子を使い切ると壊れるため、特攻の成否に関わらずパイロットもろとも使い捨てられることになる。搭乗するパイロットは、ブリング・スタビティやデヴァイン・ノヴァと同ベースの遺伝子から大量生産された、特質した自我を持たないイノベイド兵たちである。
GNZ-004/BW ガガキャノン
『劇場版』『00N』に登場。地球連邦軍が接収したソレスタルビーイング号内のファクトリーに残存していたガガを利用し、自軍の戦力として改修した機体。連邦軍の中には『2nd』終盤の戦闘でガガの特攻を受けた者も少なからずおり、識別用として装甲表面に定着させたナノマシンのプログラムを変更し、連邦の制式カラーである水色に塗り替えられている。ELSの侵攻に際しては、接触した機体を侵食して取り込む敵の前ではトランザムによる特攻は無意味と判断され、背部にGNキャノンを増設して射撃能力の向上が図られている。パイロットにはヴェーダの管理下にあるイノベイドたちが選ばれる。ELSとの最終決戦では100機以上の本機が出撃するが、帰還したのはその1割にも満たなかったとされる。
- GNキャノン - ジンクスIIIのGNビームライフルの後端部を転用した武装で、2門を装備する。

GNZ-005 ガラッゾ
遠距離戦用のガデッサとの連携を想定した接近戦用MS。射撃武装が少ない分、近接武装が充実し遠距離攻撃に備えたGNフィールドも搭載している。戦闘時はメインカメラが保護用のバイザーで覆われる機構を持つ。CBとの戦闘には、紫を基調とした機体色のブリング・スタビティ機と、グレーとダークグリーンを基調としたヒリング・ケア機の2機が投入される。作中ではセラヴィーガンダムと両腕を組み合い力勝負で競り勝つほどのパワーを見せつけ、高い格闘能力を発揮した。ヒリング・ケア機は後にトランザムが導入し、『2nd』作中でリヴァイヴ・リバイバルのガデッサとともに使用している。作中ではアリオスにコアファイターを引き剥がされたヒリング機の残存粒子が極端に少なくなった為、GNクローは弱々しく十分に抵抗できず撃破された。『00I』では、リジェネ・レジェッタによって3機のガラッゾがビサイド・ペインの脱出のために投入されるが、フォン・スパークのアストレアTYPE-Fに全機撃破される。また、『00P SE』ではブリング・スタビティが搭乗した機体がフォン・スパークのアストレアTYPE-Fに撃破される。
- GNビームクロー - 両手の指先から発生する爪状ビームサーベル。5指のサーベルを収束することで大型のビームソードとなる。サーベルの発振器を内蔵するため、他のGNZシリーズよりも大型のマニピュレーターを採用している。作中では五指全てのサーベルを束ねる事でツインドライヴ完全同調前のダブルオーガンダムのGNソードIIを両断するほどの高い攻撃力を発揮した。
- GNスパイク - 拳や肩に設置される格闘用の突起。表面にGNフィールドを形成することで威力を高める。
- GNフィールド - ガルムガンダムのGNシールドを左肩と一体化させた装備。高い防御力を持つが、粒子の消費も激しいため乱用はできないが、連邦政府側の機体として初めてGNフィールドを装備した事でCB側を驚愕させた。作中ではセラヴィーのツインバスターキャノンの直撃を曲げている。

GNZ-007 ガッデス
イノベイターとしての使命に目覚め、CBを離反したアニュー・リターナーに与えられる専用機。
基本性能は他のGNZシリーズと遜色はないが、アニュー自身が戦闘に適さない情報タイプのイノベイドであるため、偵察や情報収集が主な任務として直接戦闘の回避を前提とした装備がなされている。作中ではケルディムと互角の死闘を繰り広げるが、これはロックオン（ライル）に恋人であるアニューと戦うことへの躊躇があったためであるとされる。
デザイン担当の柳瀬によると当初は登場の予定がなかったものの、アニューのキャラクターイメージを反映する形で新たにデザインが描き起こされたものである。特にカラーリングにはアニュー役の白石涼子がリリースしたCDジャケットの色が投影されているという。
- GNビームサーベルファング - 両肩に各2基、腰部に3基の計7基が搭載されている。通常のファングと違いビーム砲としての機能はないが、内蔵された多数のGNバーニアにより高い機動性をもつ。機体の特性上積極的な攻撃には使用されず、高い技量を必要とする接近戦を極力回避するための予防措置としての意味合いが強い。
- GNヒートサーベル - 刀身に高温を伝導させることで高い切断力を発揮する実体剣。ファングの誘導アンテナを兼ねており、これを喪失すると誘導可能なファングの数や誘導範囲が半減するという弱点をもつ。

#### Iガンダムシリーズ
『舞台』に登場。ソレスタルビーイングの第3世代型ガンダムの複製にあたる機体で、カラーリングがワインレッドに統一されている。読みは「アイガンダム」だが、この機体群はアルファベットの「I」であり、『00P』の1ガンダムとの関連性は一切ない。
IガンダムTYPE-エクシア
イース・イースターが搭乗するエクシアの複製機体。

IガンダムTYPE-デュナメス
ヒリング・ケアが搭乗するデュナメスの複製機体。

IガンダムTYPE-キュリオス
リヴァイヴ・リバイバルが搭乗するキュリオスの複製機体。

IガンダムTYPE-ヴァーチェ
リジェネ・レジェッタが搭乗するヴァーチェの複製機体。

### イノベイター勢力のMA
GNMA-Y0001 エンプラス
デヴァイン・ノヴァが搭乗する大型MA。製造に当たっては4年前にCBとの戦闘で使われたアルヴァトーレのデータが運用されている。レグナントの試作機であるが、変形機構は持たない。メインカメラは3眼式で、防御装備として強力なGNフィールドを備えるほか、武装は大型MAの高出力を活かした大型ビーム砲や、エグナーウィップを内蔵した格闘用のクローアームを持つ。クロー側面にはビーム砲1門を装備。機体上面の頭部横や、機体下面にある丸い開口部は、スラスターを兼ねたビーム砲のもの。
『00P SE』において、別に製造された機体が2機登場する。
GNMA-0001V レグナント
リボンズの計らいでルイス・ハレヴィに与えられた大型可変MA。エンプラスでは省略されたMS形態への変形機構が実装されている。各種武装も強化されているほか、セラヴィーのハイパーバーストすら完全に防ぎ切るほどの強力なGNフィールドを展開可能であり、単独で複数のガンダムを圧倒する戦闘力を発揮する。人型とはかけ離れた異形ながら、同じ技術をもとにした広義にはガンダムと呼べる機体で、通常露出することはないものの、ドーム状の頭部カバー内にはセンサーを集積させた真の頭部があり、さらにその頭部を覆っている覆面状の装甲の下にはガンダムタイプの顔が隠されている。GNドライヴ搭載数は3基で、1つは背部のバインダー内に、他の2つは肩部スラスター内に1つずつ搭載されている。『2nd』に登場する機体の中では、リボーンズガンダムに次ぐ性能を持つのではないかとも言われている。
機体デザインは海老川兼武。MS形態における人間型を離れた「仰々しい」デザインは、ルイスが抱えた憎しみの塊を体現するようなイメージを意図したという。また、当初の脚本では隠されていたガンダムタイプの頭部が劇中で暴かれ、ルイスは「憎んでいたガンダムに実は（自分自身が）乗っていた」ことが明らかになるような演出が予定されていたというが、劇中でその後のフォローを描ききれないという判断から、アニメ本編では「ガンダム顔」は明確な形では描写されず裏設定に終わったという。ただし、小説版ではガンダムに連なる機体であることにも言及されている。なお、2009年にプレミアムバンダイで限定販売された「ROBOT魂 レグナント」にはボーナスパーツとしてこのガンダムタイプの頭部が付属しており、レグナントの隠された真の姿を垣間見ることができる。
- 大型ビーム砲 - MA形態では機首、MS形態では胸部に位置する。GNフィールドの近似技術で、1本にまとめられた3本のビームが互いに反発・干渉することで、発射後の軌道変更を可能としている。1本につき120度ずつをカバーしており、あらゆる方向へ任意のタイミングで湾曲させることができる。
- エグナーウィップ - アンカーから更に4基の子機を射出でき、複数の敵機にも有効な新型を装備。
- GNファング - クローアームの爪部分は全てGNファングとして射出可能。打突攻撃以外にもビーム砲を使った射撃攻撃も可能。装備数は計10基。
- GNバルカン - MA形態にて前面装甲の両脇に備えられたバルカン砲。
- GNマイクロミサイル - クローアームに多数を内蔵している。
- 対艦用GNソード - MA形態にてウィングは超大型のGNソードとして機能し、艦船を切り裂く威力を発揮する。劇中未使用。

GNMA-0001V2 レグナント2号機
『00N』に登場。レグナントはもともと、量産が考えられており、『2nd』に登場する1号機（ルイス機）のほかに、もう1機の製造が進められていた。機体の製造工程はロールアウト直前まで進んでいたものの、完成前にCBとの戦闘でイノベイター勢力が壊滅したため、日の目を見ることはなかった。機体の基本設計は1号機とほぼ同じであるが、頭部の形状のみ変更されており、主にセンサー系の設定が調整され、より広範囲をカバーできるようになっていた。なお、1号機は紫と赤のカラーだが、2号機は濃紺と白のカラーに塗装されている。

### イノベイター勢力の艦船
コロニー型外宇宙航行母艦「ソレスタルビーイング」（ソレスタルビーイング号）
『2nd』『劇場版』に登場。小惑星を改造して建造された、全長15キロメートルにもおよぶ超大型艦。イノベイター勢力の本拠地であり、ヴェーダの本体もこの艦に存在する。光学迷彩によってラグランジュ2に隠されていた。衛星兵器メメントモリの技術を応用し、1射につき60基もの擬似太陽炉をカートリッジとして使用する、口径250メートルにおよぶ巨大ビーム砲は、一撃で艦隊を消滅させるほどの威力をもつ。CBとアロウズの戦闘宙域に向けて放たれた際は、アロウズ艦隊の大半とカタロン艦隊の一部を消滅させる。ほかにも表面に多数のビーム砲台を持ち、内部には巨大な兵器工場（ファクトリー）が存在する。CBとイノベイター勢力の最終決戦の舞台となる。最終決戦後は連邦軍によって接収され、内部施設や兵器などの技術解析が行われる。
『劇場版』では、いまだ艦内の独自のシステムの解析に手間取っており、西暦2314年時点でも解析できたのは全体の70%ほどであった。イノベイドの肉体の保管施設やティエリアがラファエルの建造に使用したファクトリーなどは存在が把握されておらず、ラファエルが発進した際にはオペレーターやマネキンに若干の混乱をもたらす。
その後、連邦軍の司令部として運用され、マネキンが指揮を執る。ELSとの最終決戦では、地球圏防衛艦隊の旗艦を務め、巨大ビーム砲で超大型ELSに向けて攻撃を行う。第1射は射線軸上のELS群を消滅させながら超大型ELSをも貫通する多大なダメージを与えるが、出力55%の状態で発射した第2射は攻撃方法を学習しはじめていた超大型ELSに防がれたうえ、巨大ビーム砲を侵食されたためにやむを得ず砲塔ごと分解し、爆破される。艦体自体も多数のELSに取り付かれ、マネキンのいる司令室も侵食を受けて取り込まれそうになるが、ダブルオークアンタのクアンタムバーストにより対話が行われた結果、マネキンへの到達直前に侵食が止む。なお、「ソレスタルビーイング号」という名称で表記されることもあり、『劇場版』ではこちらの名称が使われている。艦体のデザインは寺岡賢司。

## そのほかのメカ
ワークローダー
『00』の作中世界において、建設作業などに従事する作業用機械。イオリア・シュヘンベルグが西暦2090年に提唱した軌道エレベーター建設計画における作業と守備に利用された人型作業用マシンを原型としている。環境の変化に伴い、より人型に近いマニピュレーターやEカーボンが採用され、のちの戦闘用MSの礎になった。MSを導入できないテロリストが、このワークローダーに火器類を装着して使用する場合もある。
オートマトン
対人用自律行動型無人兵器の総称。「オートマトン」とは機械人形、自動人形の意味である。
『1st』では、ユニオンが暴徒鎮圧のために使用していることが語られる。
『2nd』では、アロウズが開発したGNコンデンサーを動力源とする新型オートマトンが登場する。箱型の待機モードから、四脚式のローラーユニットを展開した稼動モードに変形する。センサーは胴体の前後と頭頂部に存在し、胴体下部のドラムフレームに2門の機銃を装備している。また、侵入した施設のシステムにアクセスするためのコネクトアームをもち、自立的に情報を収集しながら任務を遂行できる。おもにアヘッドの腰へ接続されたコンテナに収納されて作戦区域へ運搬され、到着したあとはコンテナごと放出されて作戦行動に入る。動作モードには「鎮圧用（クェル）モード」と「攻撃用（キル）モード」の2種類が設定されているが、劇中ではキルモードでのみ使用され、カタロンなどの反連邦勢力の人間が収容されている施設へ投入されて無差別の殺戮をおこなったり、ブレイク・ピラー事件の際には一般人を殺傷したりするなど、事実上の無人殺戮兵器として描かれている。最終決戦ではソレスタルビーイング号への突入を果たしたプトレマイオス2に対して多数が投入されるが、このオートマトンはヴェーダによって制御されていたため、セラフィムが発動したトライアルフィールドによって全機が機能を停止する。
『劇場版』ではカラーリングを変更された同型のオートマトンが各地へ配備されており、ELSの襲来以降にはアザディスタンの避難施設の警備や軌道エレベーター整備の支援などでの活躍が描かれている。
木星探査船「エウロパ」
かつて木星圏を目指して航行された宇宙船。西暦2188年に「木星探査計画」との名目で調査隊が乗り込んでいたが、木星到着直後に不慮の事故で失われている。しかし、実際は事故自体が偽装であり、調査隊のメンバー全員がCBとその協力者だった。木星へ到着した西暦2196年から約20年をかけて5基の太陽炉を建造し、地球圏へ射出したあとに機密を守るため、開発メンバーを抹殺したうえで事故を装って自沈した。『1st』の時代から約80年前の西暦2225年には、コーナー家の調査団が破壊されたエウロパ内を捜索し、船内でのちにトリニティが所有することになる、紫色のハロ（HARO）を発見している。
『劇場版』では、最初にELSの侵食を受け、大破した船体を復元されて木星圏から地球圏へ流れてきたところを連邦軍が発見し、軌道変更処理がおこなわれる。しかし、大量のELSが融合していたため船体の質量が爆発的に増加しており、巡洋艦のGNミサイルやMSの攻撃では破壊するどころか軌道を変えることすらもできず、デカルトが乗るガデラーザの攻撃でようやくこなごなに破壊される。その際、大気圏で燃え尽きなかった破片が地球へ落下するが、それらもELSに侵食されており、破片が落下した各地でELSによる異常な事態が多発することとなる。その後、刹那らCBのまえに、エウロパへ擬態したELSが出現。エウロパ自体に武装はなかったものの、代わりに内部から夥しい数の小型ELSを放出し、人類とELSの緒戦の口火を切る。
外宇宙航行艦「スメラギ」
『劇場版』エピローグに登場。西暦2364年時に就航した外宇宙航行艦。乗員の1200名全員が純粋種のイノベイターで構成されている。動力にはオリジナルの太陽炉を搭載し、艦名はCBの戦術予報士、スメラギ・李・ノリエガに由来する。艦長はアーミア・リー（劇中にてELSと接触した女子高生）が、最高責任者はクラウス・グラードが務めている。
サキブレに搭乗して先行したレナード・ファインズが人類未到達の宙域で未知の生命体の住む惑星を発見しており、その惑星がスメラギの目的地となっている。
GNW-100A サキブレ
『劇場版』エピローグに登場。分類上はワークローダーとして位置付けられる。
非武装の作業機であり、両腕に搭載しているコンテナユニットには作業用の各種ツールを格納。頭部にはELSを格納するためのコックピットに相当するスペースが存在しており、人間のパイロットと共同で操縦をおこなう機体と、それぞれが単独で操縦する機体がある。スメラギに搭載されている機体のエンジンユニットには新たに開発されたオリジナルの太陽炉を搭載しているため量子テレポートが可能となっているが、この時代でもオリジナルの太陽炉は希少であるためそれ以外の地球圏で使用されている機体はテレポート機能をもたない擬似太陽炉搭載型やGNコンデンサー型で占められている。
機体デザインは寺岡賢司。